# Venise
Pour les articles homonymes, voir Venise (homonymie).
« Venezia » redirige ici.  Pour la région historique désignée par le même toponyme en italien, voir Vénétie (région historique).
Venise (en italien : Venezia /veˈnɛːtt͡sja/ ; en vénitien : Venesia ou Venexia /veˈnɛsja/) est une ville côtière du Nord-Est de l'Italie, sur les rives de la mer Adriatique. Elle s'étend sur la Terraferma veneziana ainsi que sur un ensemble de 121 petites îles séparées par un réseau de canaux et reliées par 435 ponts. Située au milieu de la lagune vénète, entre les estuaires du Pô et du Piave, Venise est renommée pour cet emplacement exceptionnel ainsi que pour son architecture et son patrimoine culturel, qui lui valent une inscription au patrimoine mondial de l'UNESCO et la réputation d'être la plus belle ville du monde.
Venise est la capitale de la région de la Vénétie. En 2012, la commune comptait 269 810 habitants, dont 58 666 intra-muros (Centro storico), 176 000 sur les rives (Terraferma), pour la plupart dans les frazioni de Mestre et Marghera, et 31 000 dans d'autres îles de la lagune. Avec Padoue et Trévise, Venise constitue l'aire métropolitaine Padoue-Trévise-Venise (PATREVE), une entité statistique de 1 600 000 habitants.
Fondée peu après 568 par des réfugiés fuyant l'invasion lombarde, elle fut la capitale pendant onze siècles, de 697 à 1797, de la république de Venise. Durant le Moyen Âge et la Renaissance, la ville fut une grande puissance maritime, à l'origine de la Quatrième croisade et victorieuse lors de la bataille de Lépante en 1571 contre l'Empire ottoman. Grâce à ses liens avec l'Asie et le Proche-Orient, dont le marchand et explorateur Marco Polo fut l'initiateur, elle devint également l'une des principales places commerciales d'Europe, notamment de la soie, des céréales et des épices. Enfin, elle est un centre culturel majeur, du XIIIe à la fin du XVIIe siècle, dont les peintres de l'École vénitienne (Titien, Véronèse et le Tintoret), le dramaturge Carlo Goldoni et le compositeur Antonio Vivaldi sont les principaux représentants.
Son nom provient du peuple qui habitait la région avant le Xe siècle, les Vénètes. Dénommée Venetiae en latin, elle est parfois surnommée la « Cité des Doges », la « Sérénissime », la « Reine de l'Adriatique », la « Cité des Eaux », la « Cité des Masques », la « Cité des Ponts » ou encore la « Cité flottante ». La ville est aujourd'hui célèbre pour ses canaux — notamment le Grand Canal — et ses gondoles, ses nombreuses églises, la place Saint-Marc, le palais des Doges, le Pont des Soupirs, sa Biennale ainsi que son carnaval.
Le classement des endroits où ne pas aller pour les préserver,, publié par le guide américain Fodor's, mentionne explicitement Venise dans un groupe de villes et lieux à éviter. En effet, important centre touristique depuis le XVIIIe siècle, elle est devenue à l'époque contemporaine une attraction du tourisme mondial, posant des problèmes de fréquentation et la question du tourisme durable. Confrontée au phénomène récurrent de surtourisme, Venise est de plus doublement menacée, à la fois par un tourisme de masse et par des risques de submersion, au point que le Centre du patrimoine mondial recommande l'inscription de la ville sur la liste du patrimoine mondial en péril depuis 2023.

## Histoire

### De l'Italie byzantine à l'indépendance d'une ville
Les clés de la domination économique de Venise sur l'Italie au Moyen Âge sont l'insularité et l'aisance navale des Vénitiens qui n'a cessé de croître pendant plus d'un millénaire.
La région à l'extrémité nord-ouest de la mer Adriatique, où se jettent plusieurs fleuves issus des Alpes, est habitée dès l'Antiquité par des pêcheurs, mariniers et saulniers. Cette zone faisait partie de la région X créée par Auguste. Cette région fut nommée ensuite Venetia du nom des Vénètes, ancien peuple italique intégré dans la République romaine dès le IIe siècle av. J.-C. ; Aquilée — sur la terre ferme —, en était le centre religieux et portuaire important.
Les invasions des Goths d'Alaric Ier et des Huns d'Attila poussèrent les populations locales (notamment les habitants de la ville romaine d'Altinum, à quelques kilomètres sur la côte) à se réfugier dans les îles des lagunes situées le long de la mer Adriatique, près du delta du Pô. Selon la légende développée ultérieurement par les Vénitiens pour démontrer l'ancienneté de leur cité et de leurs franchises, Venise aurait été fondée le 25 mars 421 dans les îlots du rivus altus, qui est devenu le Rialto.
En 452, un premier établissement fut fondé par des réfugiés de Padoue et d'Aquilée. La région échut par la suite au Royaume ostrogoth.
Entre 535 et 552, l'empereur romain d'Orient Justinien Ier entreprit de reprendre le contrôle de l'Italie et la Vénétie fut reconquise par le général Bélisaire.
Lorsque les Lombards envahirent l'Italie du nord en 568, des habitants des régions voisines vinrent se réfugier en nombre dans les îles de la lagune formée par l'estuaire du Pô car la « Vénétie maritime », zone marécageuse, difficile d'accès tant pour les armées terrestres que pour des navires à quille des éventuels agresseurs, était restée sous la juridiction de l'Italie byzantine, plus précisément de l'exarchat de Ravenne. Fondée vers la fin du VIe siècle, la cité de Venise fut ainsi un refuge de la civilisation romano-byzantine, qu'elle fit perdurer au fil de son histoire ancienne.
Profitant de l'antagonisme entre les Byzantins et les Lombards, les Vénitiens accrurent leur autonomie et se dotèrent d'un pouvoir local incarné par le premier duc ou « doge » (du latin dux, chef), Paolucio Anafesto (697-717), personnage aux confins de la légende et de l'histoire. Comme les Lombards, les Francs tentèrent à leur tour d'envahir sans succès les îles, et lorsqu'il fut couronné empereur du Saint-Empire romain par le pape en 800, Charlemagne laissa libre le duché de Vénétie.
La ville de Venise devint progressivement indépendante à mesure que les Byzantins se retiraient de l'Adriatique, peu après l'an 1000, lors de l'émergence du royaume de Hongrie et des états slaves du sud comme la Croatie. La cité-État s'appuya dès lors sur la mer pour étendre son pouvoir et maintenir son contrôle sur les anciennes escales byzantines de Pola, Zara, Sebenico, Spalato et Cattaro.
Le commerce du sel, puis l'expansion commerciale vers la Méditerranée orientale, entraînèrent une forte croissance de la « sérénissime » République de Venise, qui multiplia ses possessions et agrandit ses territoires tant vers les terres fertiles de la plaine du Pô (avec les cités de Bergame, Brescia, Vérone, Padoue, Trévise et Udine), que vers les côtes et les îles de la Méditerranée orientale, vers les débouchés occidentaux de la route de la soie. Ayant détourné la quatrième croisade sur une métropole chrétienne, mais très prospère : Constantinople, la République s'empara des richesses de l'Empire byzantin et constitua son propre empire maritime englobant les deux tiers de l'Istrie, la Dalmatie avec ses îles et la plupart des îles grecques. Elle entra en conflit avec Gênes, sa grande rivale en Italie du nord et en Méditerranée. L'apogée de cette lutte fut la quatrième guerre génoise, autrement nommée guerre de Chioggia. Venise sortit du conflit victorieuse, mais exsangue. Le traité de Turin, en 1381, ne lui fut pas particulièrement avantageux : malgré sa victoire, Venise dut renoncer à des territoires en Orient et concéder certains droits à sa rivale. Elle perdit aussi Trévise et la Dalmatie continentale qui échut pour un temps au roi de Hongrie. Cependant, elle conserva ses institutions et ses principales escales et colonies.

### Grandeur et décadence
Venise n'a pas de constitution écrite : les attributions et le mécanisme des institutions gouvernementales relèvent du droit coutumier. Les organes de décision gouvernementaux forment une pyramide dont l'Assemblée populaire est la base et le doge le sommet. Entre les deux siègent le Grand Conseil, les Quarante et le Sénat, puis le Conseil ducal. Cette organisation politique dont les traits se dessinent au XIIIe siècle se maintient jusqu'en 1797. Le quadruplement de la puissance navale dans le premier tiers du XVe siècle fait de l'arsenal de Venise la plus grande usine du monde, employant jusqu'à 16 000 personnes, dans une enceinte secrète de 25 hectares. L'activité navale est portée par le dynamisme du quartier d'affaires vénitien.

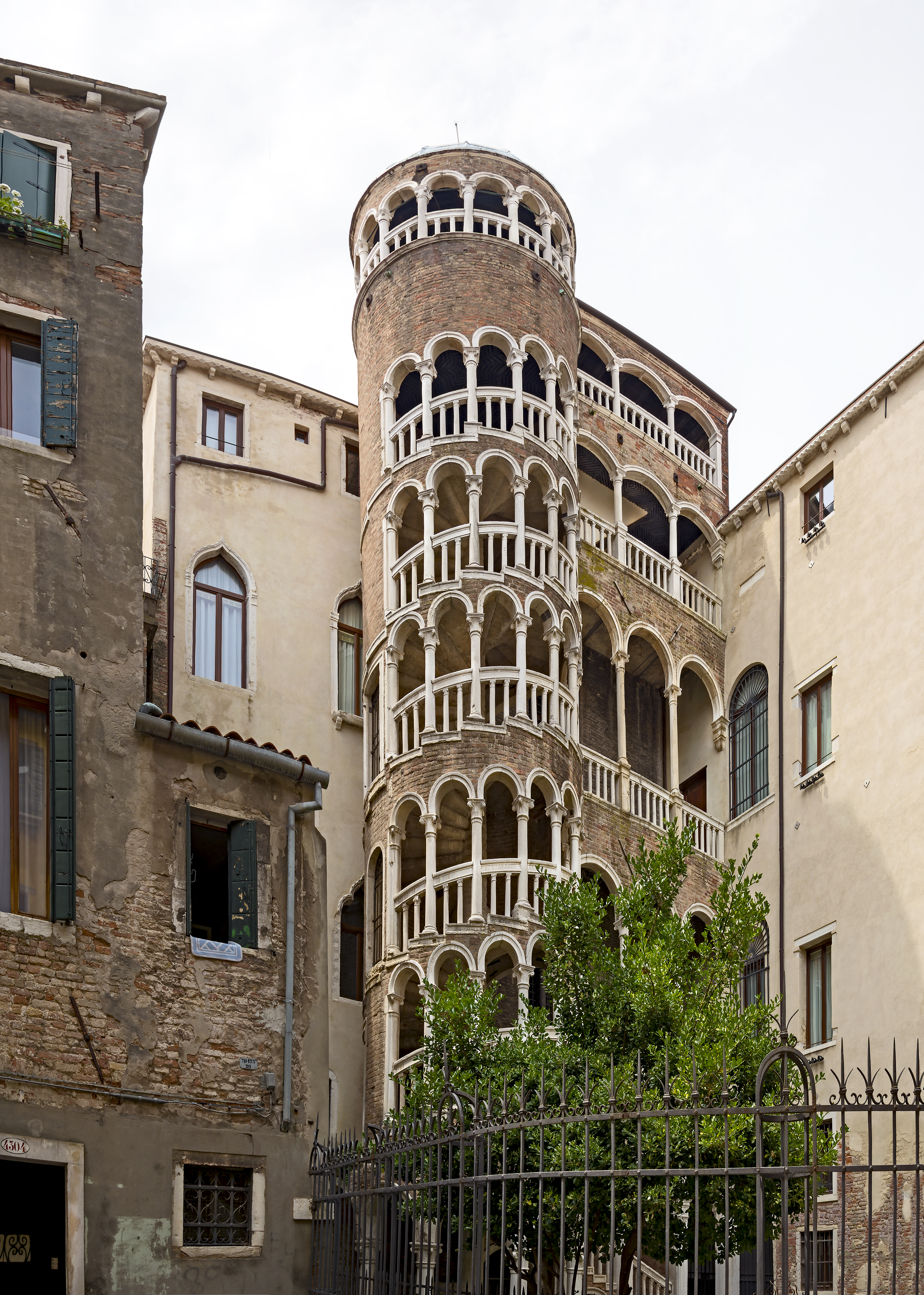
Scala del Bovolo (Palais Contarini del Bovolo).

La ville a pu armer une flotte de 6 000 navires, un chiffre énorme pour l'époque, lui permettant régner sur la mer Méditerranée, de protéger ses convois commerciaux et de convoyer des forces armées. Le quartier du Rialto est la première bourse organisée, selon l'historien Fernand Braudel. Les marchands y échangent des participations dans les galères vénitiennes, mises aux enchères selon le système de l'Incanto des galées du marché. Venise devient ainsi le plus important port de Méditerranée, surclassant Constantinople. Il lui faut alors conquérir des terres sur la lagune.
Sans le savoir, Venise a elle-même amorcé son déclin lors de son expansion maximale en procédant au partage de l'Empire byzantin qui ne retrouva jamais sa puissance perdue, ce qui facilita la progression ottomane en Méditerranée et en Europe, la privant successivement de toutes ses terres grecques à l'exception des îles Ioniennes, et de ses accès aux débouchés de la route de la soie. De plus, la ville est très touchée par la peste noire. Malgré la victoire sur les Ottomans à Lépante en 1571, la république de Venise perd encore de son importance commerciale à cause du détournement du commerce européen vers les océans après la découverte de l'Amérique.
Venise maintient son rayonnement culturel en devenant la ville européenne la plus élégante et raffinée du XVIIIe siècle, avec une forte influence sur l'art, l'architecture et la littérature.
Redevenue politiquement un État italien parmi d'autres, Venise est annexée par Napoléon Bonaparte le 12 mai 1797, durant la première coalition. L'invasion des Français met un terme à près de 800 ans d'indépendance. Bonaparte est cependant perçu comme une sorte de libérateur par la population pauvre et juive de Venise (it), république oligarchique et aristocratique où le pouvoir et la plupart des richesses étaient monopolisés par quelques dizaines de familles. Bonaparte supprime les barrières du Ghetto ainsi que les restrictions de circulation imposées aux Juifs.
En 1797, par le traité de Campo-Formio, Bonaparte livre provisoirement Venise et ses territoires aux Habsbourg en échange de la Belgique, puis il les leur reprend en 1805 pour l'intégrer au royaume d'Italie dont il se fait couronner roi. Après ses défaites, Venise et la plupart de ses territoires sont intégrés dans l'empire d'Autriche en 1815. La domination autrichienne sur Venise et la Vénétie s'achève le 3 octobre 1866 après sa défaite de Sadowa contre l'alliance prusso-italienne, mais se prolonge jusqu'en 1918 sur les côtes et les îles de l'Adriatique.
Après la Première Guerre mondiale, l'Italie revendique à l'Autriche vaincue l'ensemble des territoires jadis vénitiens, mais elle se heurte aux revendications yougoslaves et n'obtient au traité de Rapallo que l'Istrie, la ville de Zara en Dalmatie et les îles de Veglia, Cherso et Lagosta. Le ressentiment développé à ce moment contribuera au succès ultérieur de Benito Mussolini. Cependant, Venise, chef-lieu de province italien, devient l'un des hauts lieux du tourisme mondial.
Le port de Venise est visé par l'aviation alliée lors de l'opération Bowler en mars 1941. Le 29 avril 1945, la ville est libérée par des unités de la VIIIe armée britannique.
Après la Seconde Guerre mondiale, l'Italie perd encore des territoires au profit de la Yougoslavie, ne conservant que Trieste, qui ne fait pas partie des territoires jadis vénitiens, mais où se réfugient les populations italophones expulsées de la Yougoslavie devenue communiste.

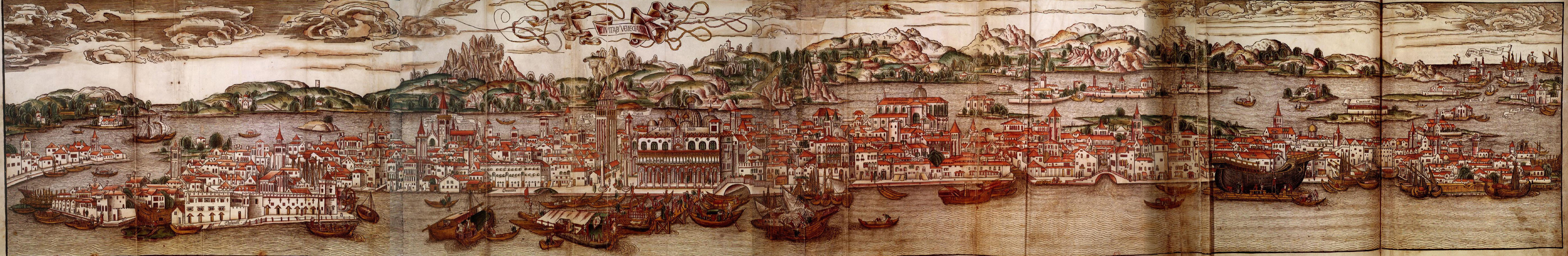
Venise au XVe siècle par Erhardum Reüwich de Trajecto et Bernhard von Breydenbach.

## Géographie

Les sestieri de Venise :
Cannaregio
Castello
Dorsoduro
San Marco
San Polo
Santa Croce

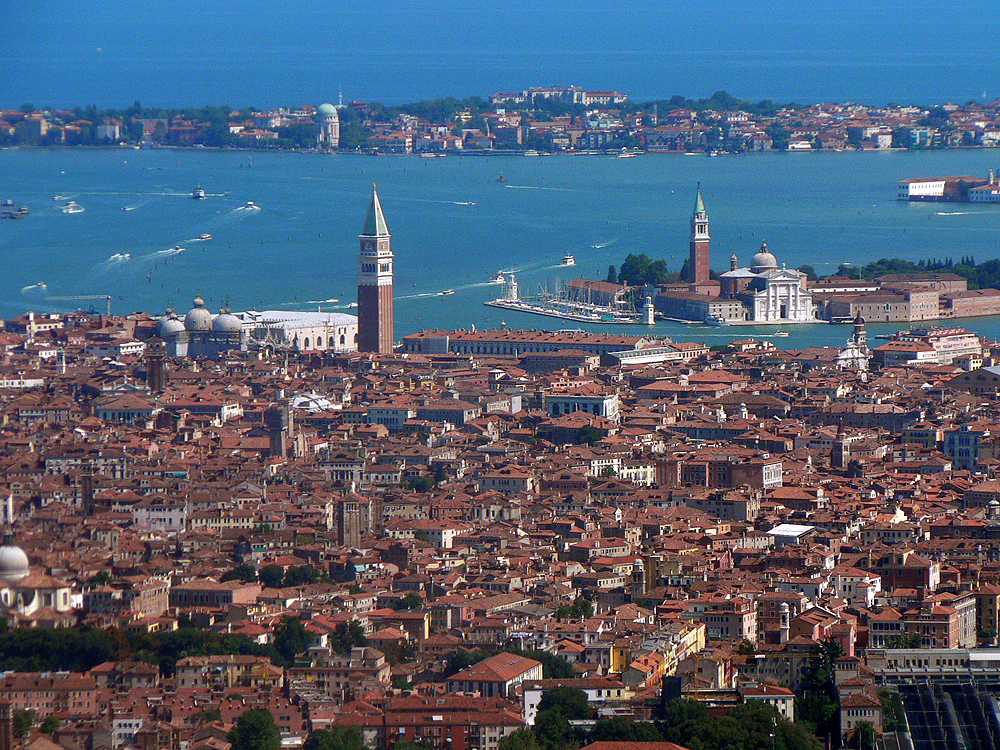
Venise dans la lagune.

Venise occupe une situation géographique exceptionnelle, entre la Terraferma veneziana et une lagune de la mer Adriatique. Les Vénitiens établirent leur ville en enfonçant des pieux en chêne et en aulne dans le sol sablonneux. Sur ces fondations, ils bâtirent des maisons et des palais et entamèrent un combat contre le mouvement continuel des marées.
Les principales autres îles de la lagune sont : le Lido, Murano, Burano, Torcello, ainsi que San Michele (l'île cimetière de la ville), San Erasmo, Mazzorbo, Vignole (île), Certosa, San Francesco del Deserto, San Giacomo in Paludo, San Servolo, San Lazzaro degli Armeni.
Venise s'étend sur 415 km2, dont plus de la moitié (253 km2) sont occupés par les eaux. La Lagune de Venise couvre au total 550 km2.

### Ville
La ville est parcourue par 177 canaux (dont le plus important est le Grand Canal) et 455 ponts, (le plus souvent arqués pour laisser passer les bateaux). Elle possède 123 églises et elle s'étend sur 118 îles situées entre l'embouchure de l'Adige (au sud) et du Piave (au nord).
Elle est découpée en six quartiers historiques appelés les sestieri : San Marco, Castello et Cannaregio sur la rive gauche du Grand Canal et Santa Croce, San Polo et Dorsoduro sur l'autre rive.
- Le quartier de San Marco et la basilique du même nom constituent le cœur de la cité.
- Le quartier de Castello recouvre toute la partie sud-est de Venise. Appelé Olivolo à la fin du Moyen Âge, il tient son nom actuel de la forteresse sur l'île San Pietro, démantelée depuis longtemps.
- Le quartier de Cannaregio occupe toute la partie de la ville comprise entre le Rialto et la gare ferroviaire. Il est nommé ainsi en raison du caractère rectiligne des canaux qui le parcourent (canal reggio).
- Sur l'autre rive, les sestieri de Santa Croce et San Polo doivent leur nom à deux églises (la première, détruite). San Polo est le plus densément peuplé et comprend le quartier commerçant du Rialto. San Croce est le plus récent avec des bâtisses plus spacieuses des XIXe et XXe siècles.
- Dorsoduro (dos dur) s'appelle ainsi en raison de la nature plus rocheuse de son sol et de l'altitude du sestiere, plus élevé que les autres. En conséquence, pendant les épisodes d'« acqua alta » (hautes eaux), il est moins souvent inondé. Ce quartier comprend aussi l'île de la Giudecca.

Le centre historique est entièrement piétonnier, les canaux faisant fonction de route, et les divers bateaux, qui traversent seulement le Grand Canal, le Canal de la Giudecca et la lagune autour de la ville, sont le moyen de transport public. Venise est une ville unique où l'on se déplace presque exclusivement à pied.
On y trouve aussi des taxis d'eau — petits bateaux motorisés qui peuvent transporter de huit à dix personnes — et des « gondoles » — petites embarcations d'avirons très légères. Le transport privé des Vénitiens au moyen des bateaux motorisés ou à avirons est limité aux excursions dominicales. D'autres modèles d'embarcations plus ou moins grosses sont destinés aux transports commerciaux. Chateaubriand constatait que Venise était « une ville contre nature »,. Le Vénitien, de son point de vue, l'estime unique ville naturelle « dans un monde contre nature »[réf. nécessaire].

Venise aujourd'hui. Vue depuis le campanile San Giorgio Maggiore.

### Climat

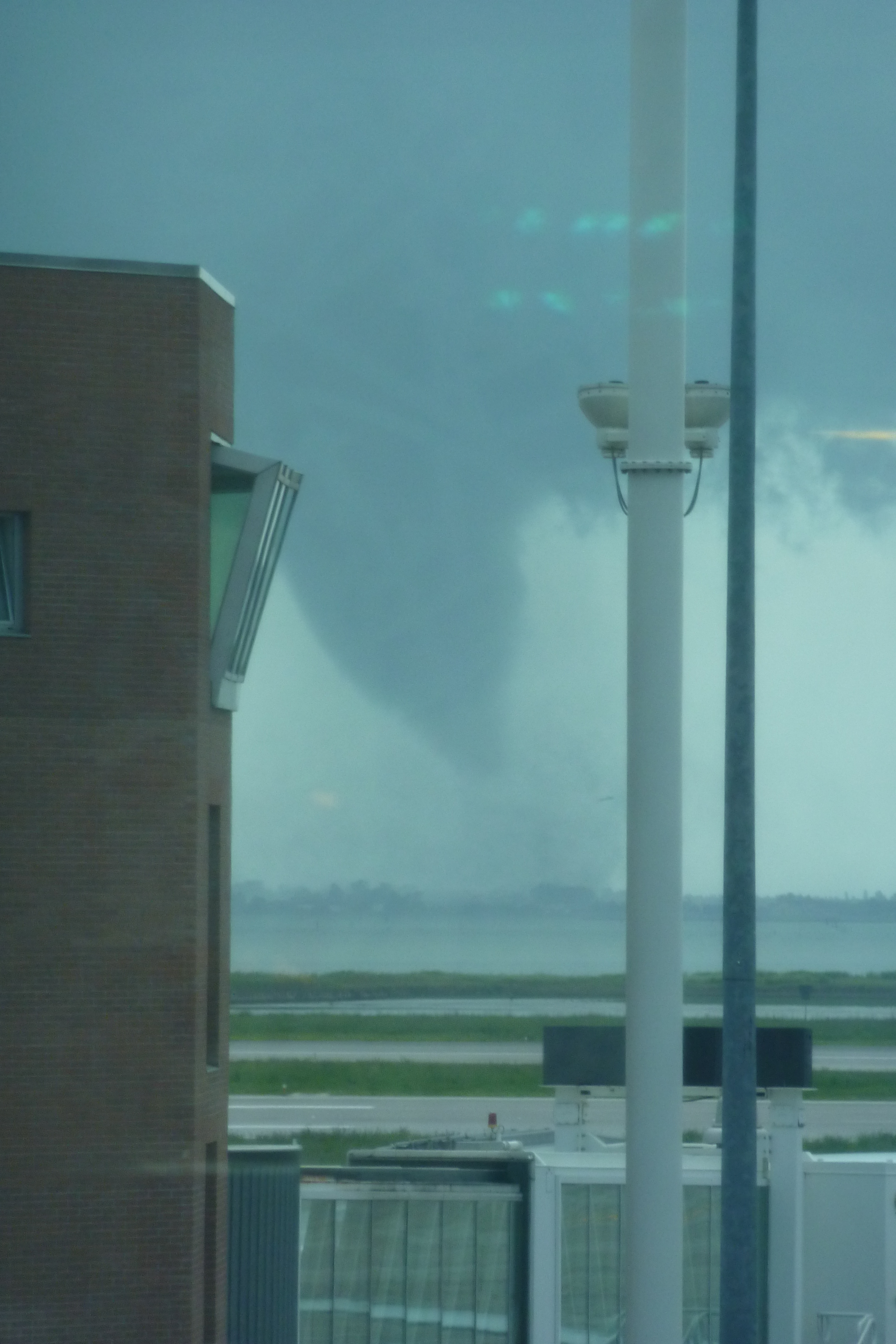
Une rare tornade a frappé Venise le 12 juin 2012. Vue de l'entonnoir nuageux depuis une fenêtre de l'aéroport Marco Polo.

Le climat de Venise, comme celui de la plaine du Pô, est de type continental humide à été chaud (climat Cfa dans la classification de Köppen) assez humide à l'année longue. Les étés sont très moites. Les hivers sont froids, comportant du gel en janvier et du brouillard. Les précipitations, minimales en hiver, tombent en été sous forme d'orages parfois violents, ainsi qu'en automne sous forme de pluie continue.
| Mois                              | jan. | fév. | mars | avril | mai  | juin | jui. | août | sep. | oct. | nov. | déc. | année |
| --------------------------------- | ---- | ---- | ---- | ----- | ---- | ---- | ---- | ---- | ---- | ---- | ---- | ---- | ----- |
| Température minimale moyenne (°C) | −1   | −1   | 4    | 8     | 12   | 16   | 18   | 17   | 14   | 9    | 4    | 0    |       |
| Température moyenne (°C)          | 2,5  | 4    | 8    | 12    | 16,5 | 20,5 | 23   | 22   | 19   | 13,5 | 8    | 3,5  | 13    |
| Température maximale moyenne (°C) | 6    | 9    | 12   | 16    | 21   | 25   | 28   | 27   | 24   | 18   | 12   | 7    |       |
| Ensoleillement (h)                | 3    | 4    | 5    | 6     | 7    | 8    | 9    | 8    | 7    | 5    | 3    | 3    |       |
| Précipitations (mm)               | 58   | 54   | 57   | 64    | 69   | 76   | 63   | 83   | 66   | 69   | 87   | 54   | 800   |
| Humidité relative (%)             | 81   | 77   | 75   | 75    | 73   | 74   | 71   | 72   | 75   | 77   | 79   | 81   |       |

## Transports
La situation géographique de Venise au milieu de la lagune fait que l'essentiel du transport de personnes et de marchandises se fait par voie d'eau. Si Venise ne représente pas la plus grande concentration humaine au monde sans voitures, place occupée par la Médina de Fès el Bali, la cité demeure au XXIe siècle la plus grande île au monde à être libre d'automobiles et de camions, malgré des aménagements importants.

### Gondole
Le transport individuel traditionnel est la gondole vénitienne, bien qu'elle ne soit quasiment plus utilisée que par les touristes ou pour des occasions particulières (cérémonies, mariages et enterrements). Son coût est en effet prohibitif. D'ailleurs, il n'en reste que 425 en 2009.

### Transport en commun
Les Vénitiens utilisent surtout des bateaux-bus, appelés vaporetti qui, gérés par l'ACTV, desservent les différentes îles en sillonnant les principaux canaux, ainsi que les traghetti, des gondoles à deux rameurs pour piétons qui assurent la traversée du Grand Canal à quelques endroits dépourvus de ponts.

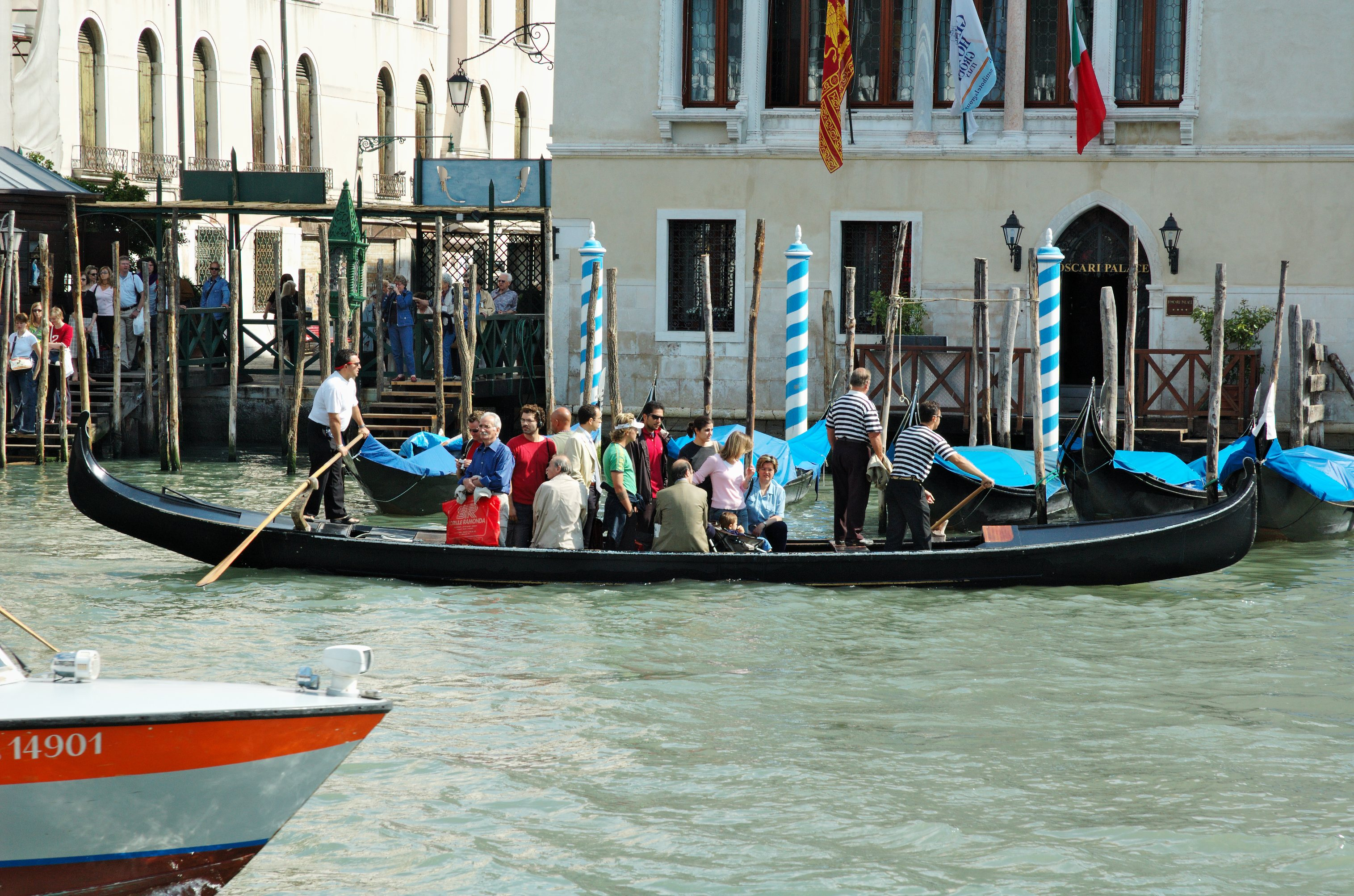
Traghetto permettant aux piétons de traverser le Grand Canal.
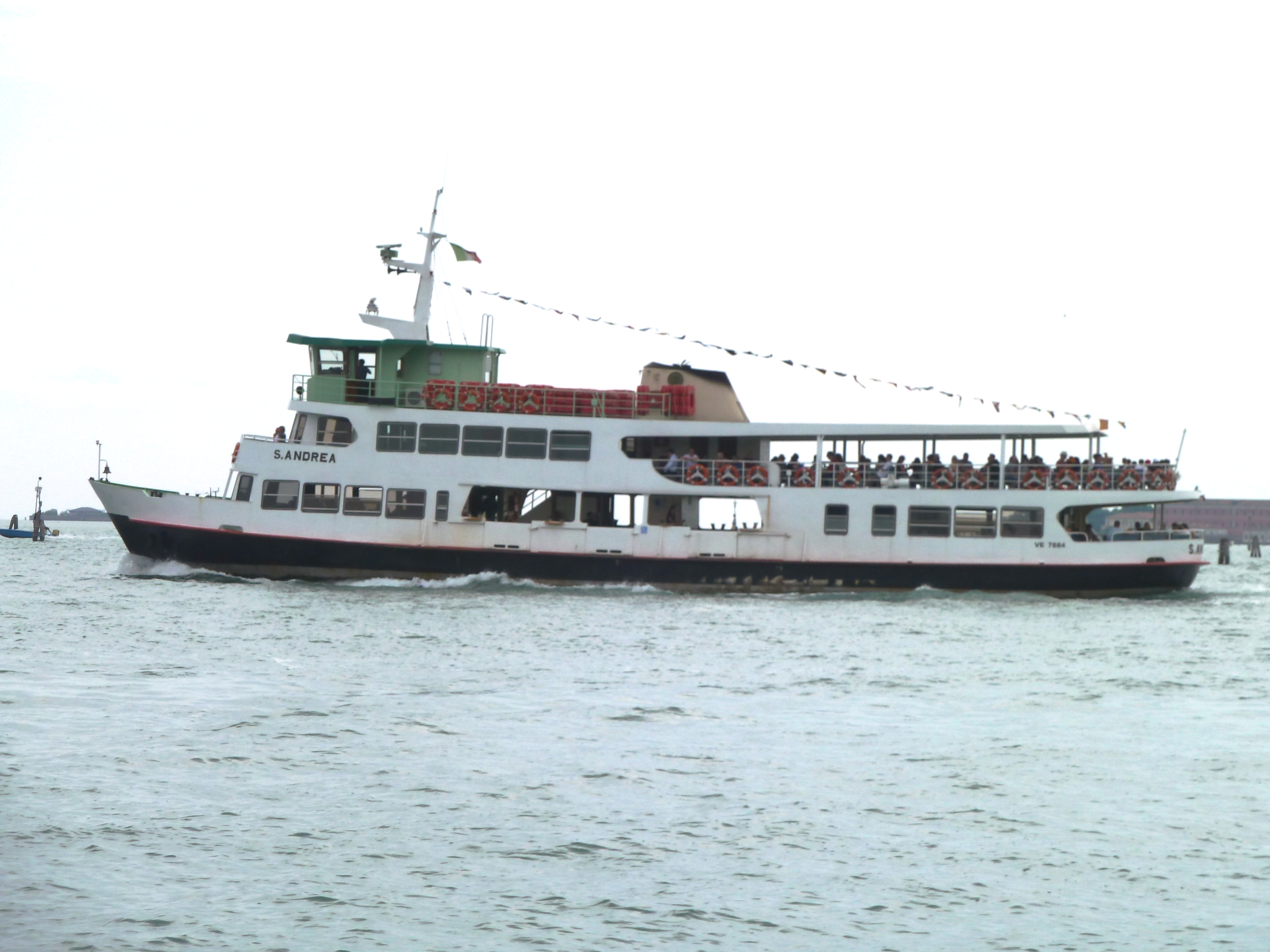
Motonave : pour le transport des piétons vers les grandes îles en dehors de Venise.
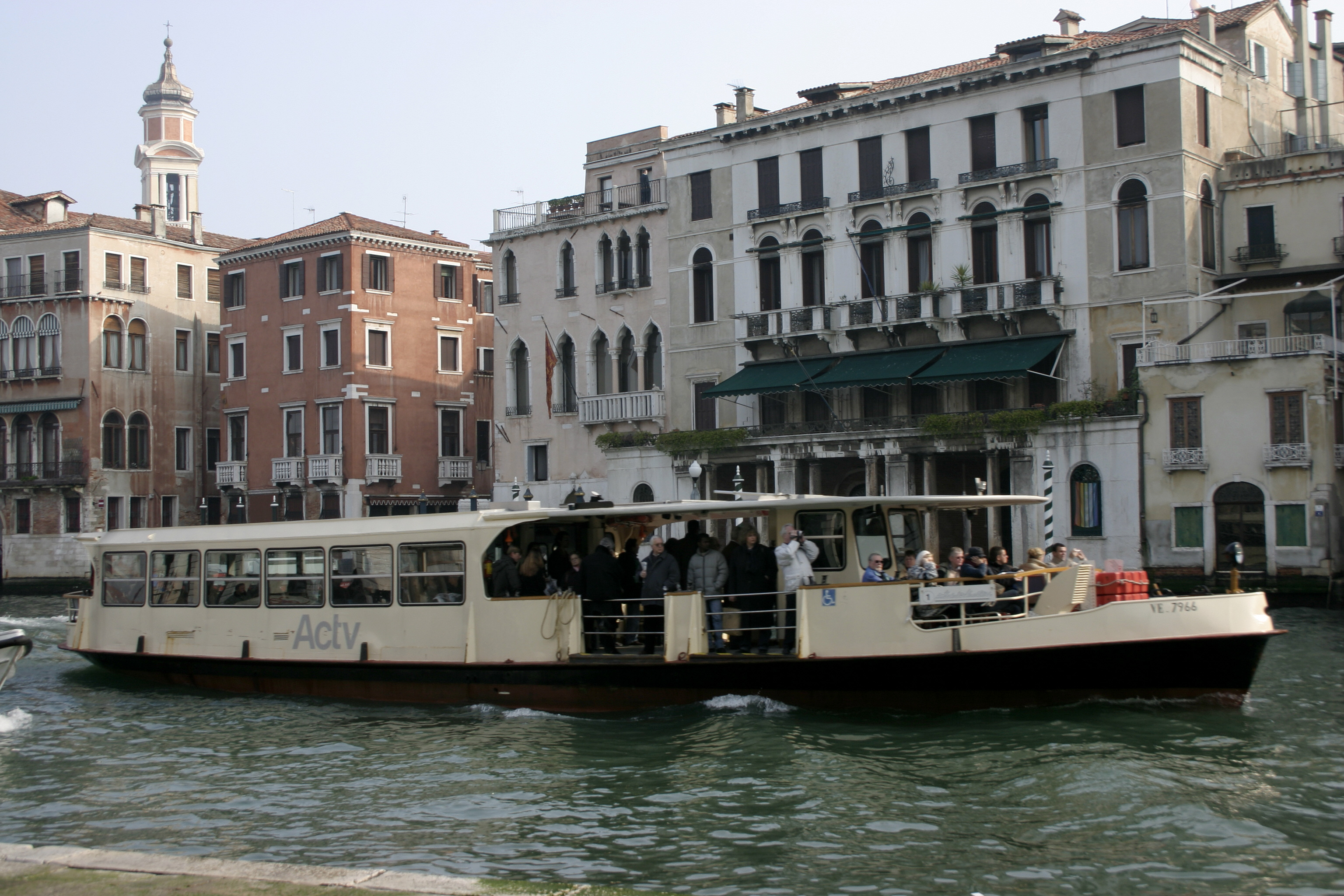
Vaporetto pour le transport des piétons sur le Grand Canal.
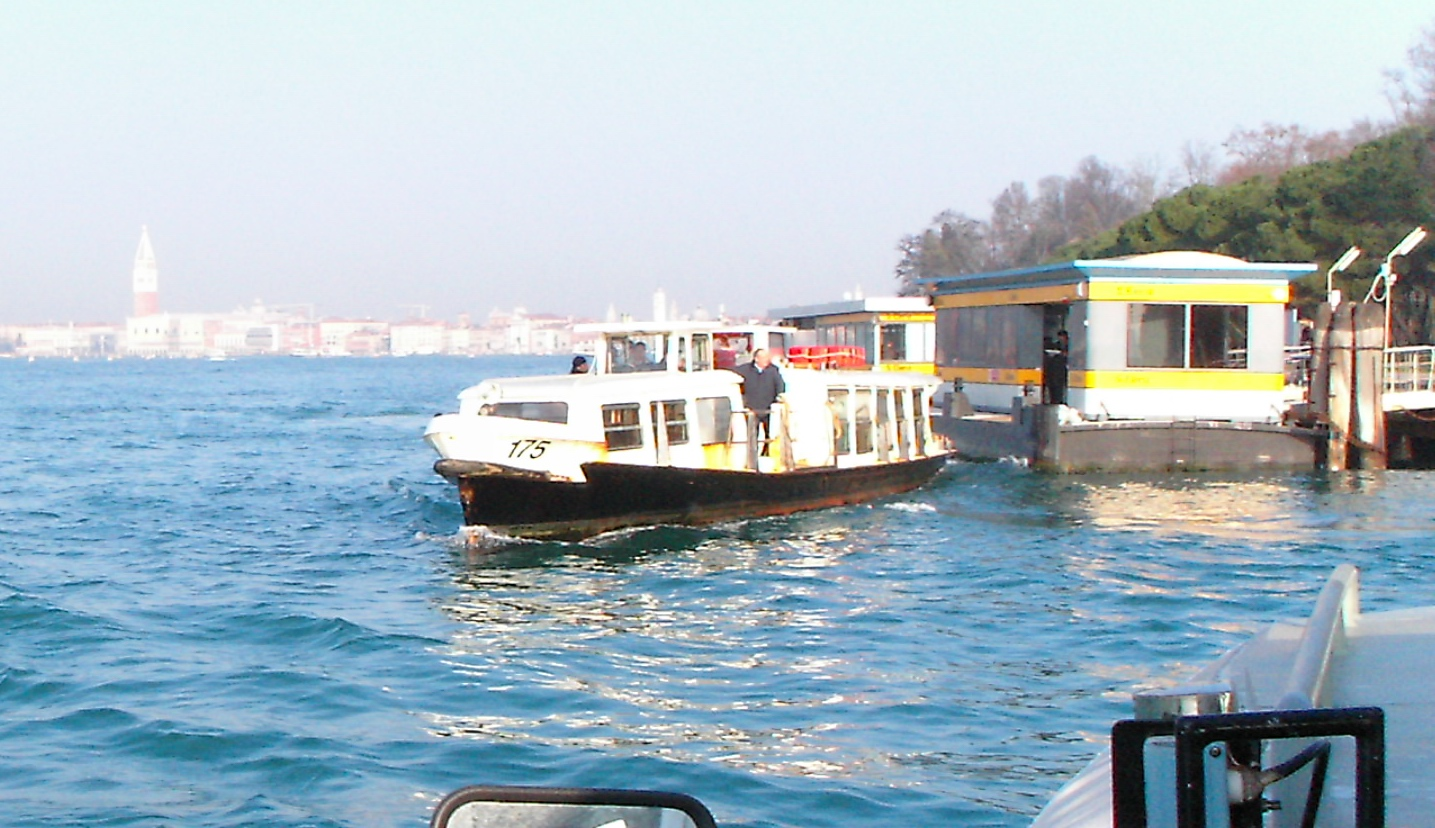
Motoscafo, embarcation plus petite.
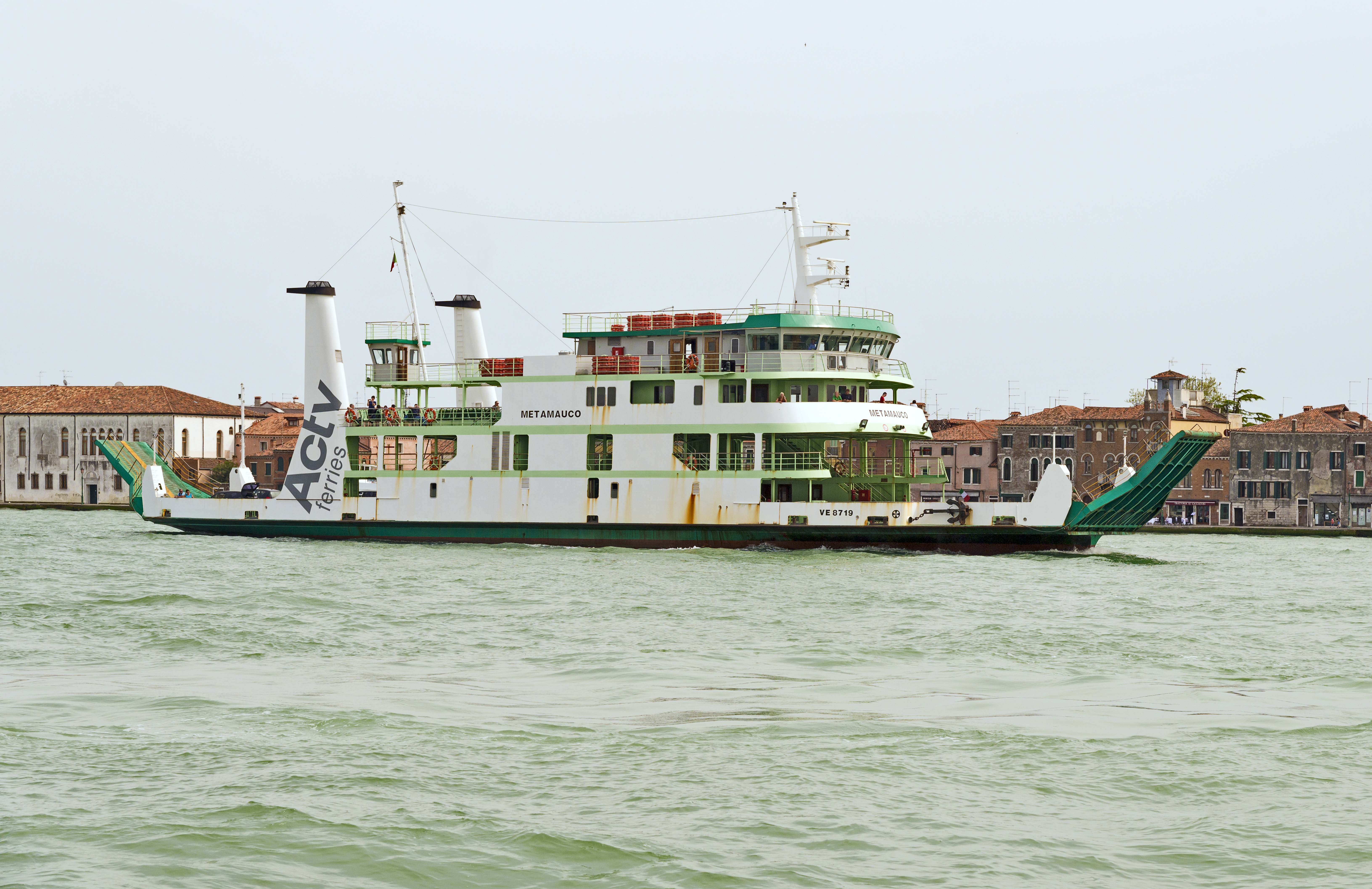
Ferry pour le transport des automobiles et des camions de Tronchetto au Lido.

À cela s'ajoutent toutes sortes d'embarcations publiques et privées tels que les canots à moteur et le transport commercial.

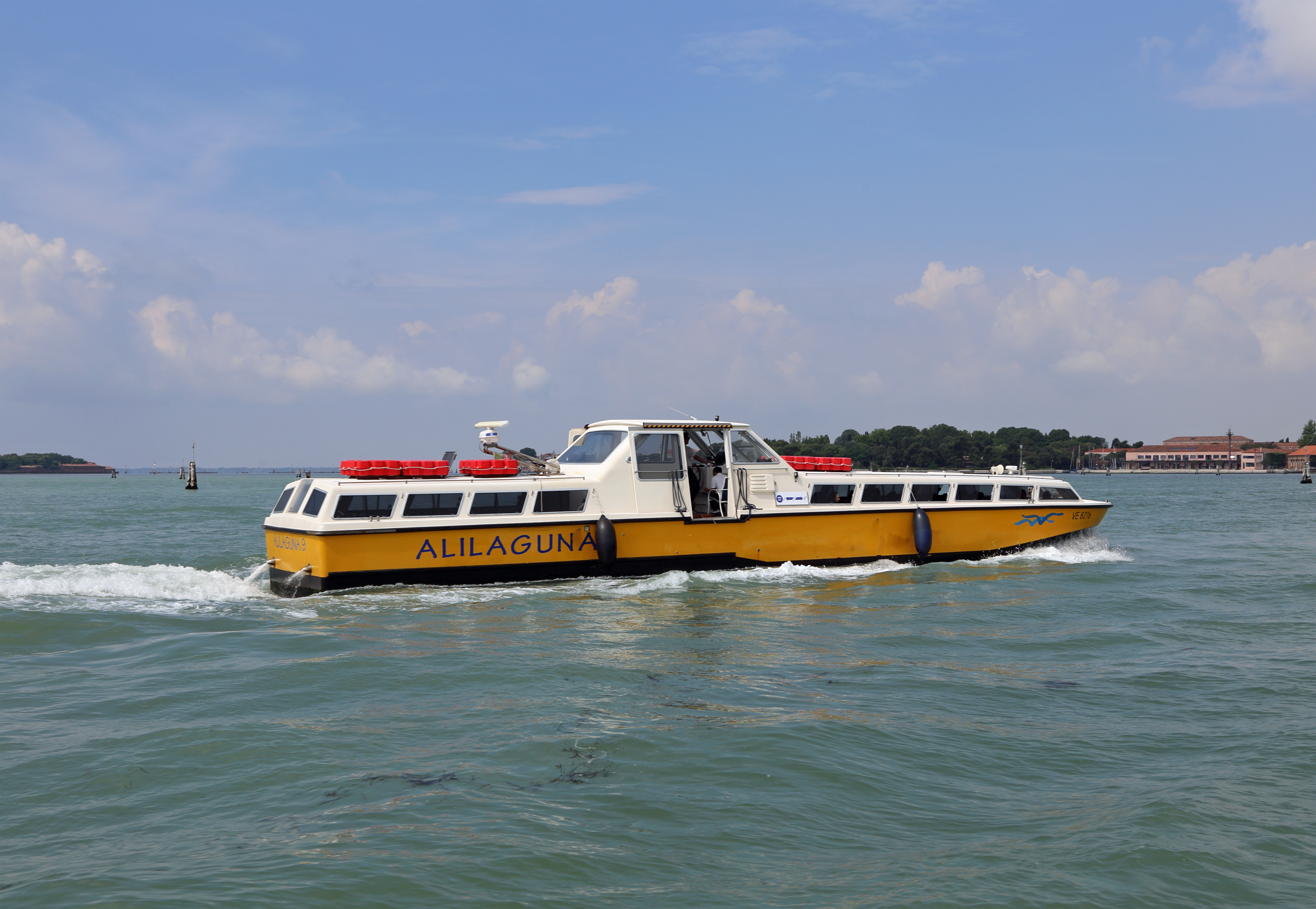
Bateau-bus de la firme Alilaguna.
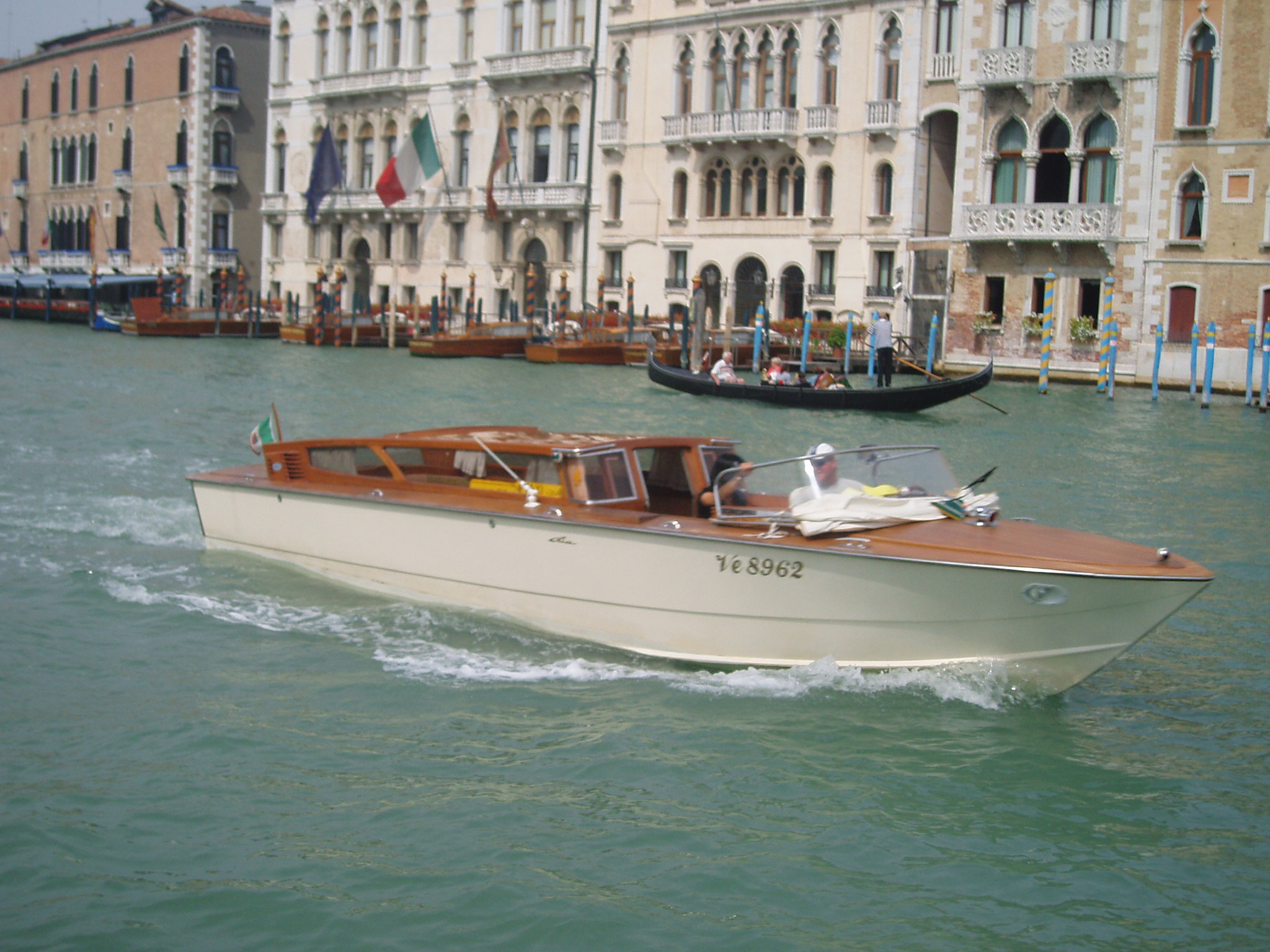
Taxi.
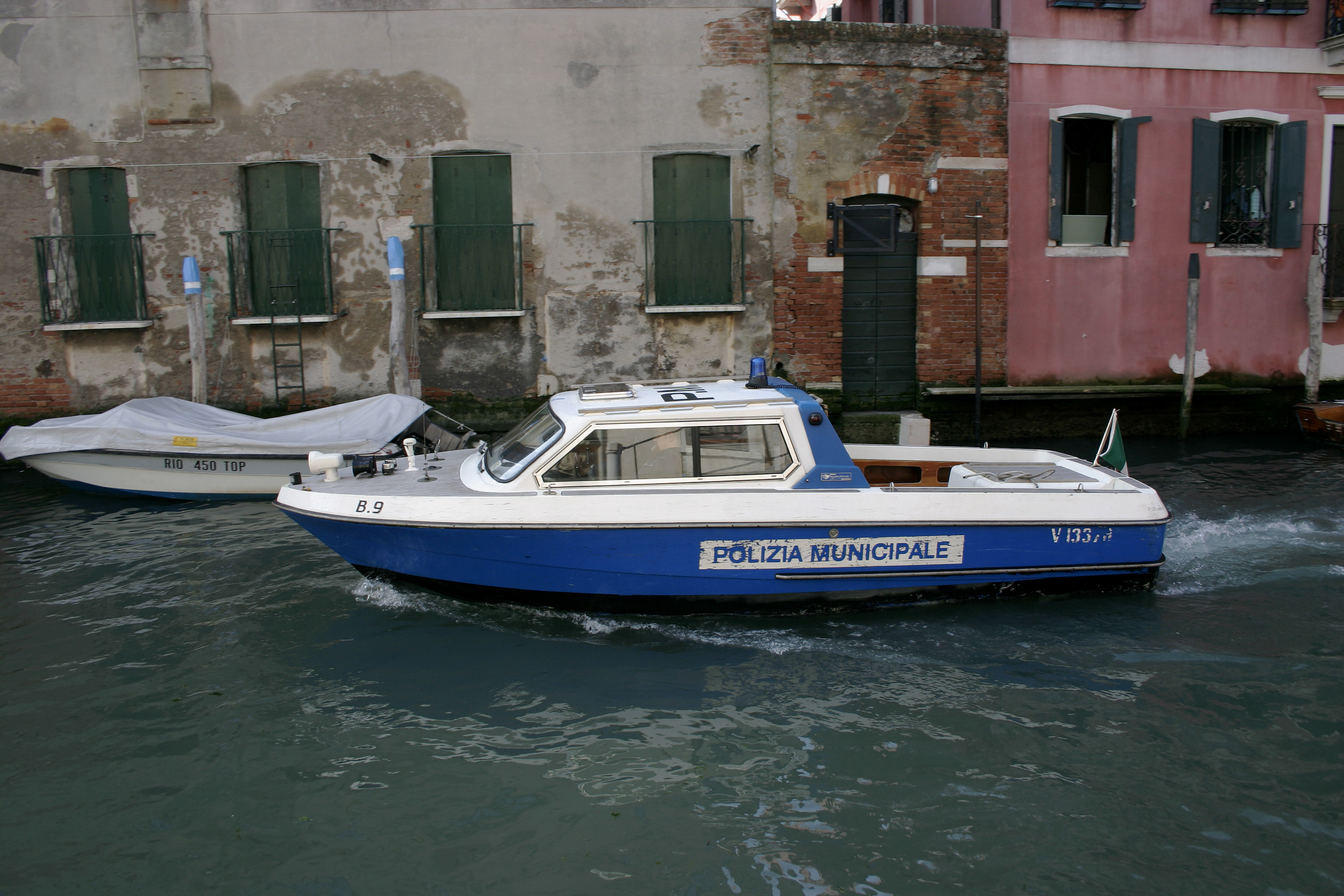
Embarcation de police.
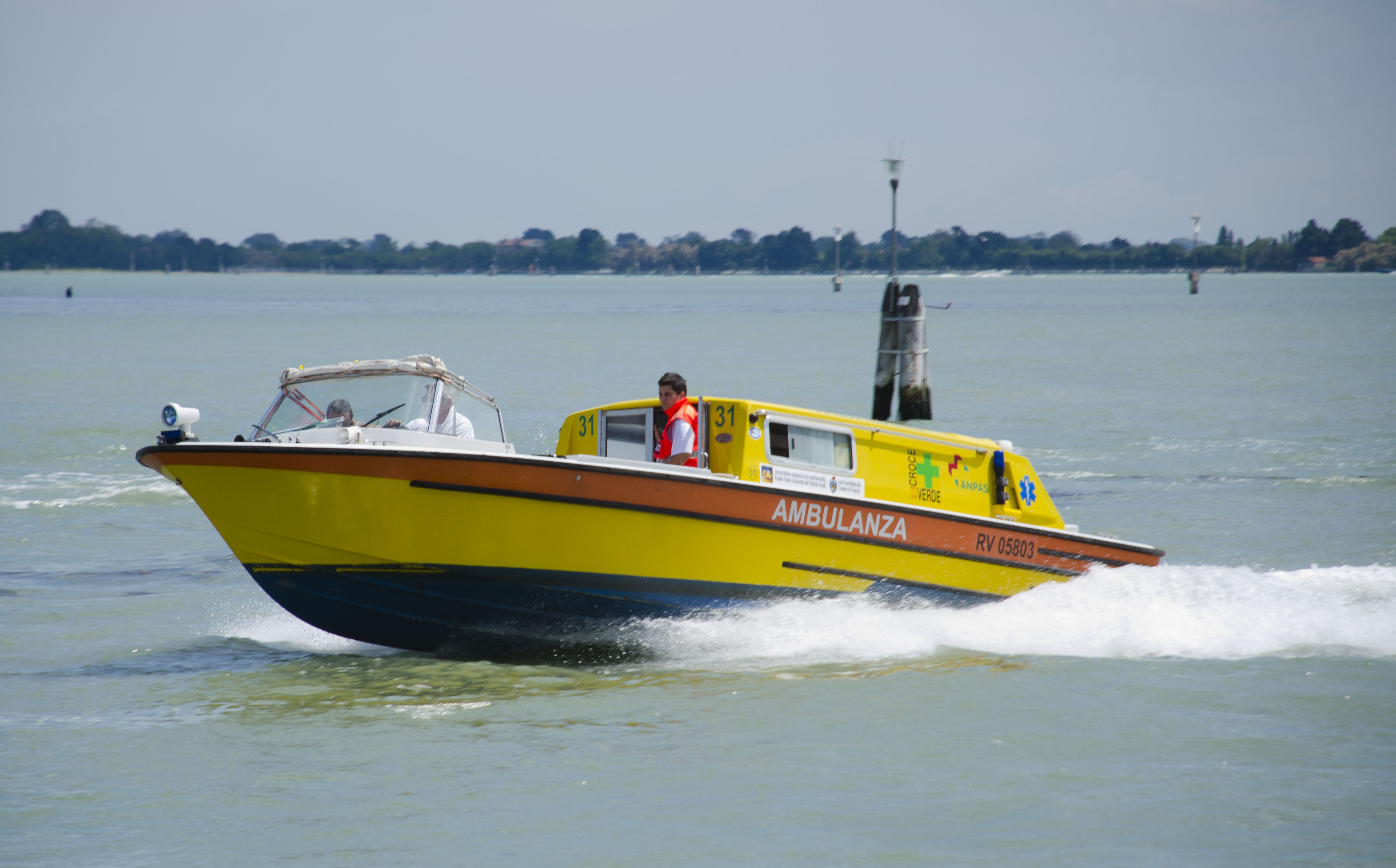
Ambulance.
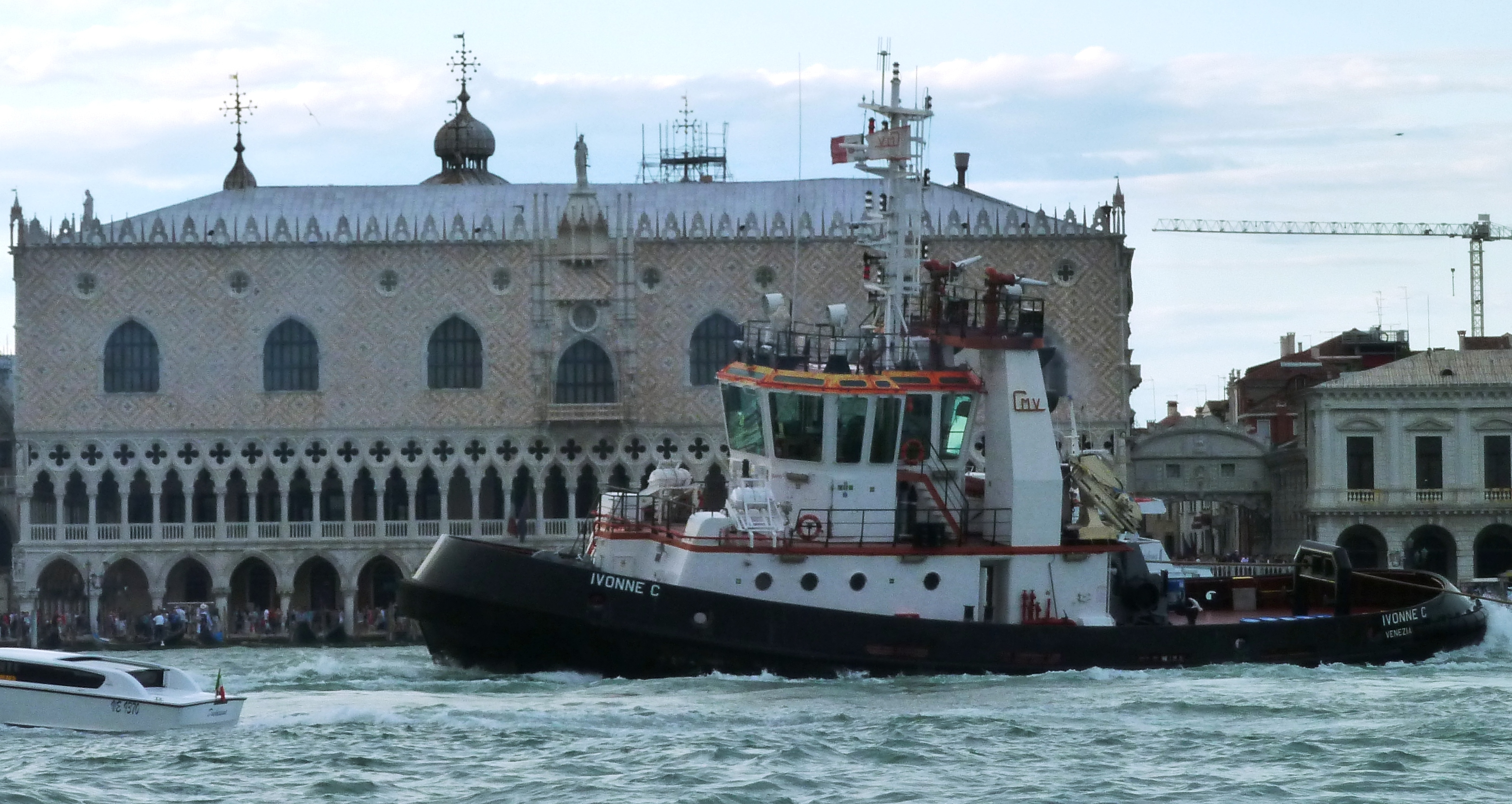
Remorqueur.
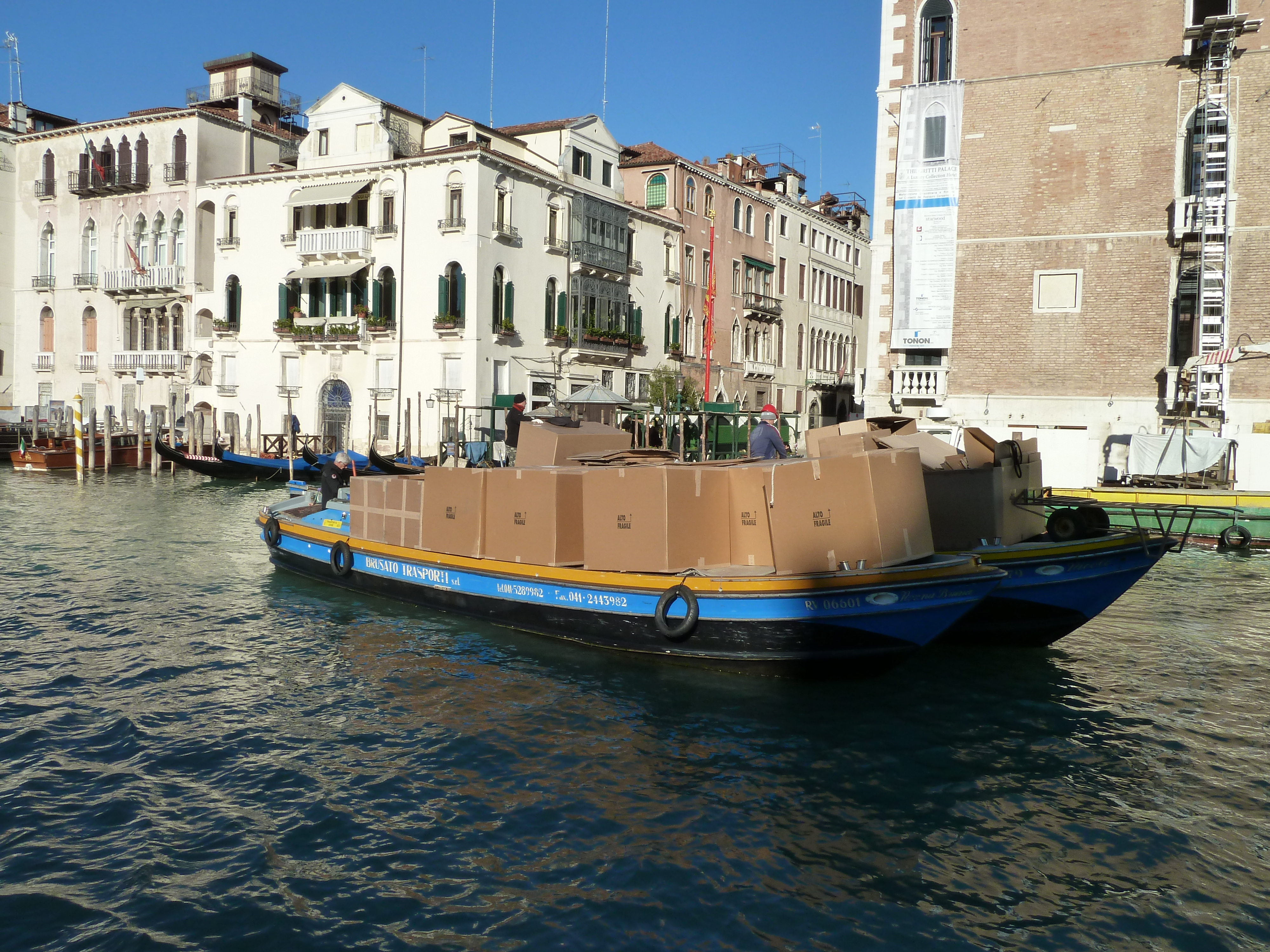
Transport commercial.
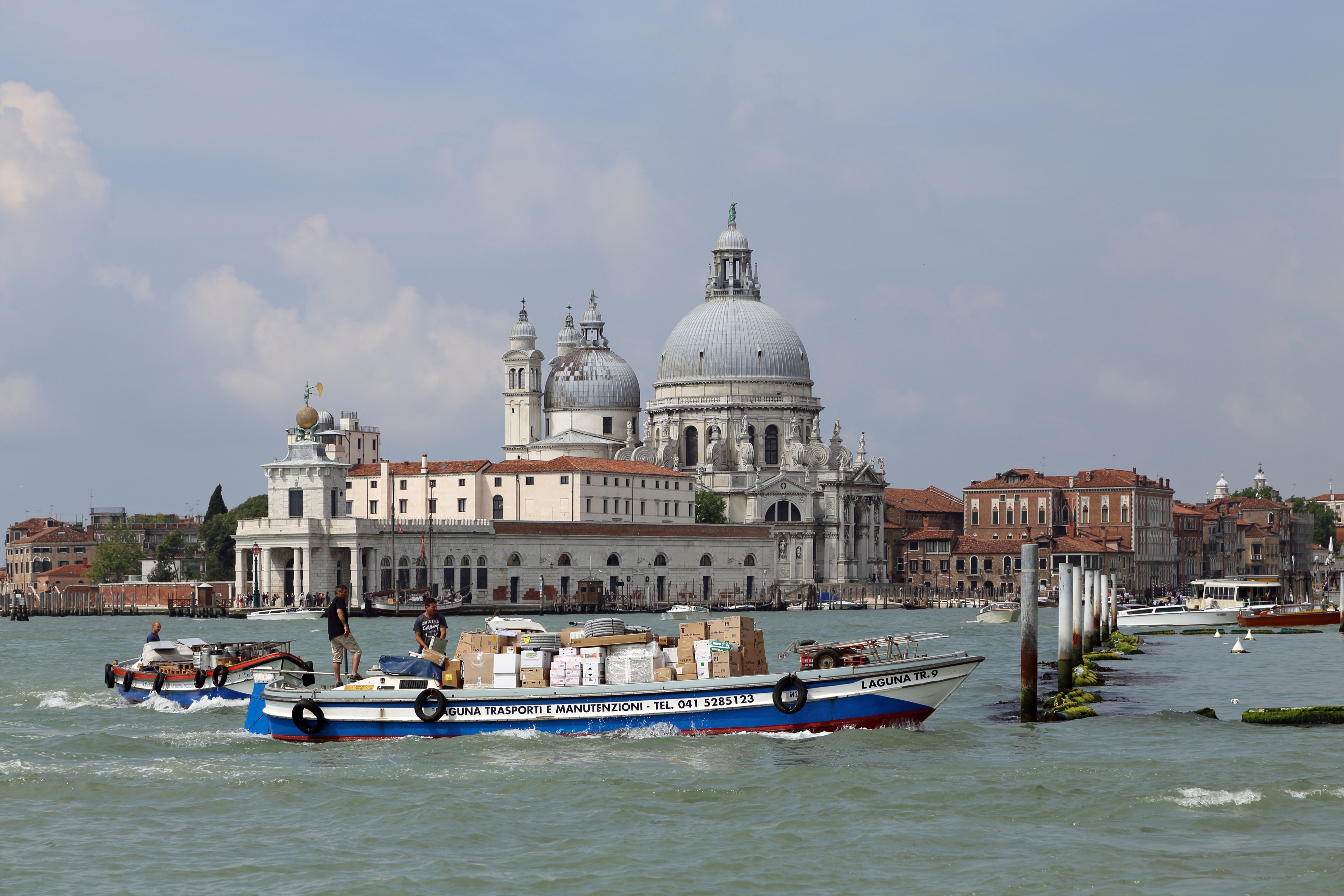
Transport de marchandises diverses.
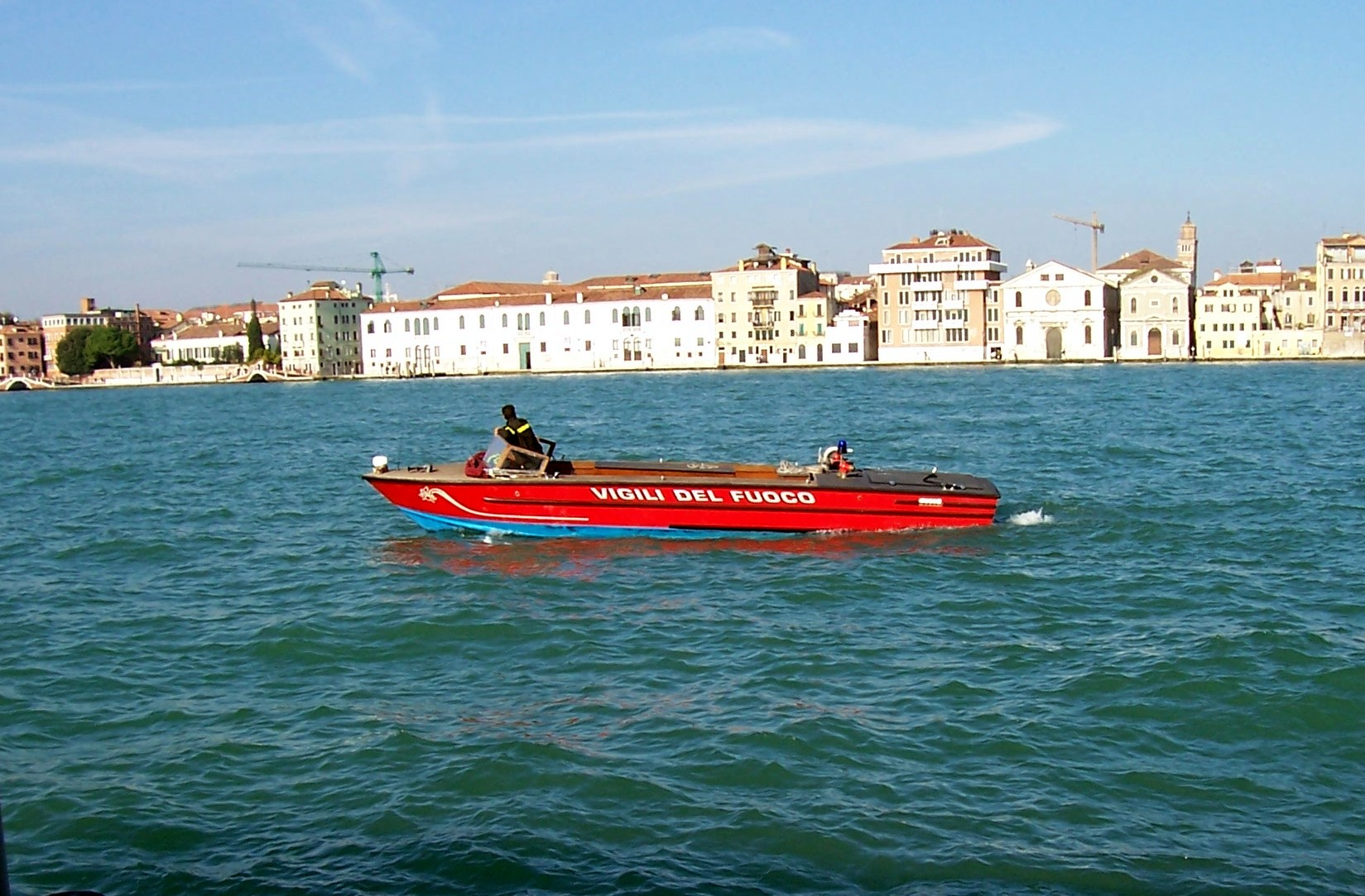
Vedette de pompiers dans le bassin de saint Marc.
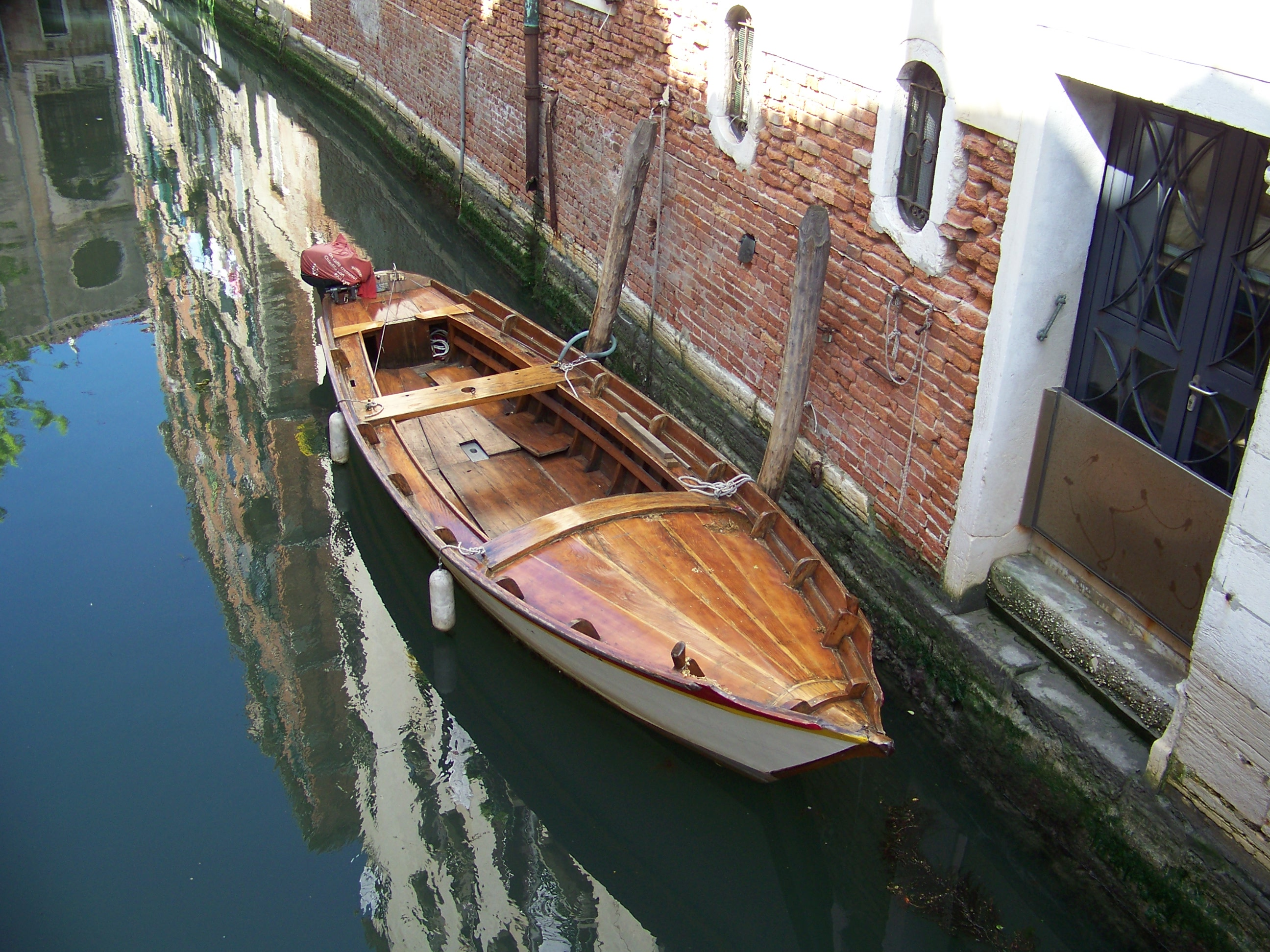
Barque sur le rio san Zuane Evangelista.
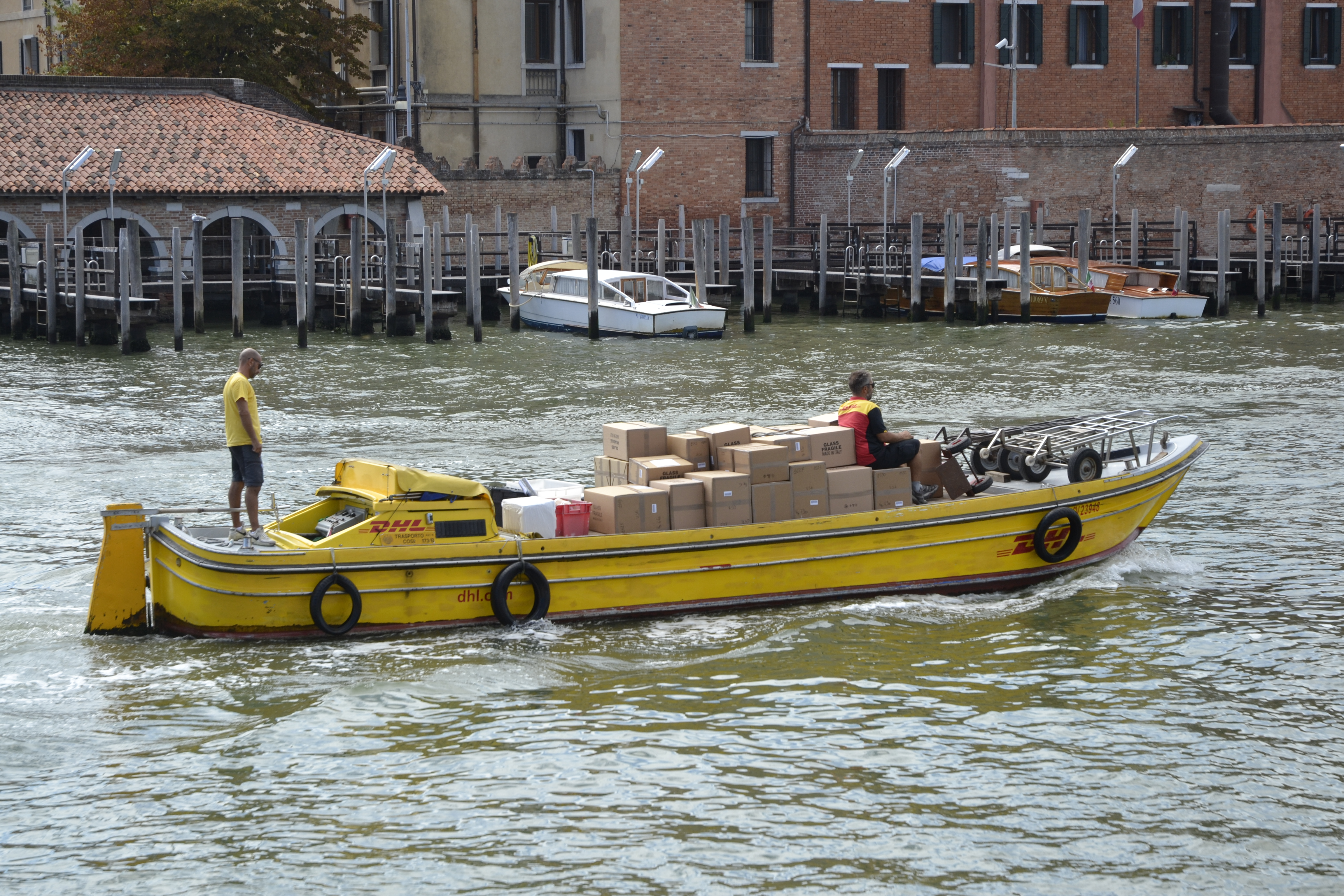
Livraison DHL par bateau à Venise.

Le tramway de Venise mis en service en 2010 est constitué de deux lignes permettant de relier le quartier piazzale roma au centre-ville de Venise.

### Transport ferroviaire

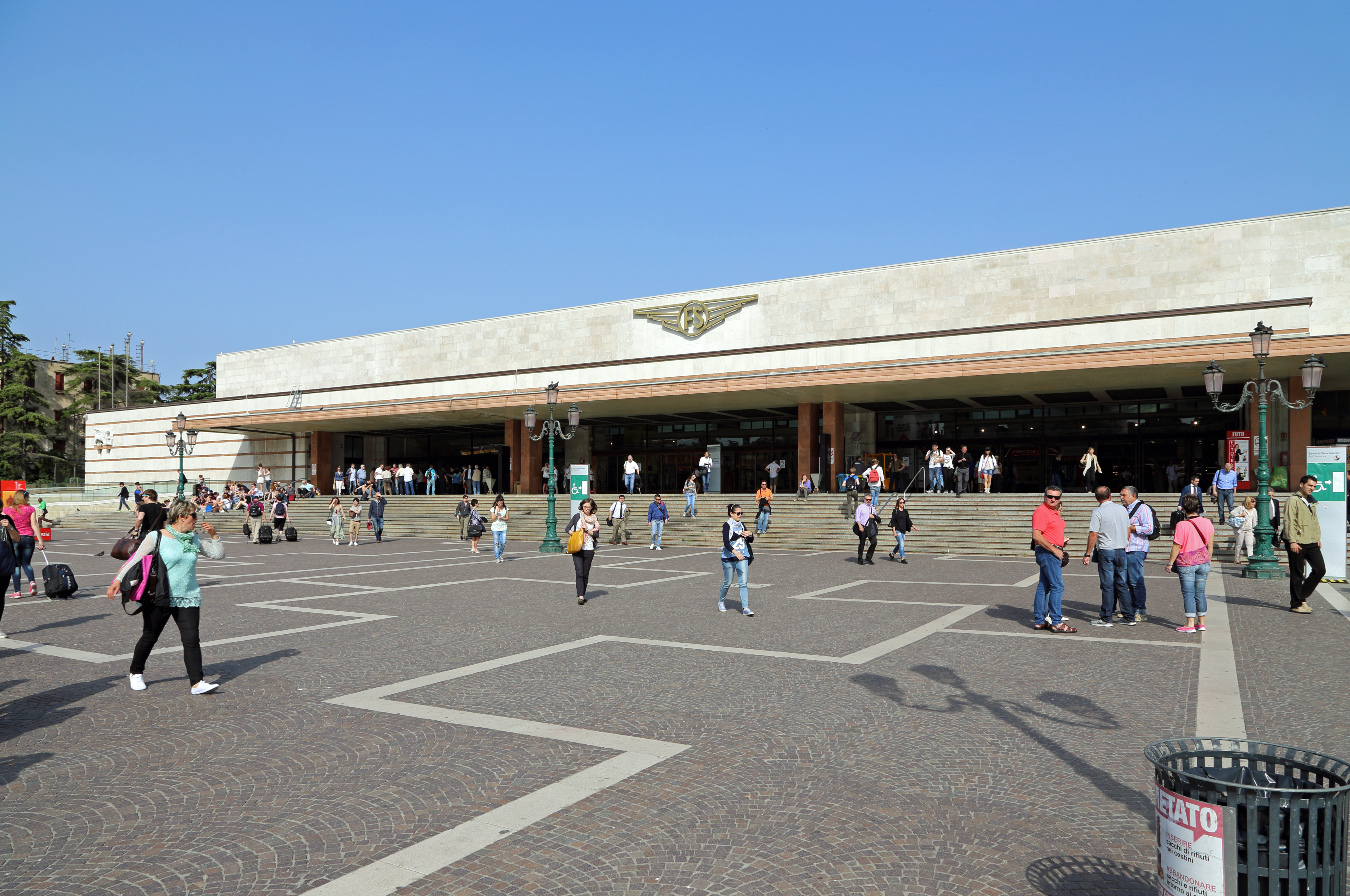
Façade principale de la gare de Venise-Santa-Lucia.

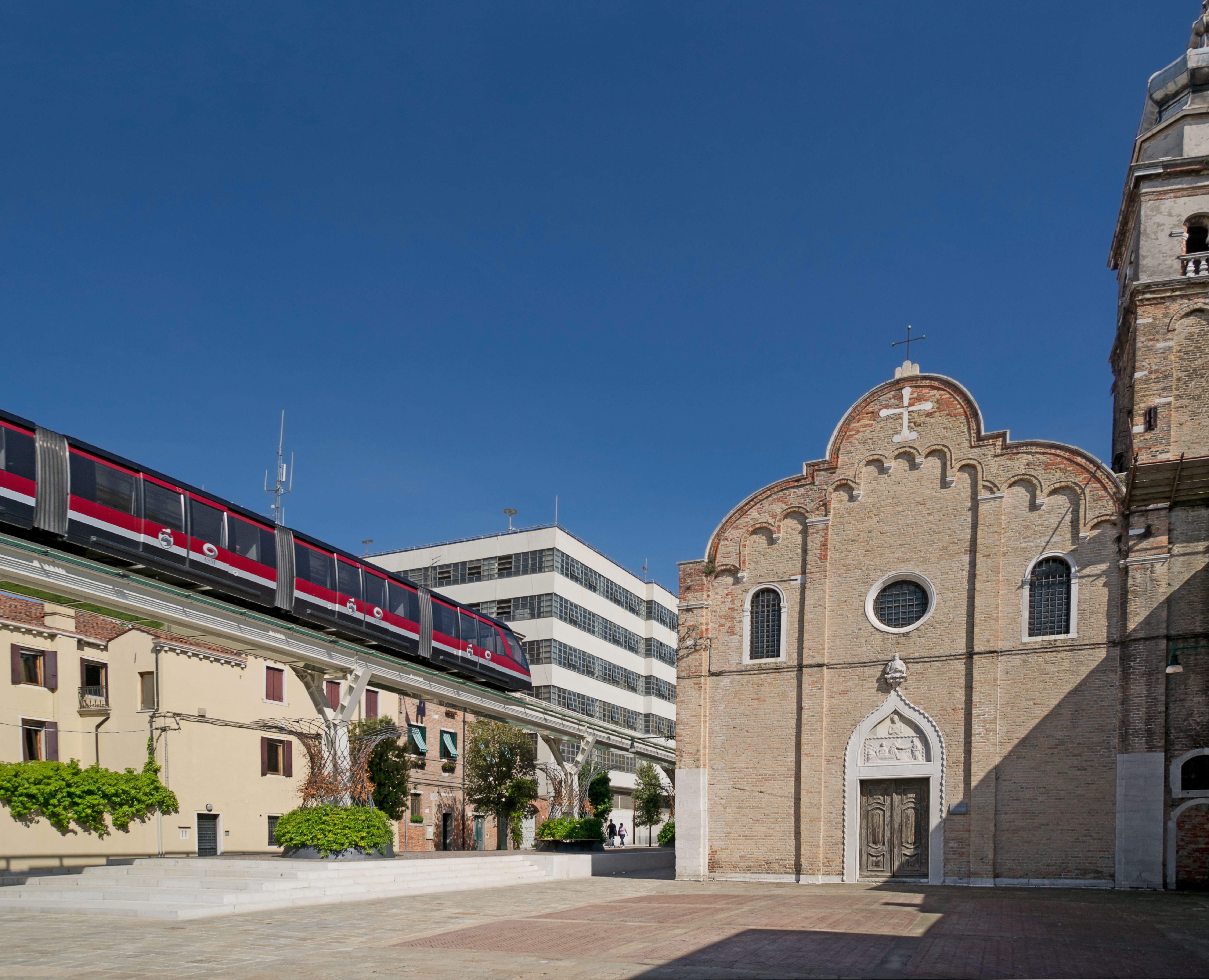
People-mover Tronchetto.

La navigation maritime et lagunaire resta le seul moyen de transport existant à Venise jusqu'à la construction au XIXe siècle d'un pont ferroviaire, le pont des Lagunes. Inauguré en 1846, il permit de relier la gare de Venise-Santa-Lucia, construite en 1860, au reste du continent. La gare devint un terminus des trains de nuit, amenant au cœur de la cité, à deux pas du grand canal, les voyageurs venant des capitales européennes.
Sous le régime fasciste, une liaison routière, le pont de la Liberté (Ponte della Libertà), inauguré en 1933, fut également établie, menant à un grand parking sur l'île artificielle de Tronchetto en périphérie nord.
Une navette monorail (people mover) relie Tronchetto à Piazza Roma.

### Transport aérien
Venise est également desservie par l'aéroport de Venise - Marco Polo, en l'honneur de cet ancien et célèbre citoyen vénitien. L'aéroport est situé au bord de la lagune, mais sur le continent, de sorte que les arrivants doivent emprunter, soit un bus, soit un bateau-taxi ou un bateau-bus pour se rendre dans la ville.

## Économie

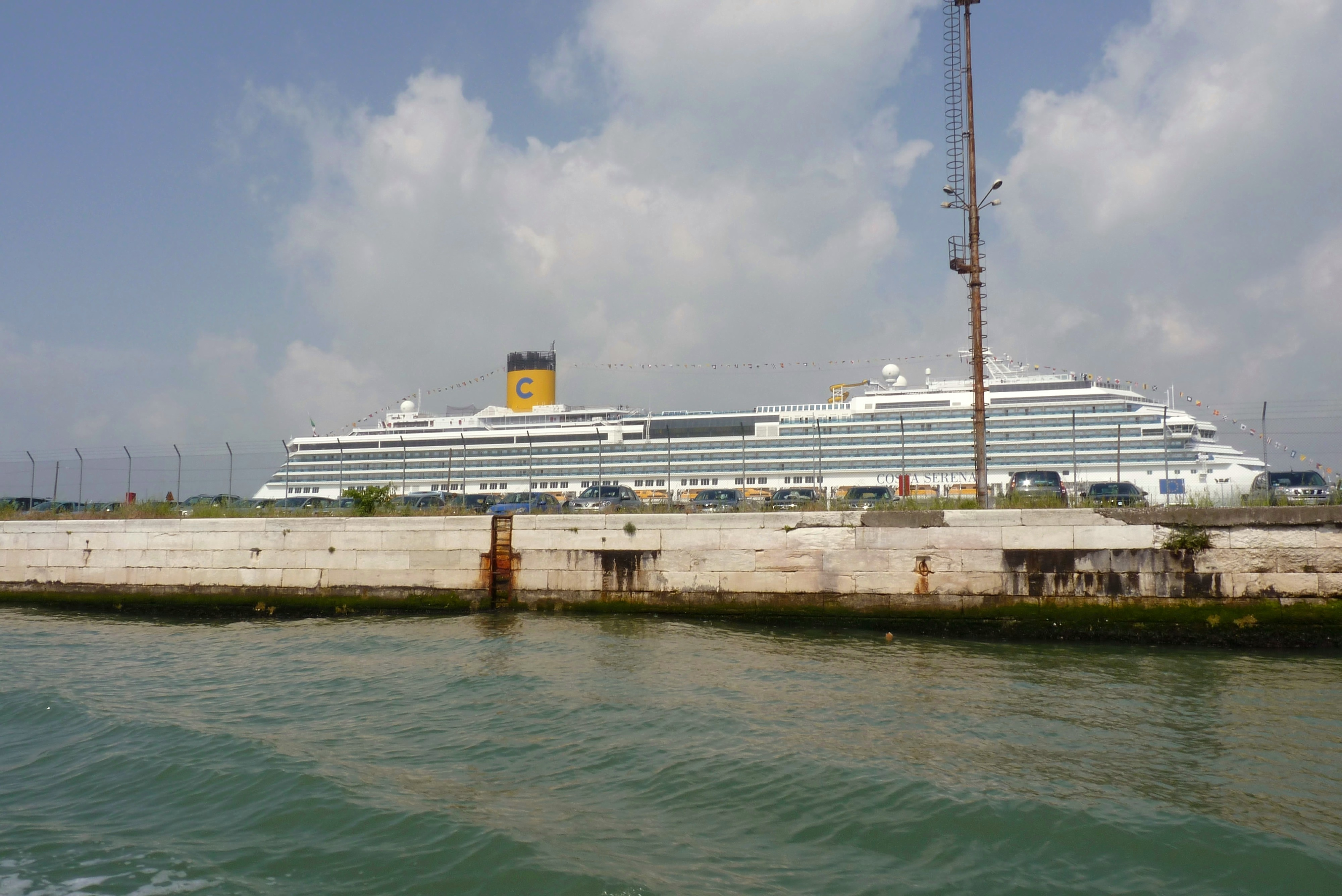
Bateau de Costa croisière au port de Venise.

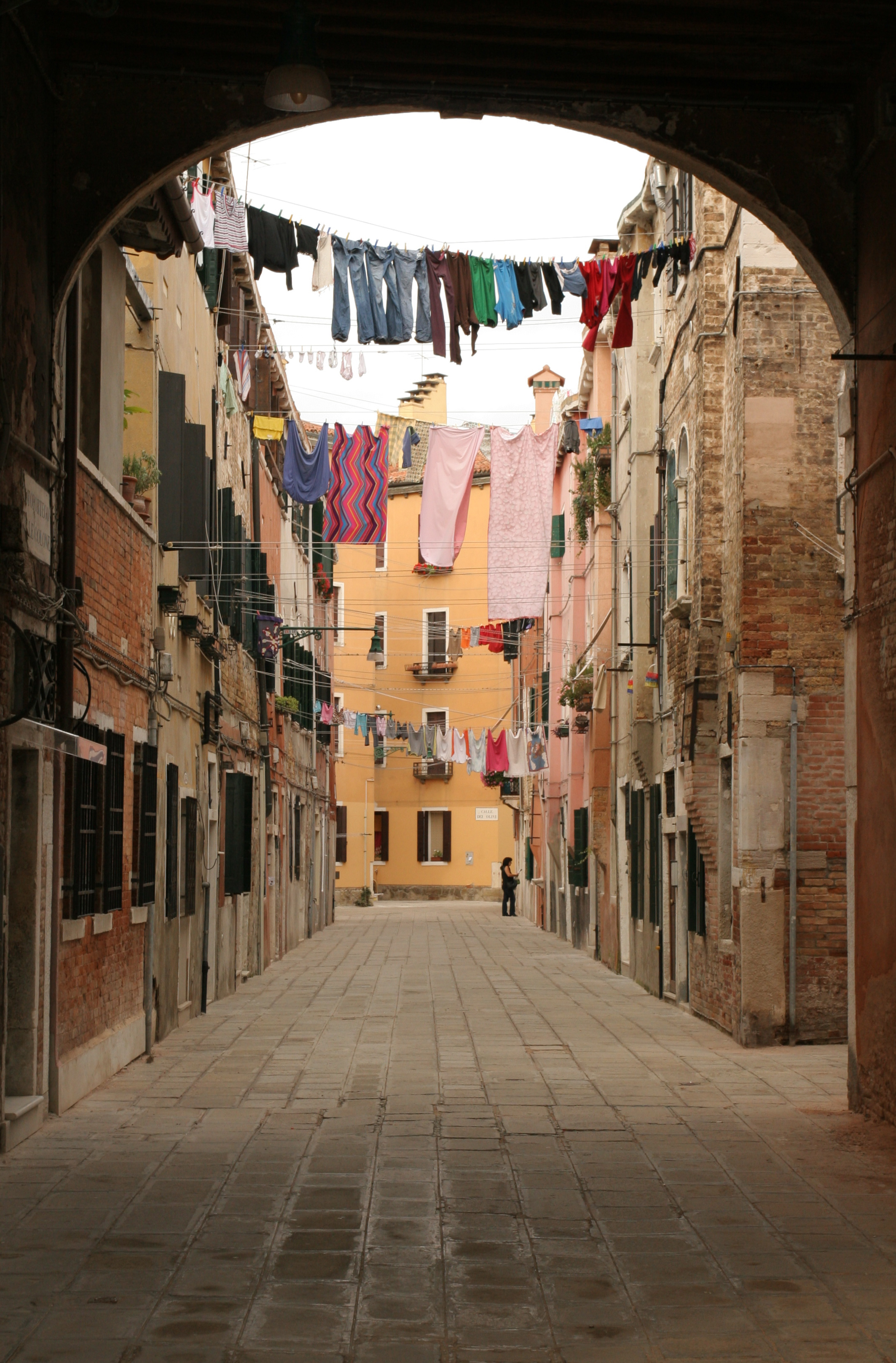
Jour de linge à Venise, calle de le Colone. Septembre 2005.

Pendant un millénaire, Venise a été une ville de marchands et ses institutions ont été rédigées à leur profit. Le commerce a contribué à sa puissance et celle-ci était associée à la mer. Après la décadence du XIXe siècle, la ville a vu se développer, au cours du XXe siècle, les industries du tourisme, générant 1,5 milliard d'euros par an, et de la chimie.
Le secteur dominant de l'économie vénitienne est celui des services (tourisme, transports, activité financière et immobilière) : 44 % des entreprises et 40 % des emplois. Le deuxième secteur d'activité est le commerce (28 % des entreprises et 20 % des emplois), suivent les entreprises du bâtiment (14 % des entreprises et 10 % des emplois). Cette dernière activité est en régression depuis les dernières décennies (données 2001).
En 2007, Venise a accueilli 21 millions de touristes. Le tourisme génère un chiffre d'affaires d'environ 1,5 milliard d'euros par an. Un montant sans doute sous-estimé car de multiples transactions sont effectuées au noir. Actuellement, elle accueille chaque année en moyenne 30 millions de visiteurs contre près de 50 000 Vénitiens. Le tourisme de masse pose problème. À partir du 16 avril 2024, et pour une période allant du 25 avril au 14 juillet (soit la haute saison touristique), la ville met en place, à titre expérimental, un ticket d'entrée à 5€ pour les touristes journaliers.
Le port de Venise est l'un des plus importants d'Italie avec plus de 30 millions de tonnes de marchandises y transitant chaque année. Le port de croisières est lui l'un des plus importants d'Europe et de Méditerranée, et a vu passer plus de 1 700 000 passagers en 2014.

## L'avenir de Venise
Les bâtiments de Venise sont construits sur des piliers de bois (voir ci-dessous). Ils sont exposés à la menace de marées, notamment entre l'automne et le début du printemps. La ville est périodiquement inondée. C'est ce que les Vénitiens appellent acqua alta. Ce phénomène s'explique par la réunion de plusieurs facteurs naturels : attraction lunaire, et surtout le sirocco, vent chaud venu d'Afrique qui empêche la lagune de se vider, les marées hautes se succédant les unes aux autres.
Ce phénomène a toujours existé, mais s'est largement amplifié ces dernières décennies sous l'influence conjuguée de plusieurs causes relatives au climat et à l'activité humaine :
- La montée générale du niveau des mers (eustatisme)[réf. nécessaire].
- L'affaissement du sol (subsidence) : d'importants puits ont été creusés au XXe siècle pour pomper dans la nappe phréatique, ce qui a fragilisé les terrains déjà instables.
- Les perturbations dans l'hydrographie : la modernisation du port a entraîné le creusement de canaux profonds pour permettre le passage de gros navires. Leur passage répété menaçait Venise, car la mer s'engouffrait ainsi beaucoup plus facilement dans la lagune[21],[22] et cela a été signalé par l'UNESCO[23]. Pour remédier à cela, après de nombreuses réclamations, le gouvernement de l'Italie décide qu'à partir d'août 2021, les bateaux de croisière, de 25 000 tonnes de jauge brute, de plus de 180 mètres de long, de 35 mètres de tirant d'air, ou dont les émissions contiennent plus de 0,1 % de soufre ne seront plus autorisés à entrer dans le bassin de Saint-Marc, le canal de Saint-Marc et le canal de la Giudecca. Ils devront s'amarrer dans le port industriel de Marghera, où des aménagements seront réalisés, tandis que les navires de croisière plus petits (environ 200 passagers) pourront continuer à accoster au cœur de la ville[24]. Outre le phénomène de l'acqua alta, l'autre impact est la modification du système écologique, la disparition de la biodiversité marine.
- Depuis la chute de la République (en 1797), l'habitude (en fait une obligation que faisait respecter la Magistrature des Eaux qui existe encore en tant qu'institution chargée de surveiller tout ce qui a trait à l'eau) pour les Vénitiens de nettoyer les canaux pour les désenvaser et les vider s'est perdue, ce qui a réduit la profondeur de ces canaux du centre historique. Depuis quelques années, la municipalité fait procéder de nouveau à ce curage, qui contribue d'ores et déjà à la baisse du niveau des eaux dans certains quartiers. Les canaux, retrouvant leur pleine capacité, sont mieux à même de contribuer à la diffusion des eaux.

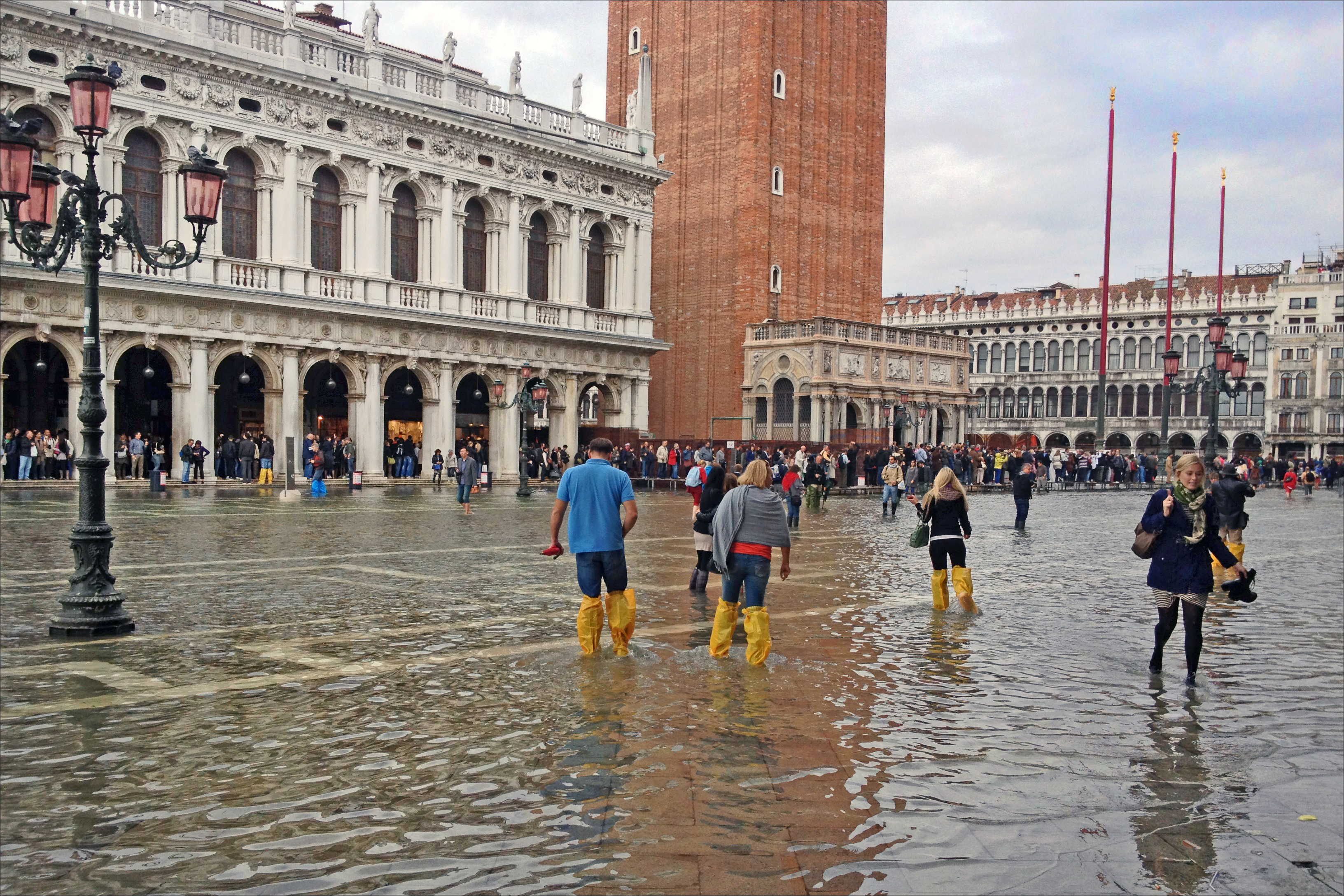
Venise sous les inondations de l'« acqua alta ».

Les conséquences sont importantes dans la vie quotidienne des habitants, qui doivent abandonner les niveaux inférieurs des maisons et emprunter des systèmes de passerelles pour se déplacer. Mais les conséquences les plus importantes sont la détérioration inexorable des monuments historiques et de l'habitat due à la montée des eaux et l'apport qui s'ensuit de produits nocifs à la pierre et à la brique.
On ne sait pas mesurer avec précision l'affaissement de Venise, et son évolution est un sujet de controverse. Un récent projet, présenté par un consortium d'industriels italiens, consiste à poser 78 portes mobiles dans les trois passes de la lagune pour protéger la ville. En temps normal, ces portes, sortes de ponts-levis, seraient remplies d'eau et donc submergées. Lors des marées supérieures à un mètre, une injection d'air comprimé évacuerait l'eau, permettant ainsi aux portes de se redresser et de fermer le passage, séparant alors la lagune de la mer.
Le projet, nommé MOSE (Module expérimental électromécanique) a démarré en 2003 et les travaux dont l'échéance était initialement prévue pour 2011, a sans cesse été repoussée et ne sont pas achevés à ce jour. Il suscite aujourd'hui de nombreuses polémiques notamment par son coût pharaonique et par le doute de plus en plus répandu parmi les scientifiques et les spécialistes des marées quant à l'efficacité de ce système qui ne serait réellement utile que pour les très grandes marées. Ce projet, surtout, ne résoudra pas l'autre grand problème de la ville, celui des vagues en lagune.
- Le problème des vagues en lagune (moto ondoso) est lié à l'accroissement du trafic des bateaux à moteur dans les canaux de la ville et en lagune. Il fragilise les fondations des constructions, érode les rives et fragilise les quais. Dans la lagune, il entraîne la disparition des barènes, bancs alluvionnaires indispensables à son équilibre. Plusieurs problèmes se conjuguent. D'abord, les bateaux sont de plus en plus nombreux pour satisfaire les besoins des touristes et sont de plus en plus gros. Des centaines de paquebots entrent chaque année en lagune pour rejoindre la gare maritime située à San Basilio, sans oublier les navires de commerce servant les industries installées à Marghera. La répercussion écologique de ce phénomène n'est pas prise en compte par les autorités vénitiennes. Enfin, les bateaux, avec l'amélioration des moteurs, vont de plus en plus vite, créant des vagues toujours plus fortes. Pour autant, des contrôles de vitesse sont effectués : ainsi la vitesse est limitée à 5 km/h dans les canaux de la ville et à 15 dans la lagune.
- Le changement climatique global : l'élévation du niveau des mers de 60 centimètres en 2050 et potentiellement de 150 centimètres à 10 mètres, fin du XXIe siècle, entraînerait alors la destruction totale de la ville, ce point de vue est soutenu par de nombreuses publications scientifiques[26].

Après un certain temps d'exposition dans la lagune, le projet a révélé plusieurs erreurs techniques. Tout d'abord lorsque les barrières sont élevées une quantité importante de sables s'accumule dans les emplacements originaux des barrières, de plus la vie marine continue son court et des animaux marins tels que des moules se sont implantés au même endroit rendant également impossible le rangement correct des barrières lors des marées basses. Un autre problème majeur fut la corrosion des barrières par l'eau salée de la mer Adriatique, ils ont également remarqué que les barrières de remplacements se dégradaient aussi à l'air libre.

## Monuments et lieux réputés

### Techniques de construction
Les îlots de la lagune de Venise, composés de matériaux de remblais et alluvionnaires, ne permettaient pas de construction traditionnelle car le sol humide et instable ne pouvait supporter le poids des bâtiments. La solution a été l'utilisation de pilotis, permettant la construction au-dessus de l'eau. La technique consiste à enfoncer ceux-ci dans le sol afin de leur faire porter une plate-forme constituée de madriers en chêne et en mélèze solidement attachés les uns aux autres, consolidant et nivelant le terrain. Ainsi par exemple, afin d'ériger la basilique Santa Maria della Salute, les Vénitiens utilisèrent 1 006 657 pilotis de 4 mètres de long, en chêne, aulne et mélèze.
Les contraintes liées à une construction sur l'eau avec des pilotis comme fondations font que les palais sont conçus à l'inverse des règles traditionnelles de l'architecture. En effet, si dans les palais terrestres, l'usage veut que l'on commence par les fondations sur lesquelles on pose l'infrastructure destinée à supporter le poids de l'ensemble architectural, à Venise la méthode est totalement inversée : on pose d'abord une grande « boîte » sur des portiques afin de transmettre la charge directement aux pilotis des fondations par un système d'arcs et de voûtes appropriés.

### Églises
Il existe encore près de 84 églises à Venise, qui recèlent pour la plupart un vaste patrimoine artistique. La plupart des églises sont en style gothique, renaissant ou baroque. La plupart sont d'origine romane mais ont été reconstruites au cours des siècles. Parmi les édifices religieux les plus importants :
- la basilique Saint-Marc de Venise : accolée au Palais des Doges et donnant sur la place Saint-Marc, c'était anciennement la chapelle des Doges. Elle est depuis 1807 la cathédrale du Patriarcat de Venise. Chef-d'œuvre de l'art roman d'inspiration byzantine, à l'intérieur ses parois sont recouvertes de 4 240 m2 de mosaïques.
- la basilique Sainte-Marie-du-Salut de Venise : chef-d'œuvre de l'architecture baroque dû à Baldassare Longhena, construite pour commémorer la fin de la peste qui frappa Venise en 1630.
- la basilique Santa Maria Gloriosa dei Frari : grande basilique franciscaine de Venise, où sont enterrés plusieurs doges ainsi que de grands artistes.
- la basilique de San Zanipolo (dominicaine) : grande basilique dominicaine de Venise et principal lieu de sépulture des doges.
- la basilique San Giorgio Maggiore d'Andrea Palladio (sur l'île de San Giorgio Maggiore) ;
- l'église du Rédempteur d'Andrea Palladio, située sur l'île de la Giudecca ;
- l'église San Moisè, église à la façade baroque ouvragée ;
- l'église San Zaccaria, église de la Renaissance à la façade en pierres polychromes ;
- l'église San Sebastiano, petite église décorée de toiles et de fresques par Paolo Veronese, qui y est enterré ;
- l'église Santa Maria Assunta (ou Chiesa dei Gesuiti), église des Jésuites au riche décor baroque ;
- l'église de la Madonna dell'Orto, avec de nombreuses toiles du Tintoret, qui y est enterré ;
- l'église San Francesco della Vigna, dont la façade fut élevée par Andrea Palladio ;
- l'église Santa Maria dei Miracoli, petite église de la fin du XVe siècle, chef-d'œuvre de la Renaissance vénitienne à la façade en pierres polychromes ;
- l'église San Nicolò dei Mendicoli ;
- l'Église San Giacomo dall'Orio, très ancienne église d'empreinte romane ;
- l'église San Polo, église qui donne son nom au Sestiere de San Polo, célèbre pour son oratoire du Crucifix décoré de toiles de Giandomenico Tiepolo ;
- l'église San Rocco, attenante à la Scuola Grande de San Rocco, elle est, comme celle-ci, ornée de toiles du Tintoret
- l'église Santo Stefano, grande église gothique ;
- l'église des Gésuates, église baroque ornée de fresques de Giambattista Tiepolo ;
- l'Église Santa Maria di Nazareth des Déchaussés, église à l'intérieur baroque foisonnant orné de quelques fresques de Giambattista Tiepolo ;
- l'Église Santa Maria dei Carmini ;
- l'Église San Trovaso.

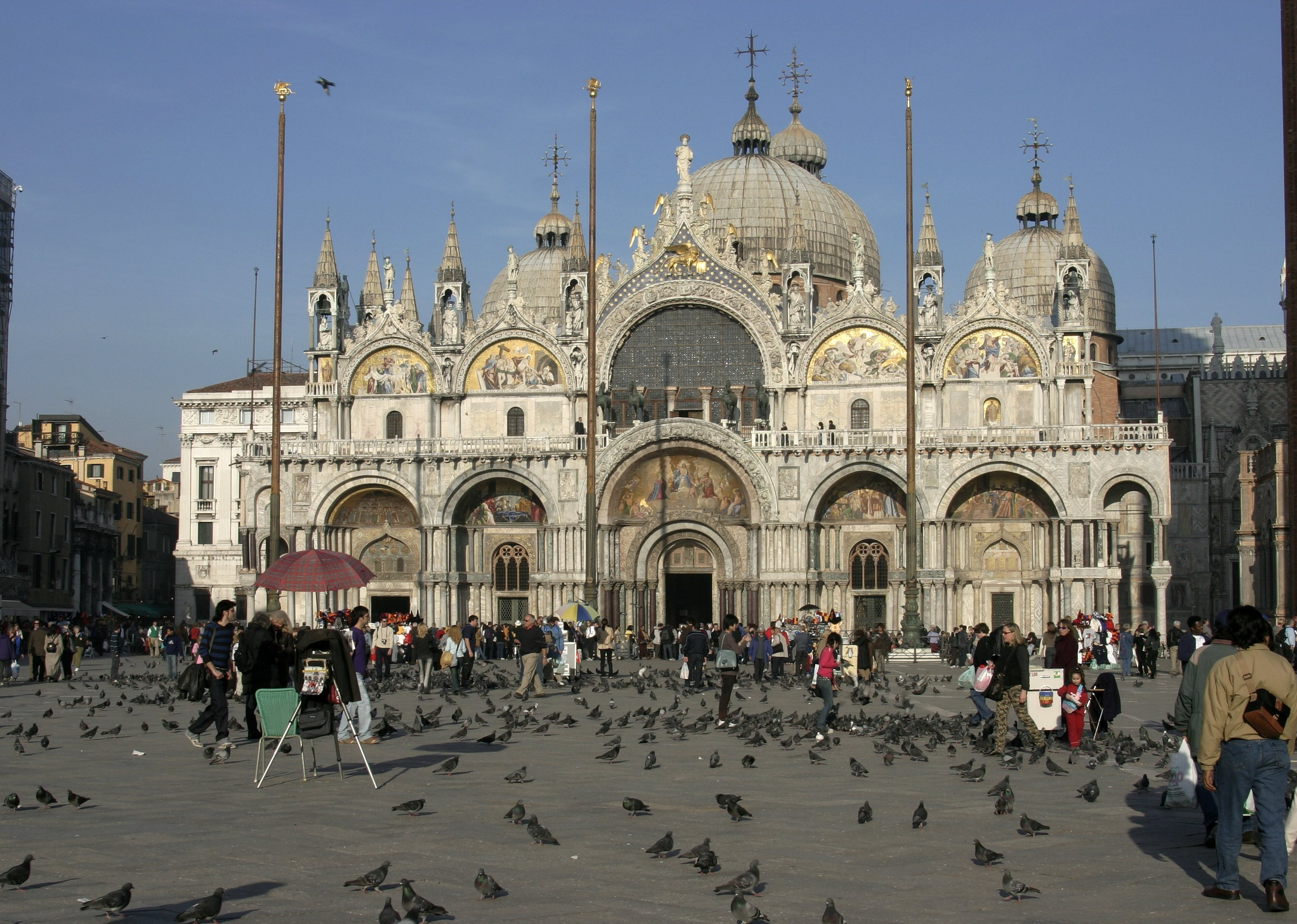
Basilique Saint-Marc de Venise
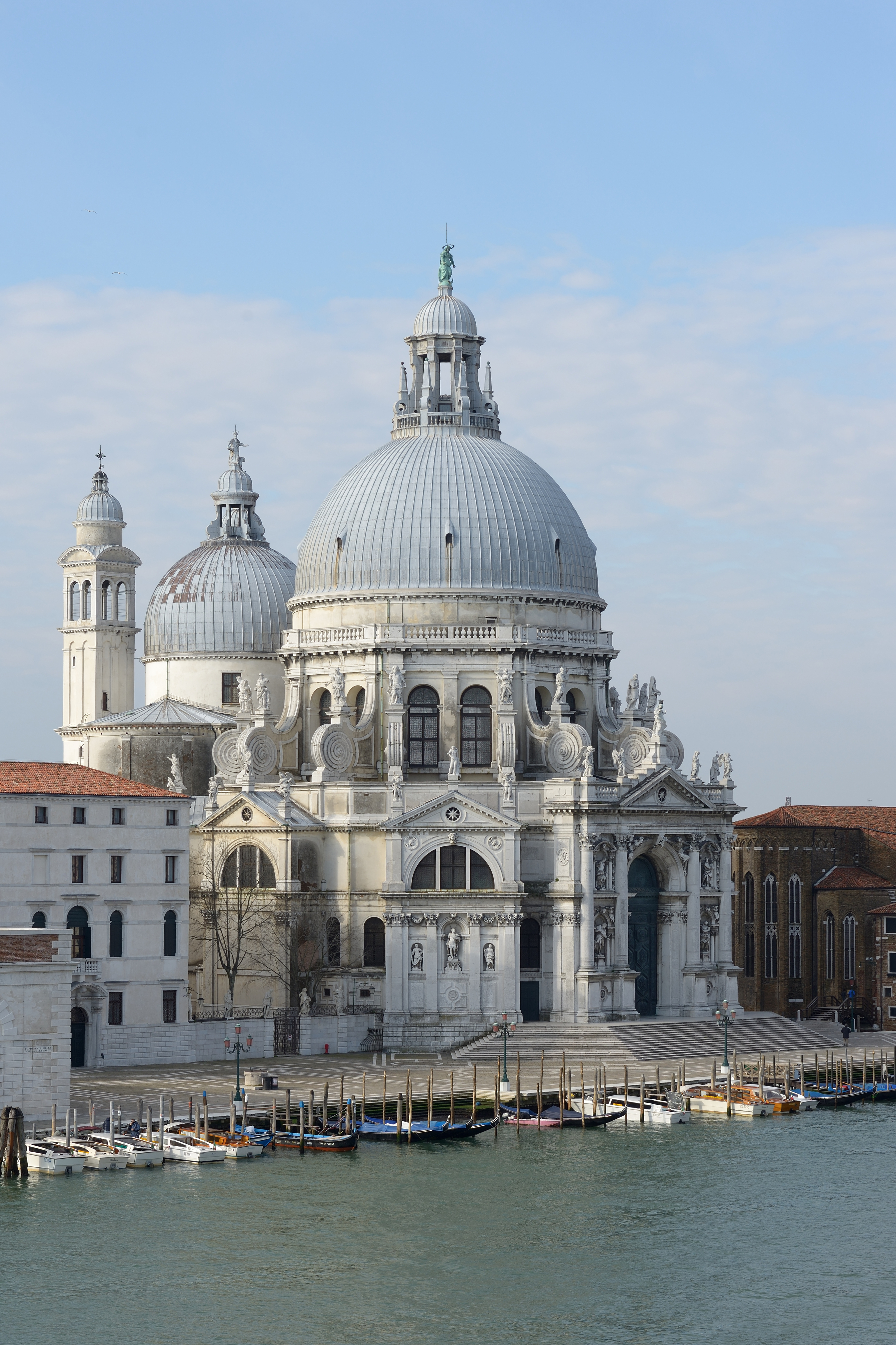
Basilique Santa Maria della Salute
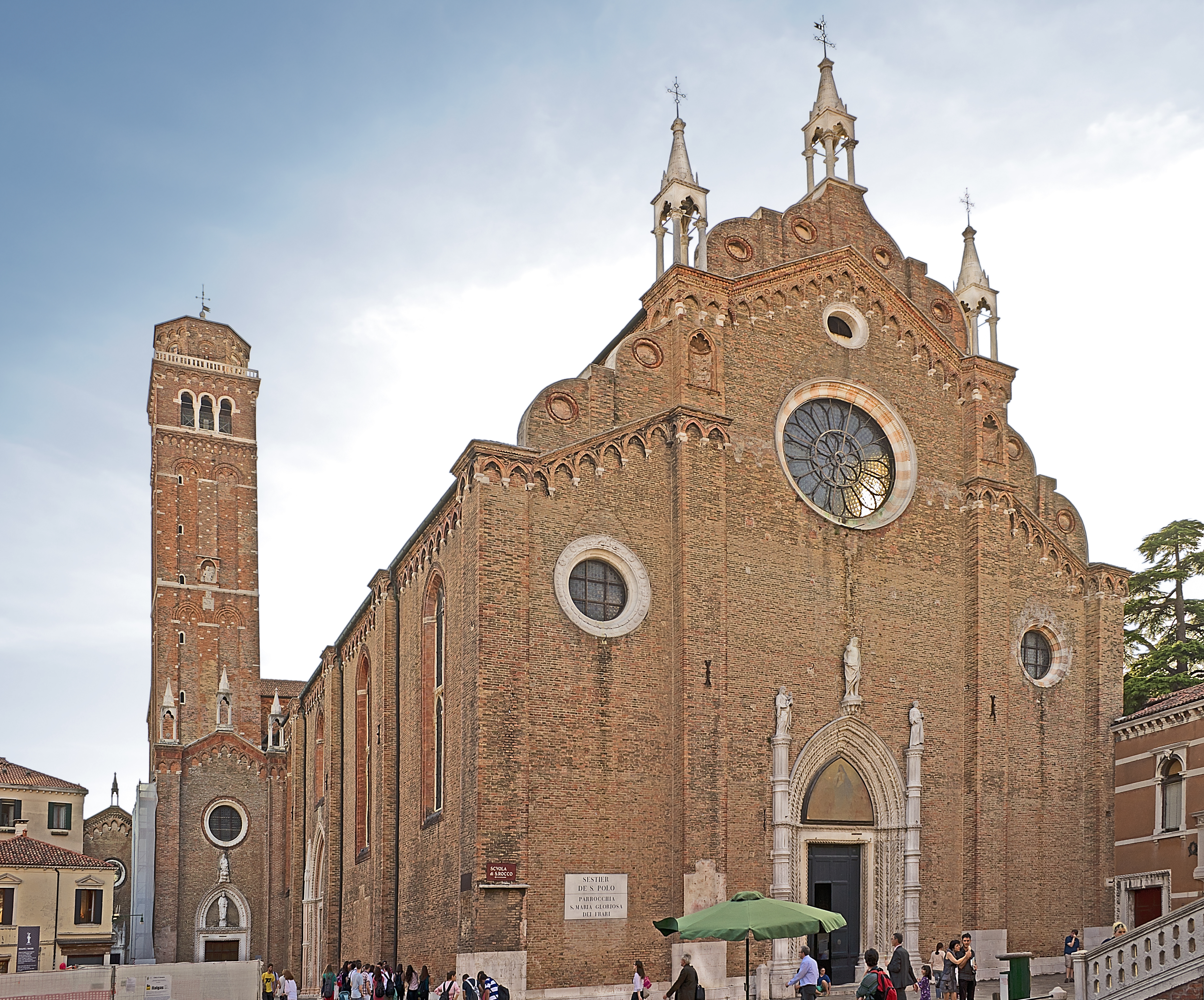
Église Santa Maria Gloriosa dei Frari
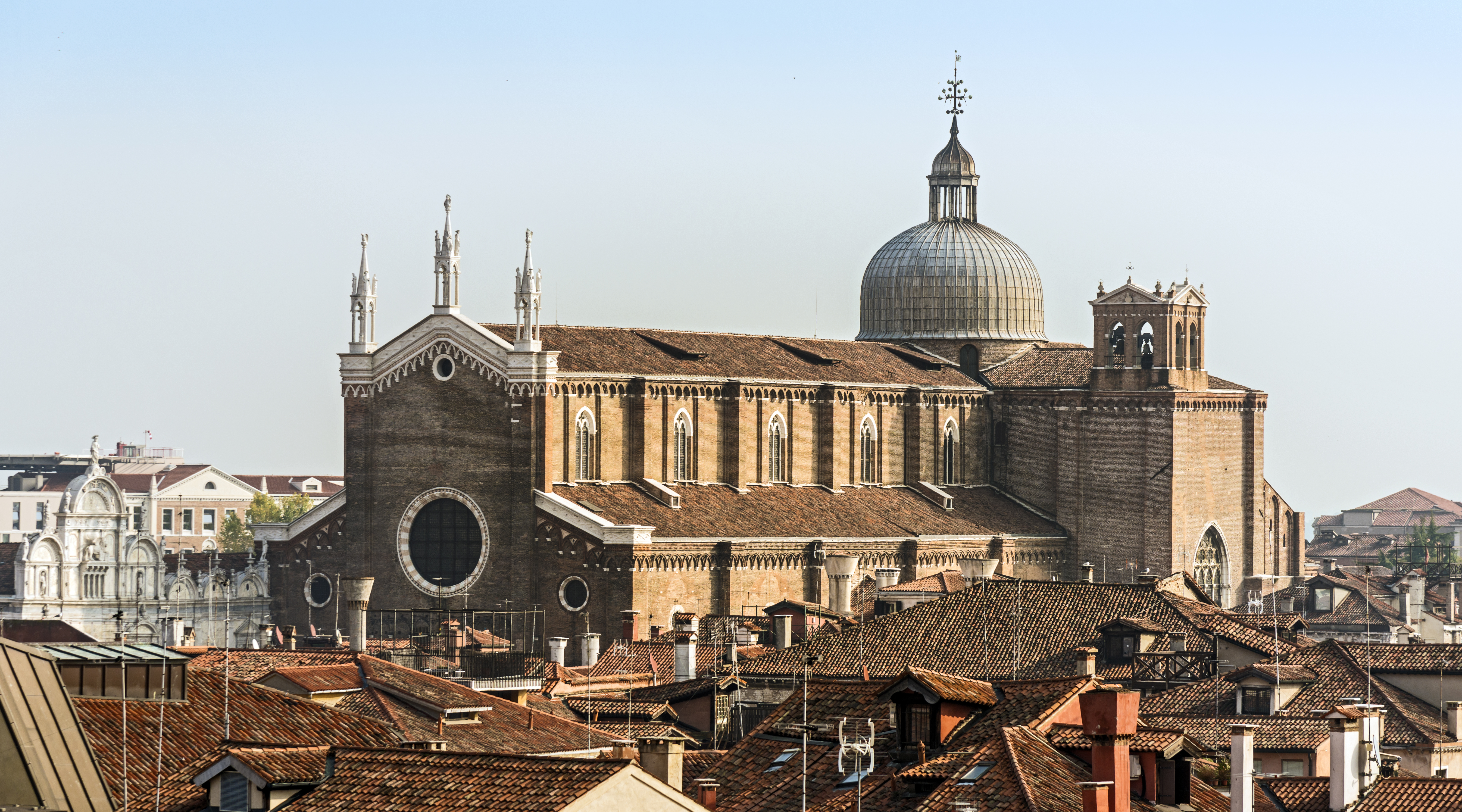
Basilique de San Zanipolo
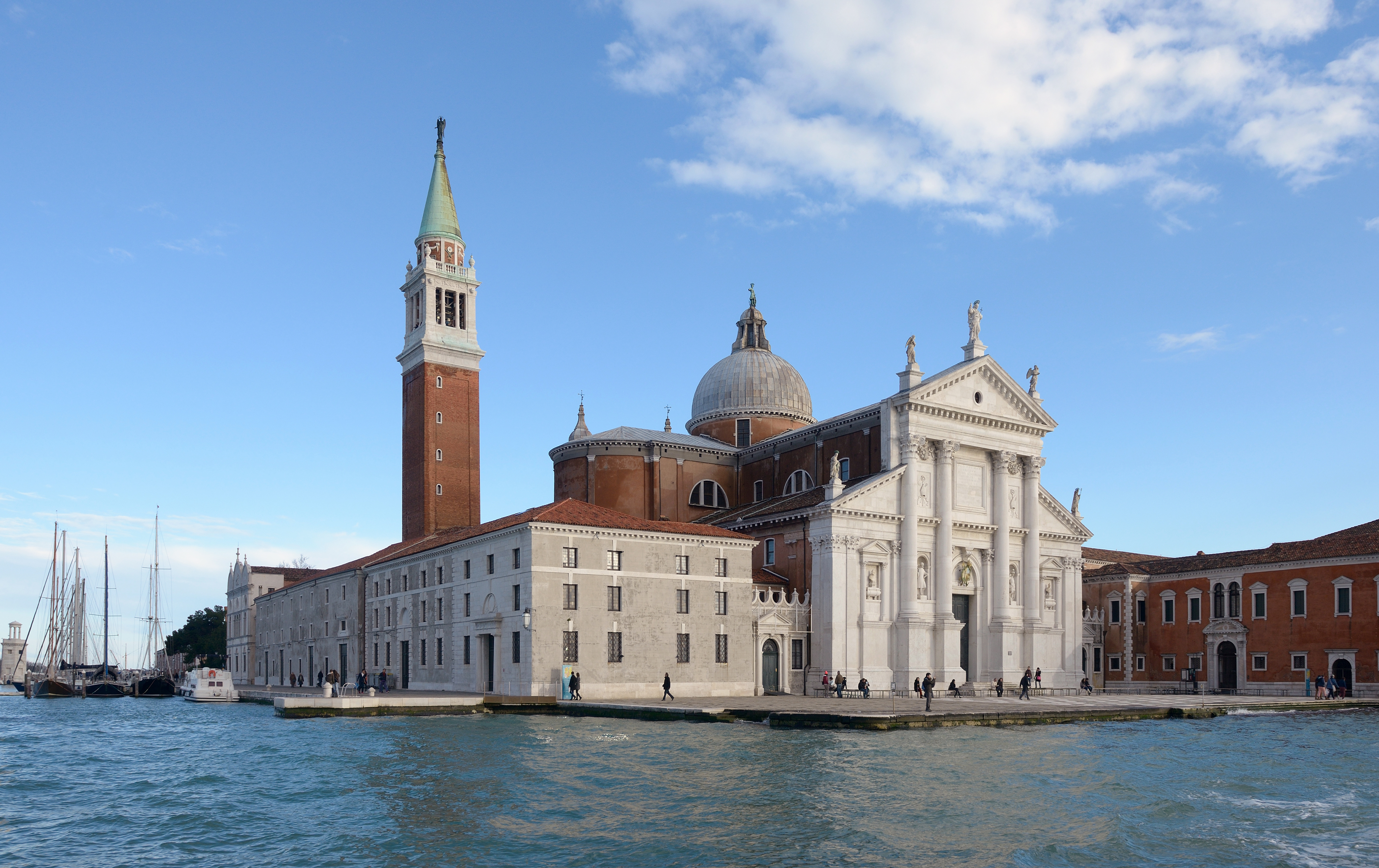
Basilique San Giorgio Maggiore
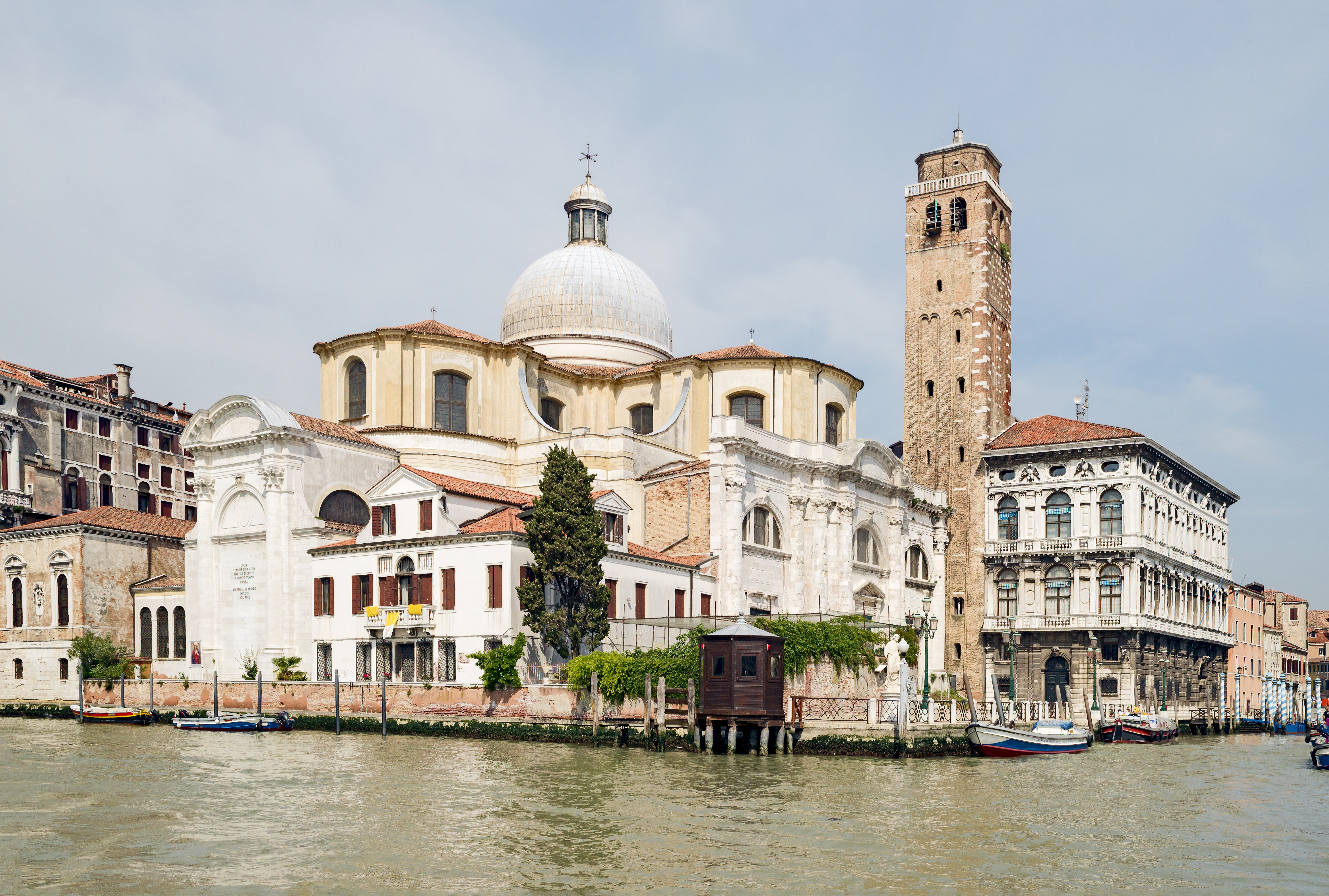
Église San Geremia
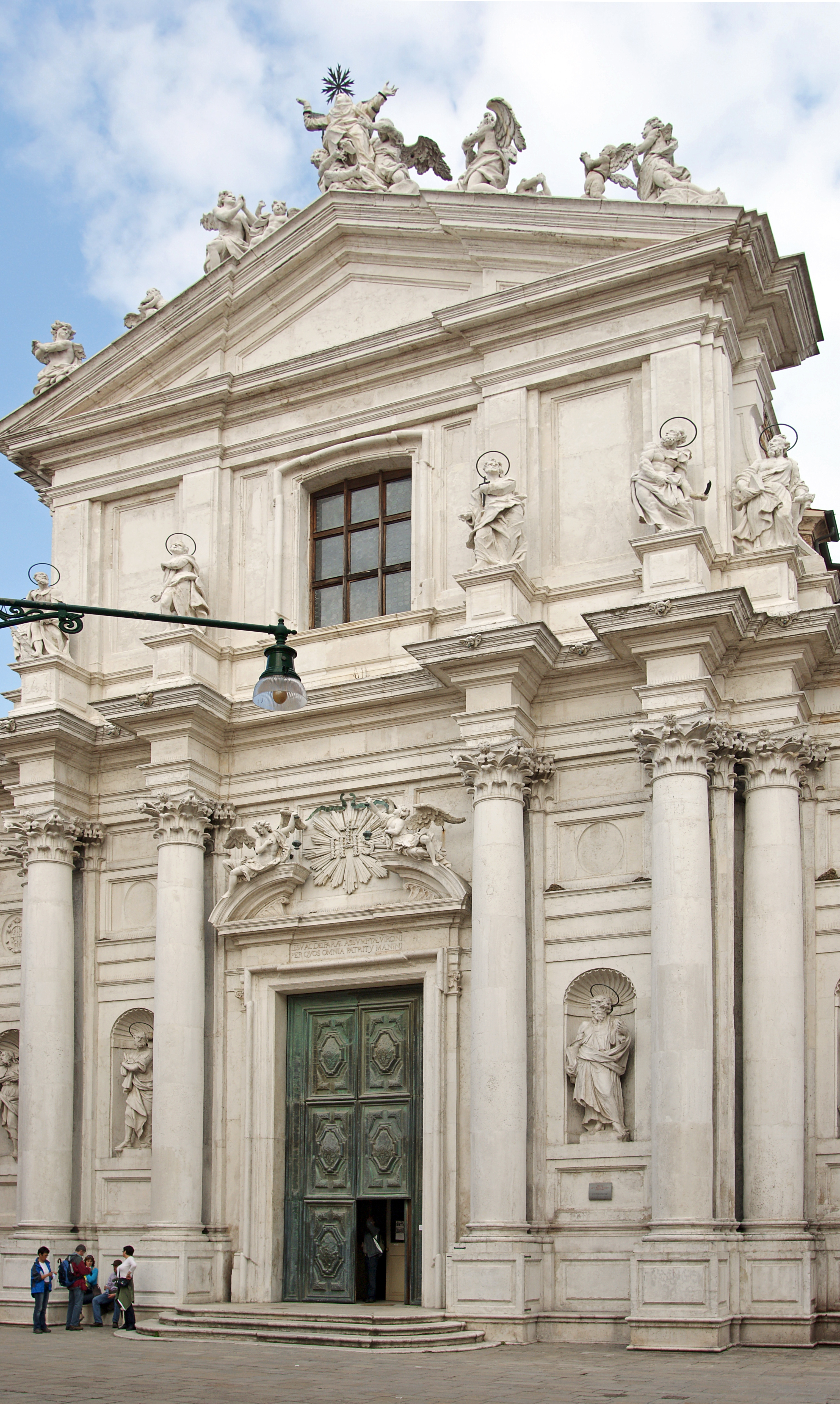
Église Santa Maria Assunta
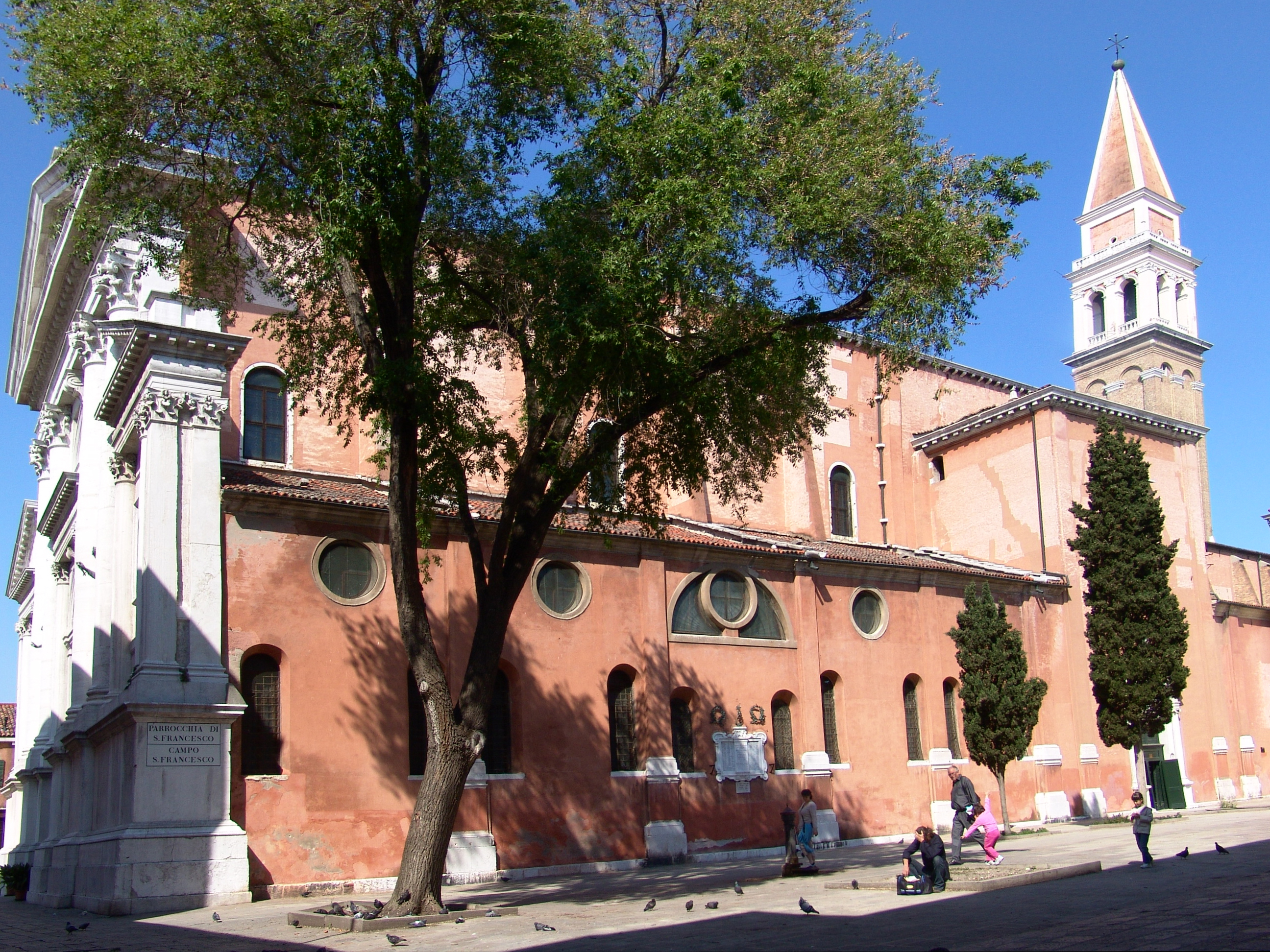
Église San Francesco della Vigna
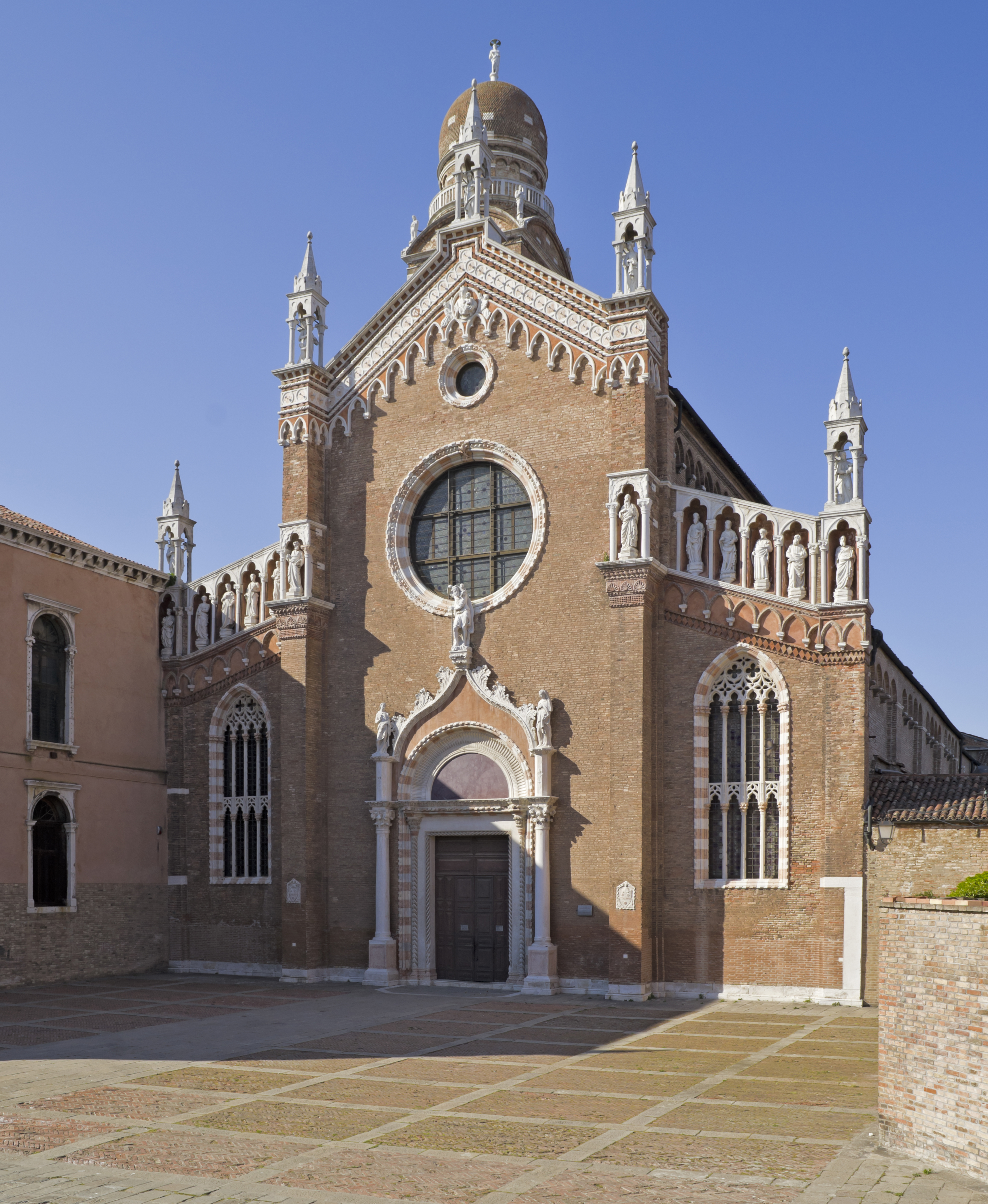
Église de la Madonna dell'Orto
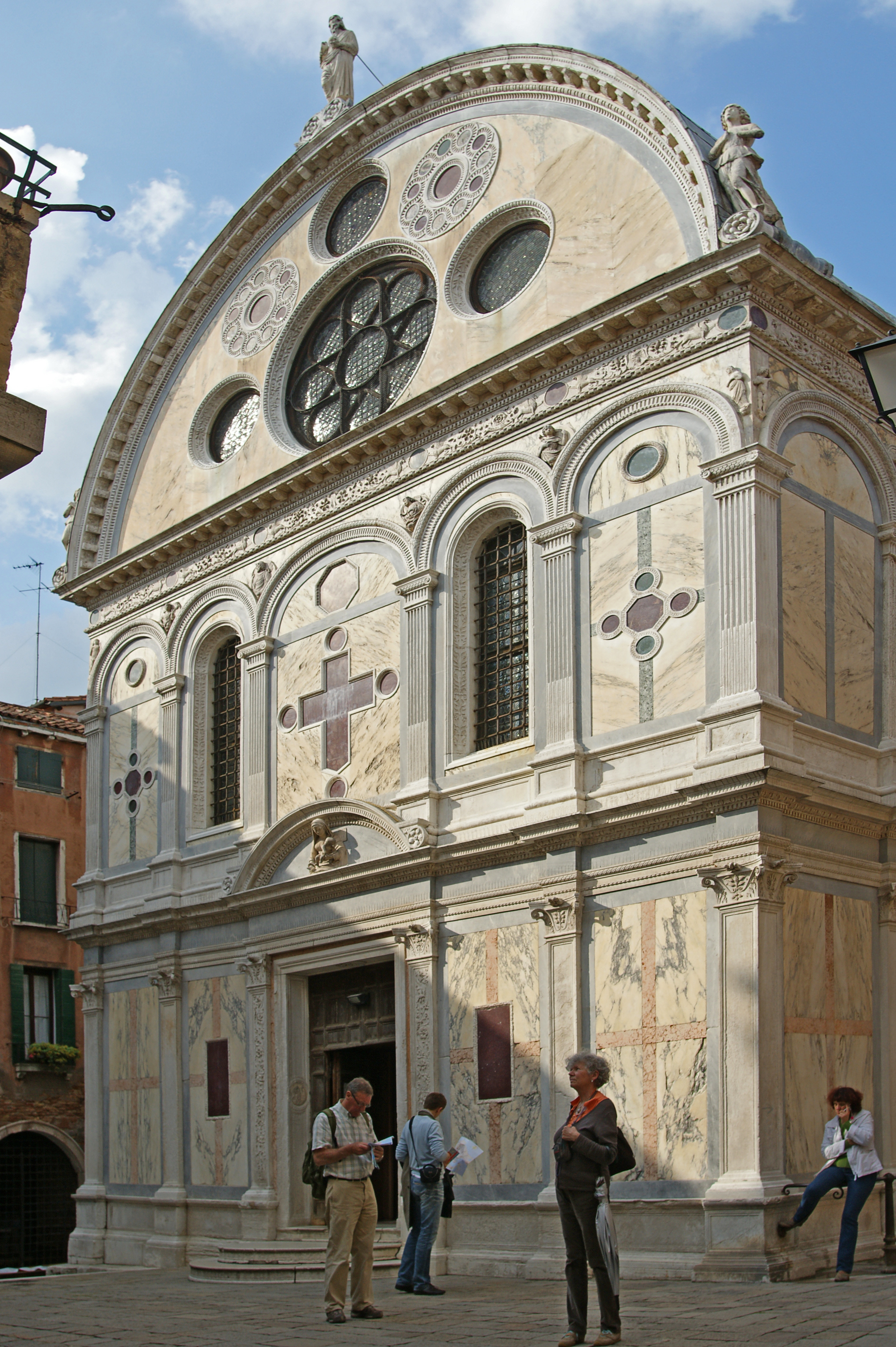
Église Santa Maria dei Miracoli

### Ospedale, Oratorio et Ospizio

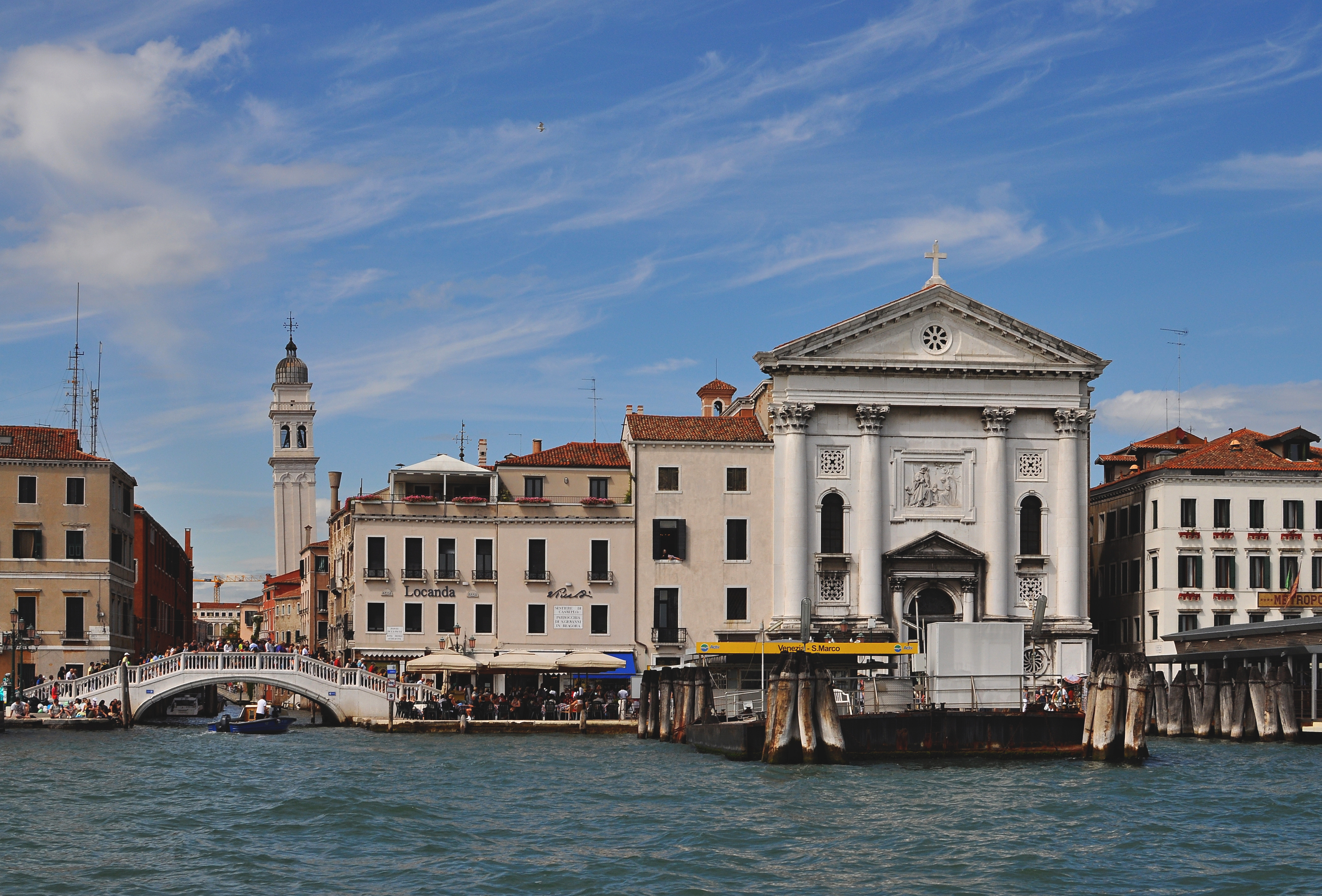
La Pièta et le campanile dei Greci.

- Pio Ospedale della Pietà
- Oratorio dei Crociferi

### Campaniles
Les campaniles sont des clochers qui ont pour particularité d'être excentrés et parfois non attenants à leur église. Ils ont tous une architecture différente et servent de points de repère dans la ville.
- Le campanile San Marco : 98 mètres.
- Le campanile San Francesco della Vigna : 69 mètres.
- Le campanile San Giorgio Maggiore : 63 mètres.
- Le campanile San Stefano : 61 mètres extrêmement penché.
- Le campanile San Giorgio dei Greci : 44 mètres extrêmement penché.
- Le campanile Santa Maria Formosa : 40 mètres.
- Le campanile San Felice : 22 mètres.
- Le campanile de San Giovani Elemosinario.
- Le campanile de Santa Sofia.
- Le campanile de Santa Margherita, à l'origine plus élevé que celui de San Marco, fut littéralement coupé en deux et partiellement inséré dans les maisons environnantes. Sa base, d'une quinzaine de mètres de hauteur, est toujours visible sur le campo Santa Margherita.
- Le campanile de San Boldo fut également réintégré dans un ensemble d'habitations.

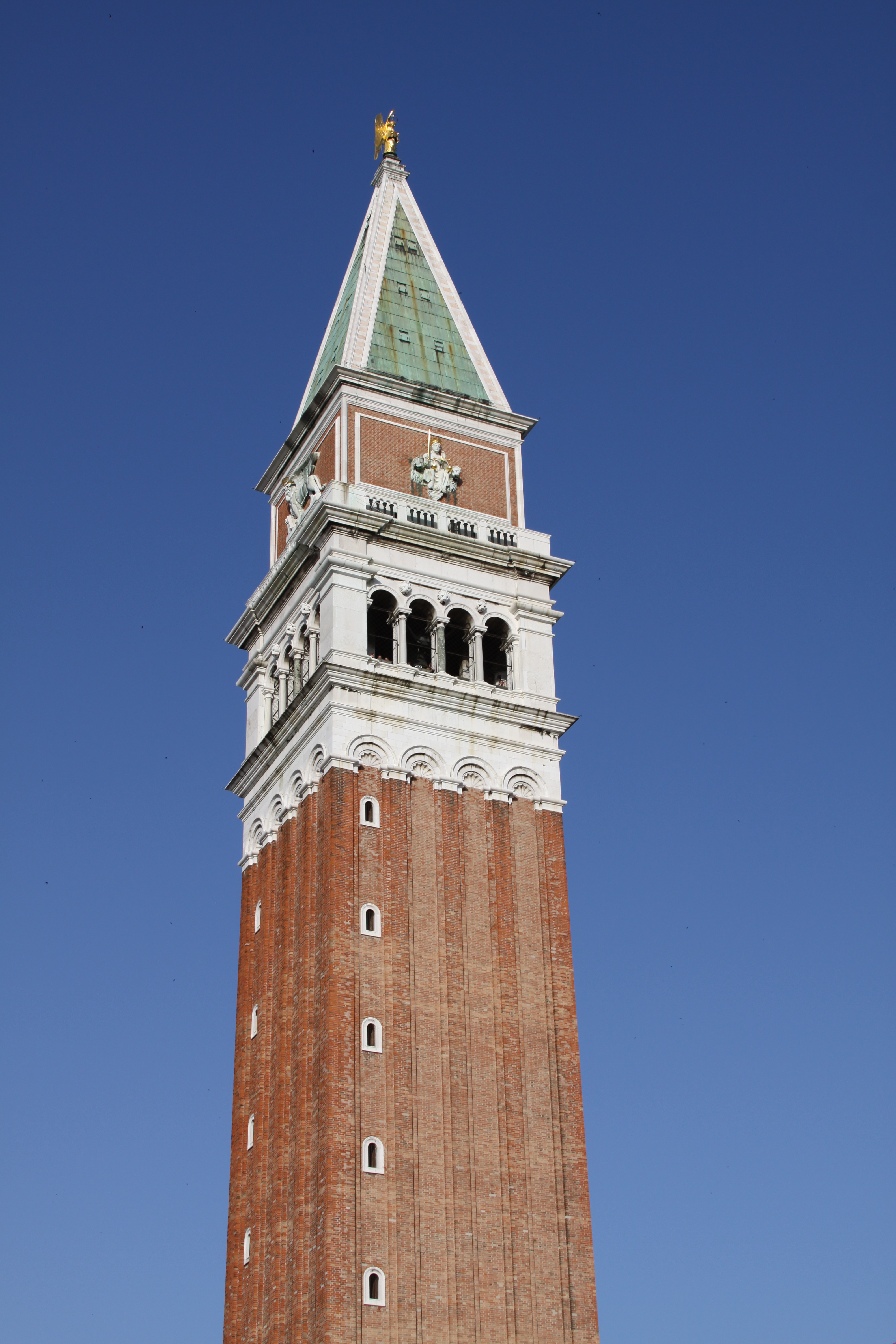
Campanile San Marco
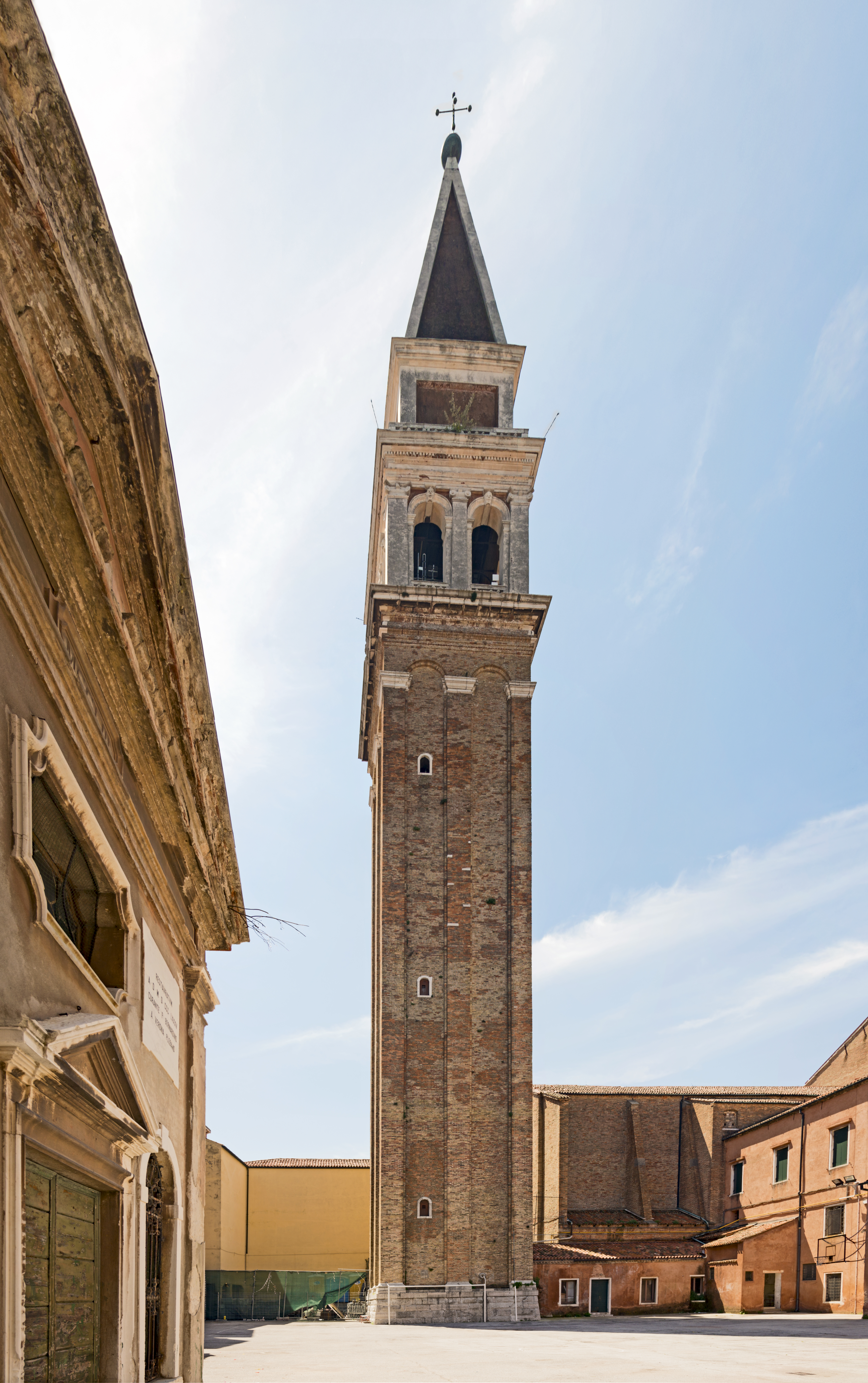
Le campanile de San Francesco della Vigna 68 mètres
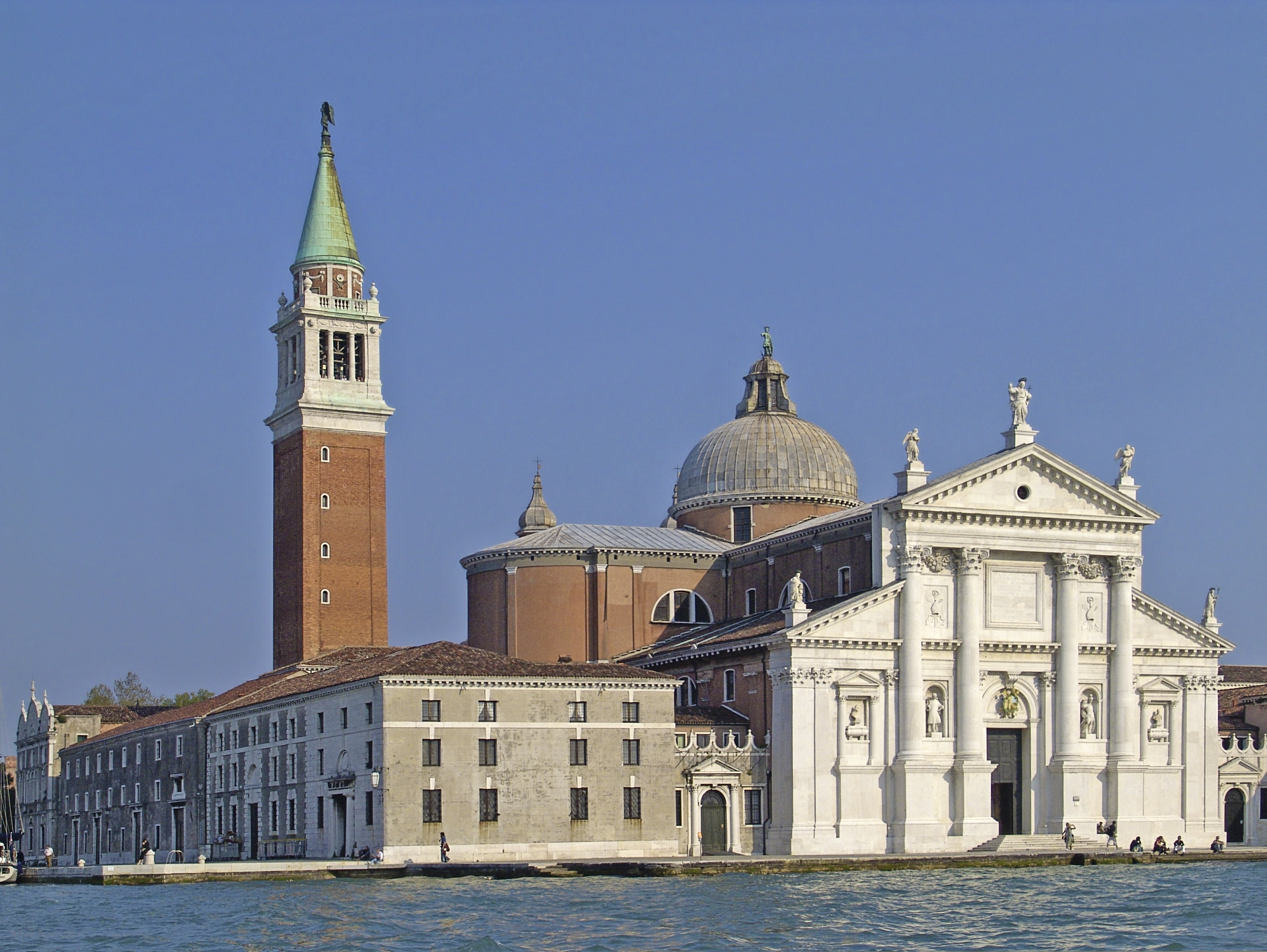
Le campanile de San Giorgio Maggiore : 63 mètres
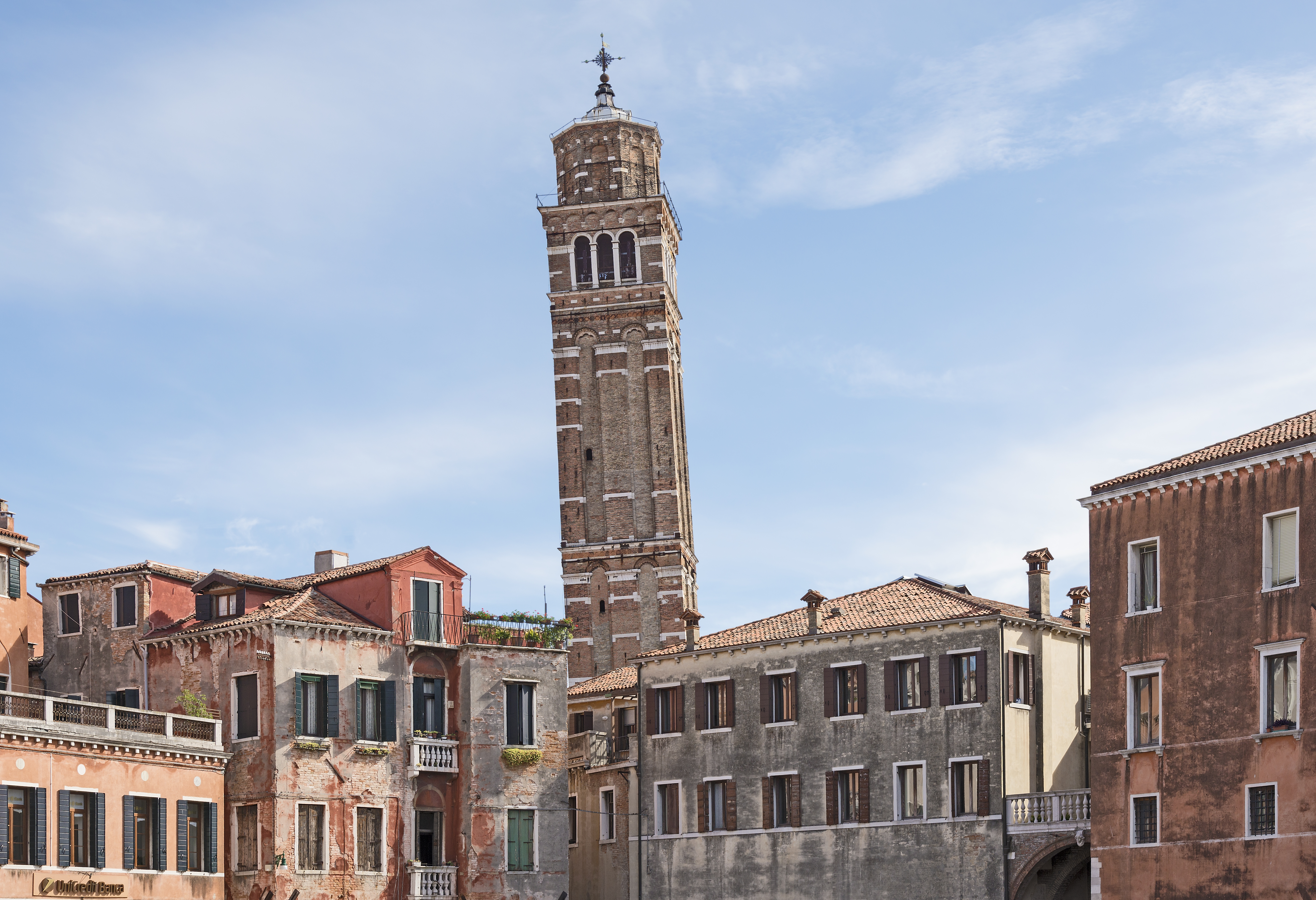
Le campanile de Santo Stefano : 61 mètres extrêmement penché
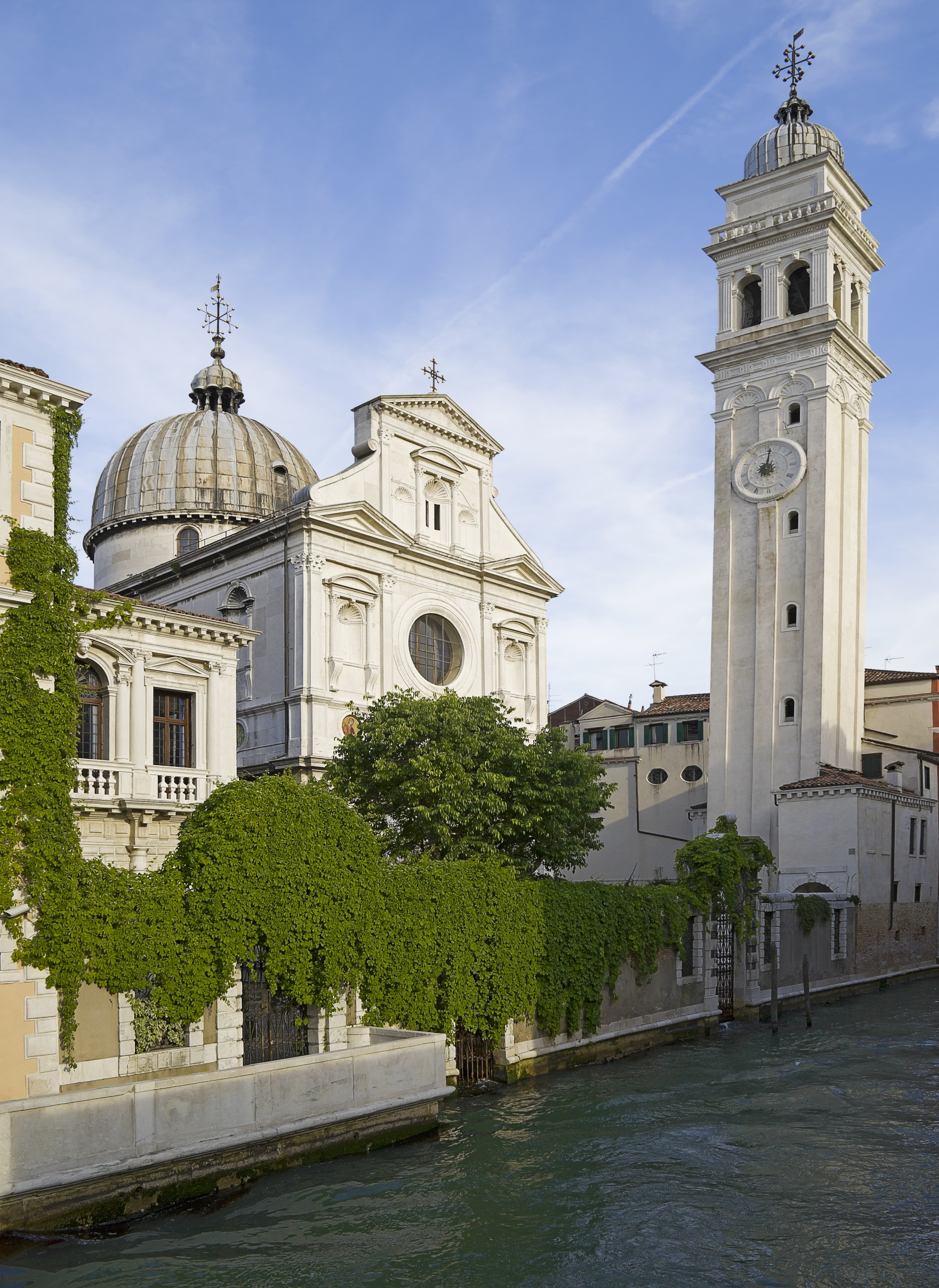
Le campanile San Giorgio dei Greci : 44 mètres extrêmement penché
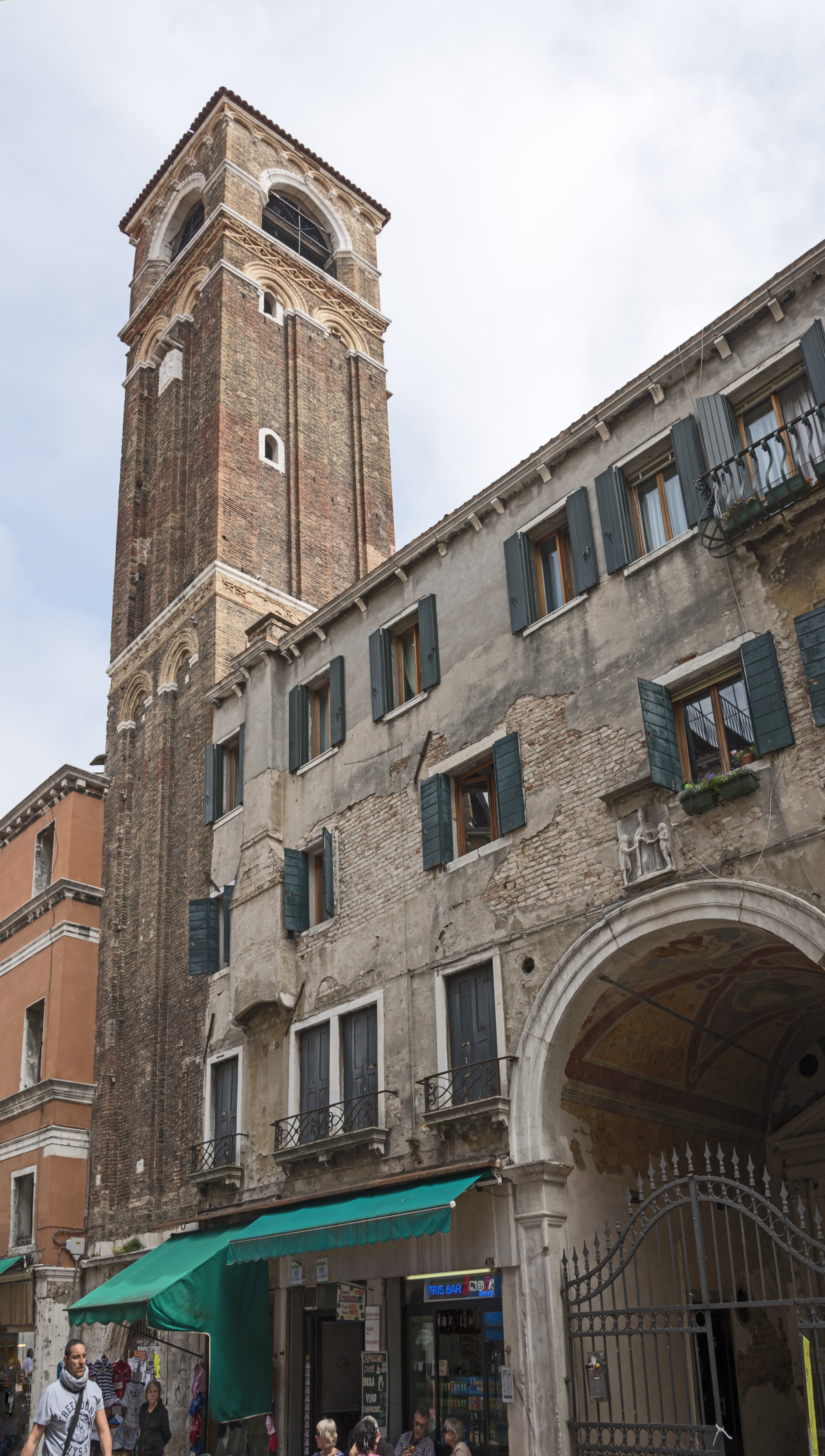
Le campanile de San Giovanni Elemosinaro
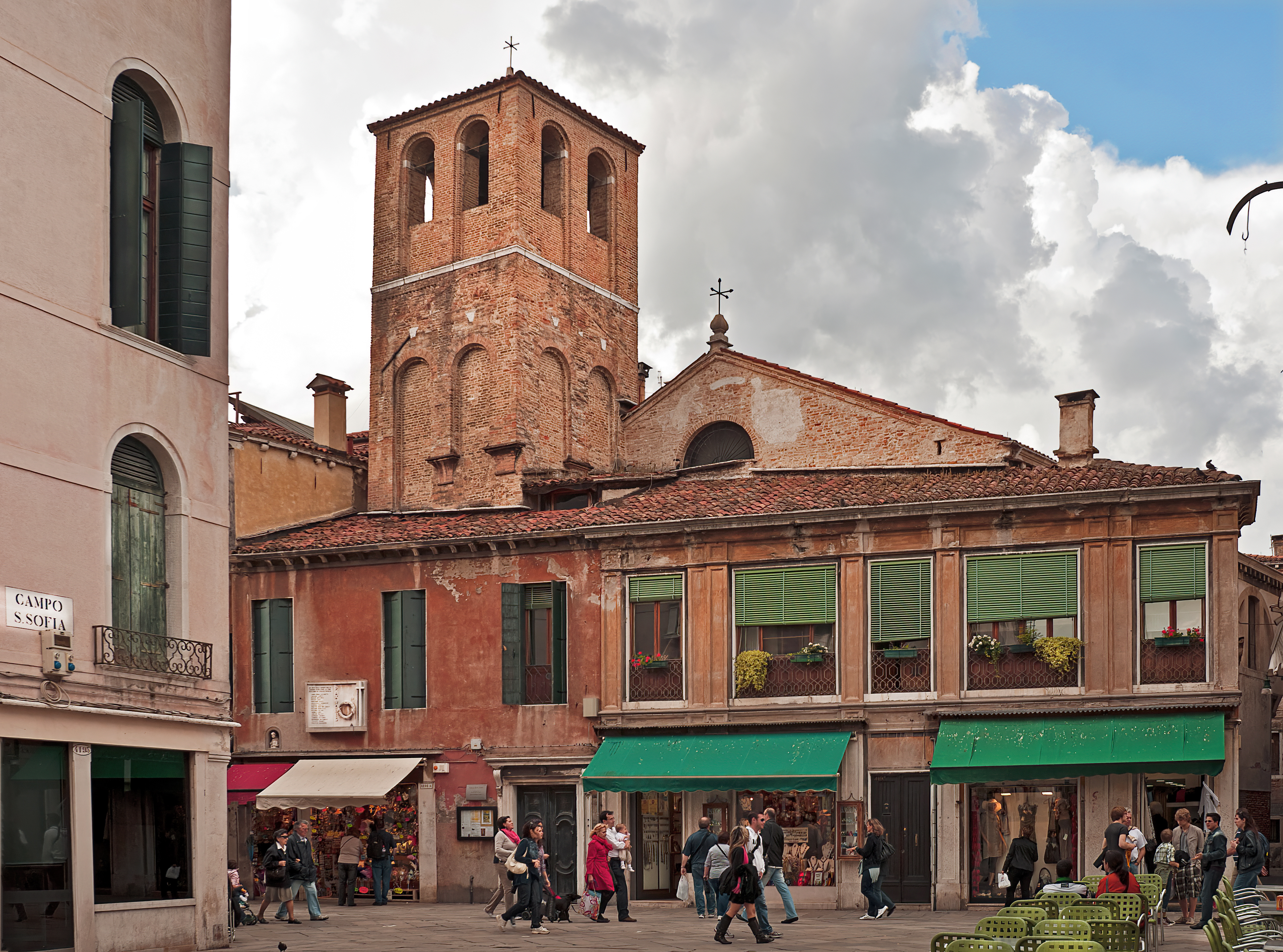
Le campanile de Santa Sofia
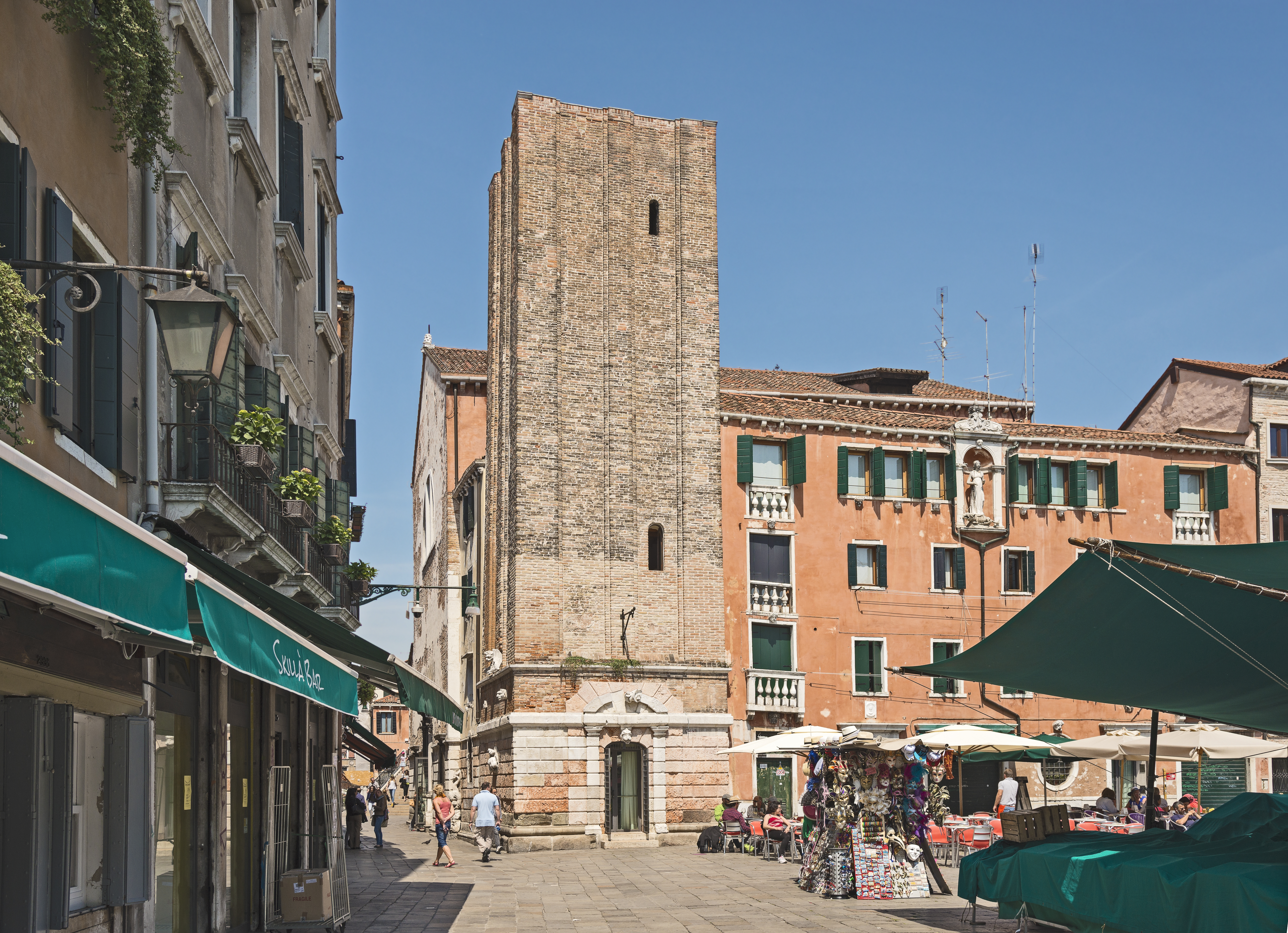
Le Campanile de Santa Margherita
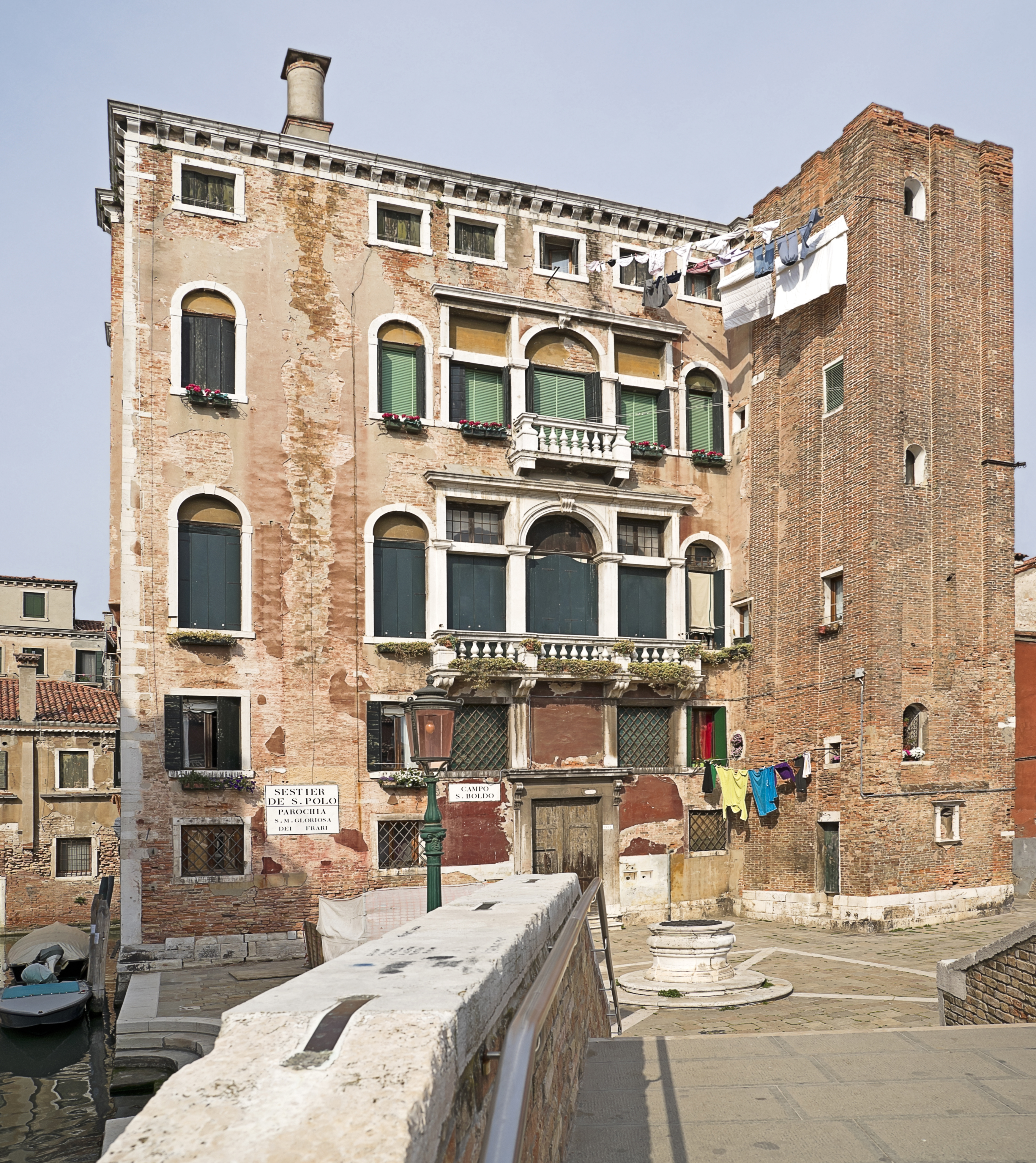
Campanile de San Boldo

### Îles de la lagune
- L’ile de San Lazzaro degli Armeni.
- L'île de San Michele, cimetière de Venise. Il est divisé selon la religion du défunt. Ainsi y trouve-t-on des divisions juive, catholique, orthodoxe et protestante. On y trouve les tombes d'Ezra Pound, Serge Diaghilev, Igor Stravinsky, Joseph Brodsky ou encore Ermanno Wolf-Ferrari.
- L'île de Burano, mosaïque bigarrée par ses maisons pastel, réputée pour sa dentelle.
- L'île de Murano, avec son phare blanc et ses fonderies de verre.
- L'île de Torcello, ancienne cité avec une basilique médiévale autrefois cathédrale.
- L'île de San Giorgio Maggiore (Basilique San Giorgio Maggiore).
- L'île de Mazzorbo, aujourd'hui rattachée à Burano.
- L'île de San Erasmo, ancien lido devenu une île, à destination essentiellement maraîchère.
- L'île de Poveglia, ancienne île militaire aujourd'hui abandonnée.
- L'île de la Giudecca, grand cordon insulaire face à Venise densément peuplé.
- L'île de San Servolo, qui abrite une université internationale.
- L'île de San Clemente, qui abritait autrefois un hospice, devenu aujourd'hui un hôtel.
- L'île de San Francesco del Deserto, et son monastère

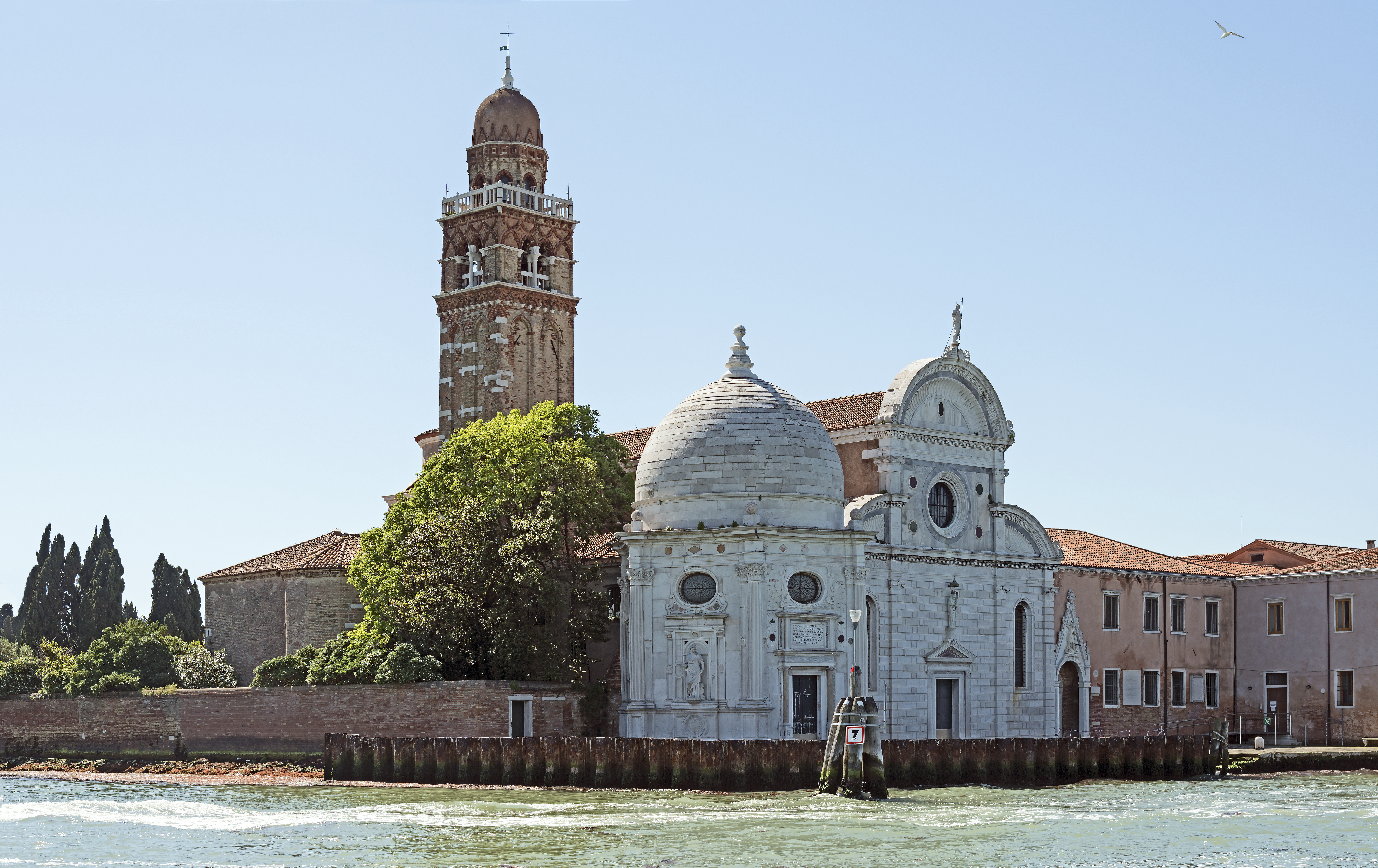
L'île de San Michele
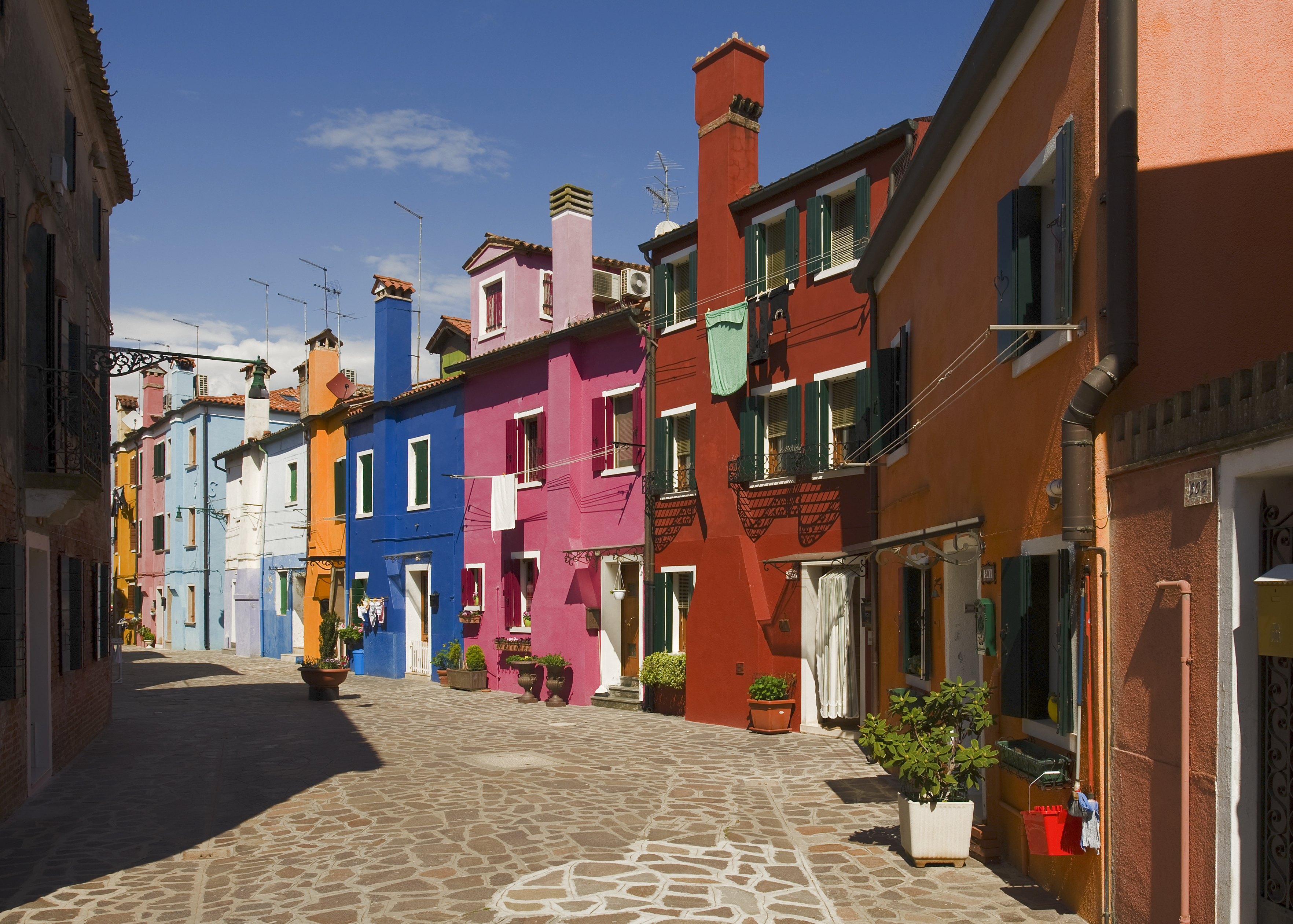
Burano et ses façades colorées
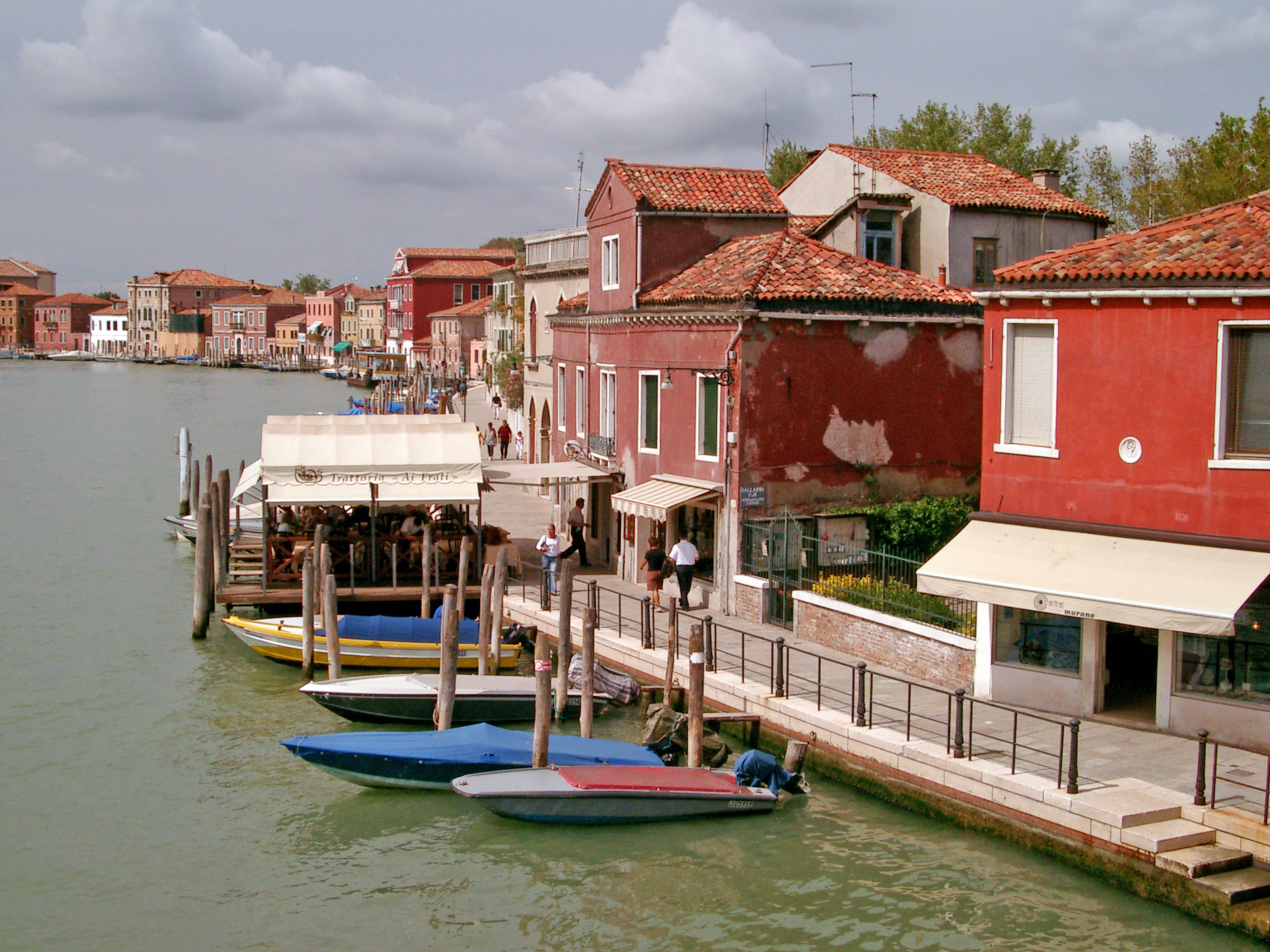
L'île de Murano
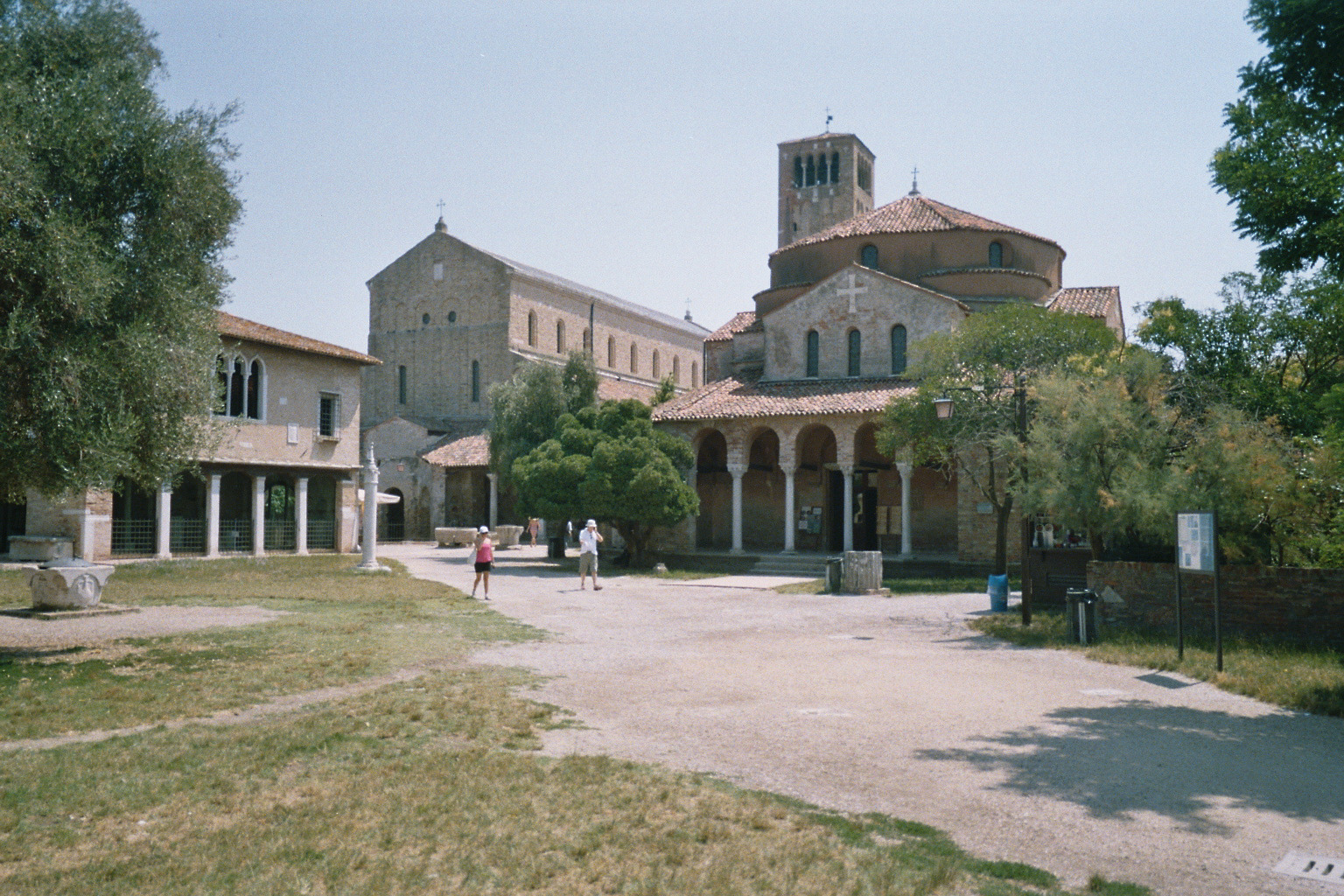
Torcello
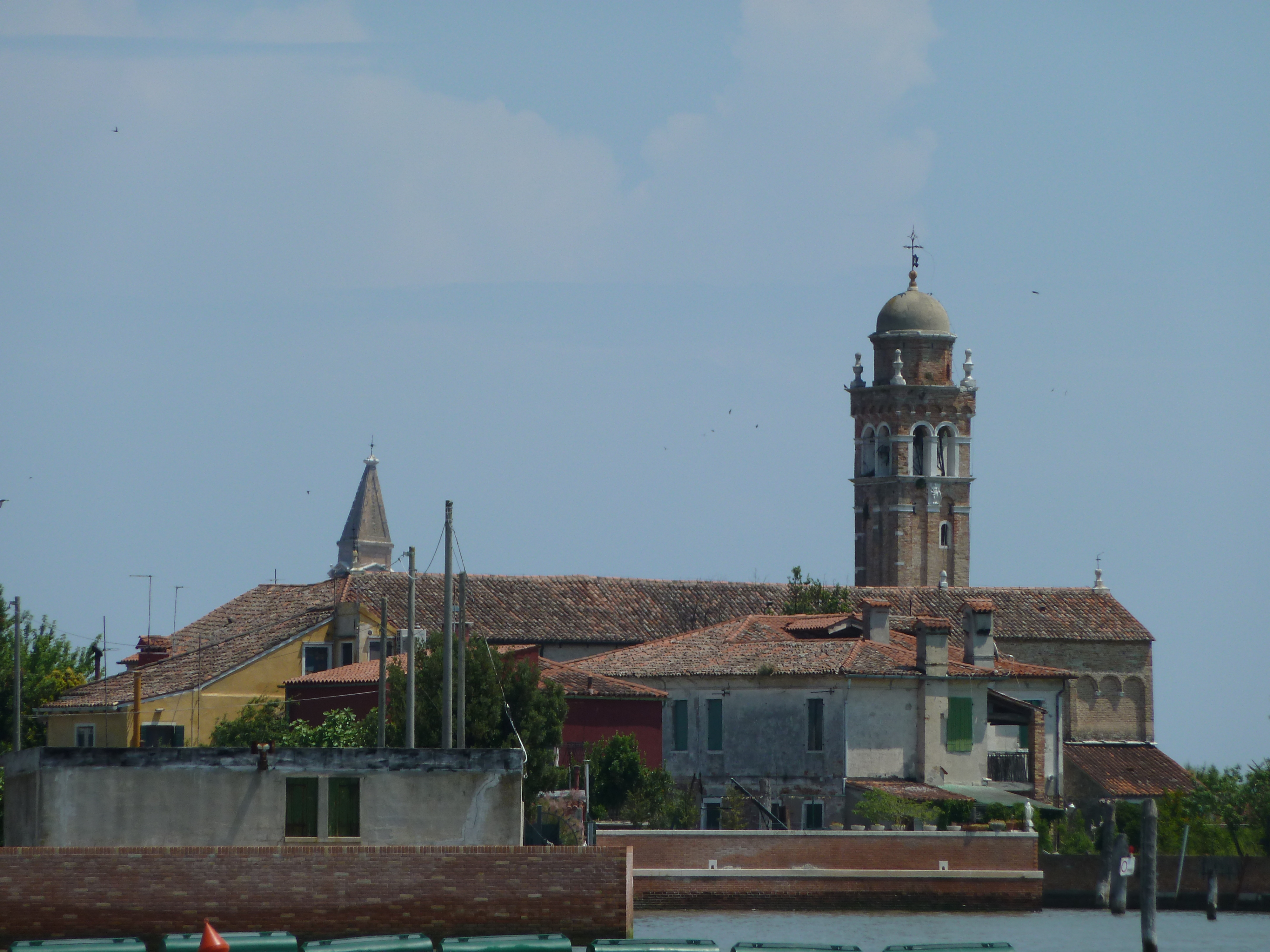
Mazzorbo
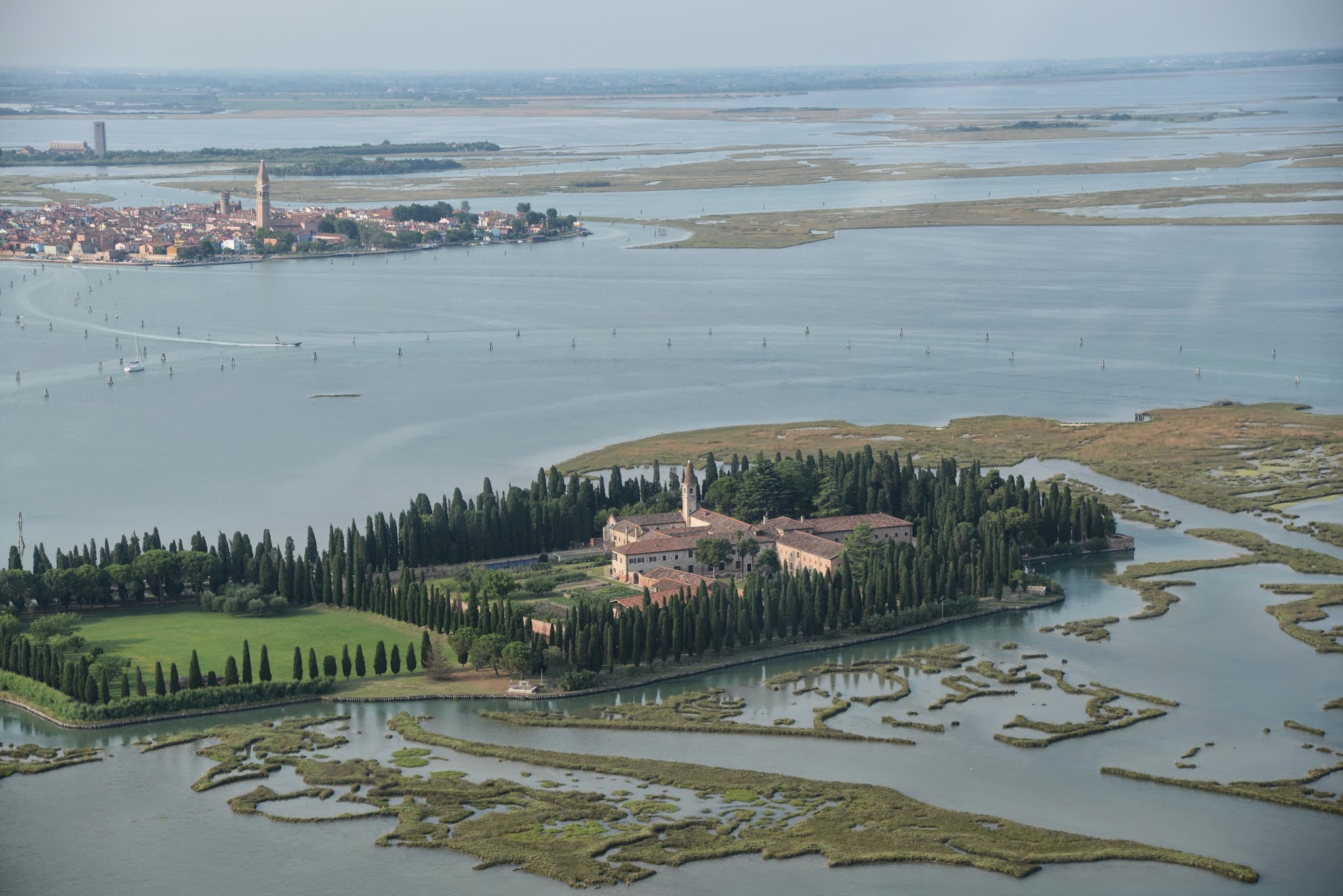
San Francesco del Deserto
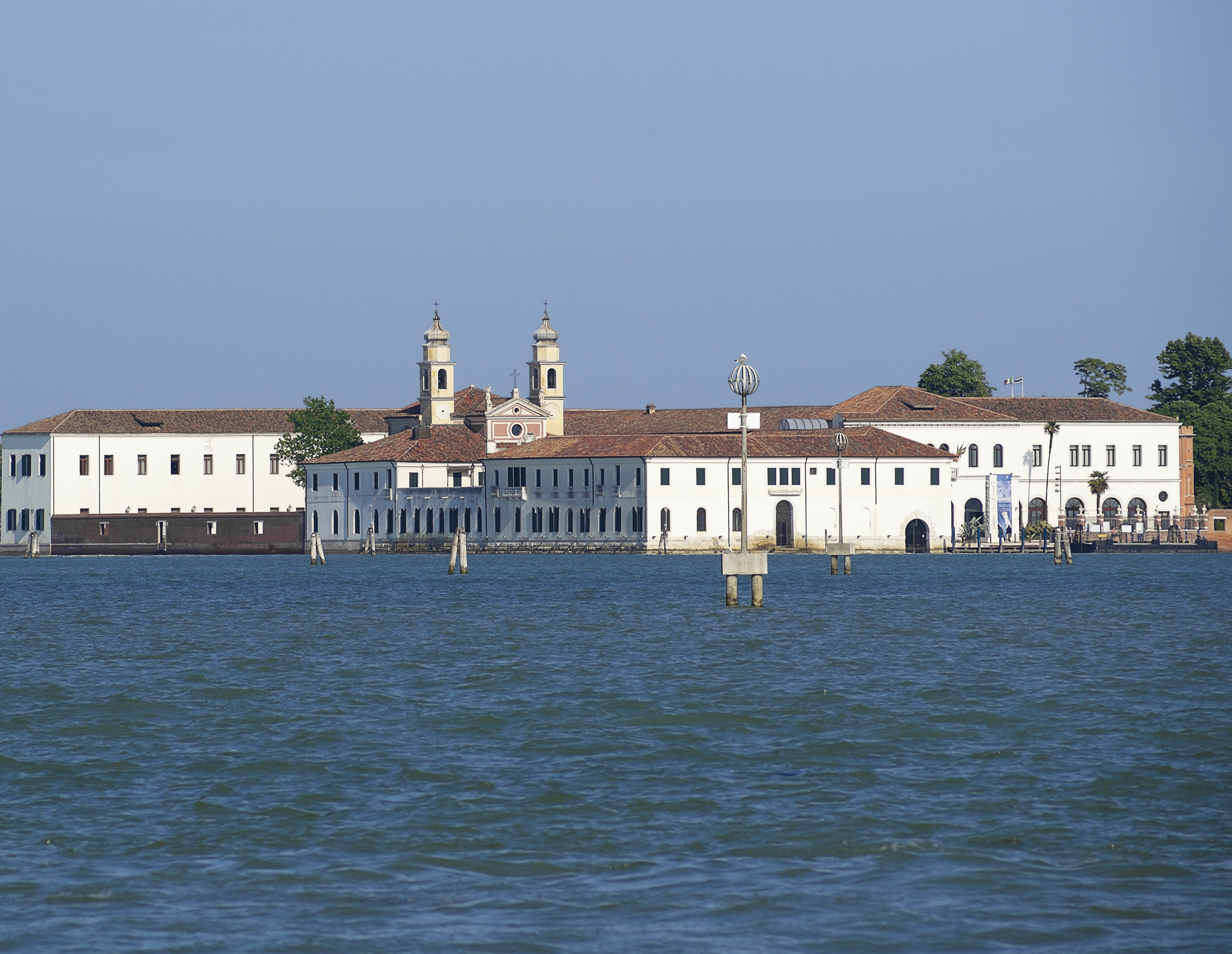
San Servolo

### Musées
- Le Palais des Doges
- Les Gallerie dell'Accademia de Venise
- La Scuola Grande de San Rocco, (32 œuvres du Tintoret) ainsi qu'un Christ en Croix attribué à Giorgione
- La Scuola di San Giorgio degli Schiavoni, (œuvres de Carpaccio)
- Le Musée Guggenheim — Collection d'art moderne de Peggy Guggenheim située dans le Palazzo Venier dei Leoni
- La Ca' Corner della Regina, siège vénitien de la Fondation Prada
- Le Palais Grassi (Palazzo Grassi), (collection François Pinault)
- La Biblioteca Marciana
- Le Musée de l'érotisme (Museo d'Arte Erotica)
- Le Musée Correr, sur la place Saint-Marc
- Le Ca' Rezzonico : œuvres de Pietro Longhi, qui racontent le quotidien des vénitiens au XVIIIe siècle. Fresques de Giambattista et son fils Giandomenico Tiepolo. Deux toiles de Francesco Guardi
- Le Ca' Pesaro
- La Maison de Carlo Goldoni
- Le Museo di storia naturale (Fontego dei Turchi)[27]

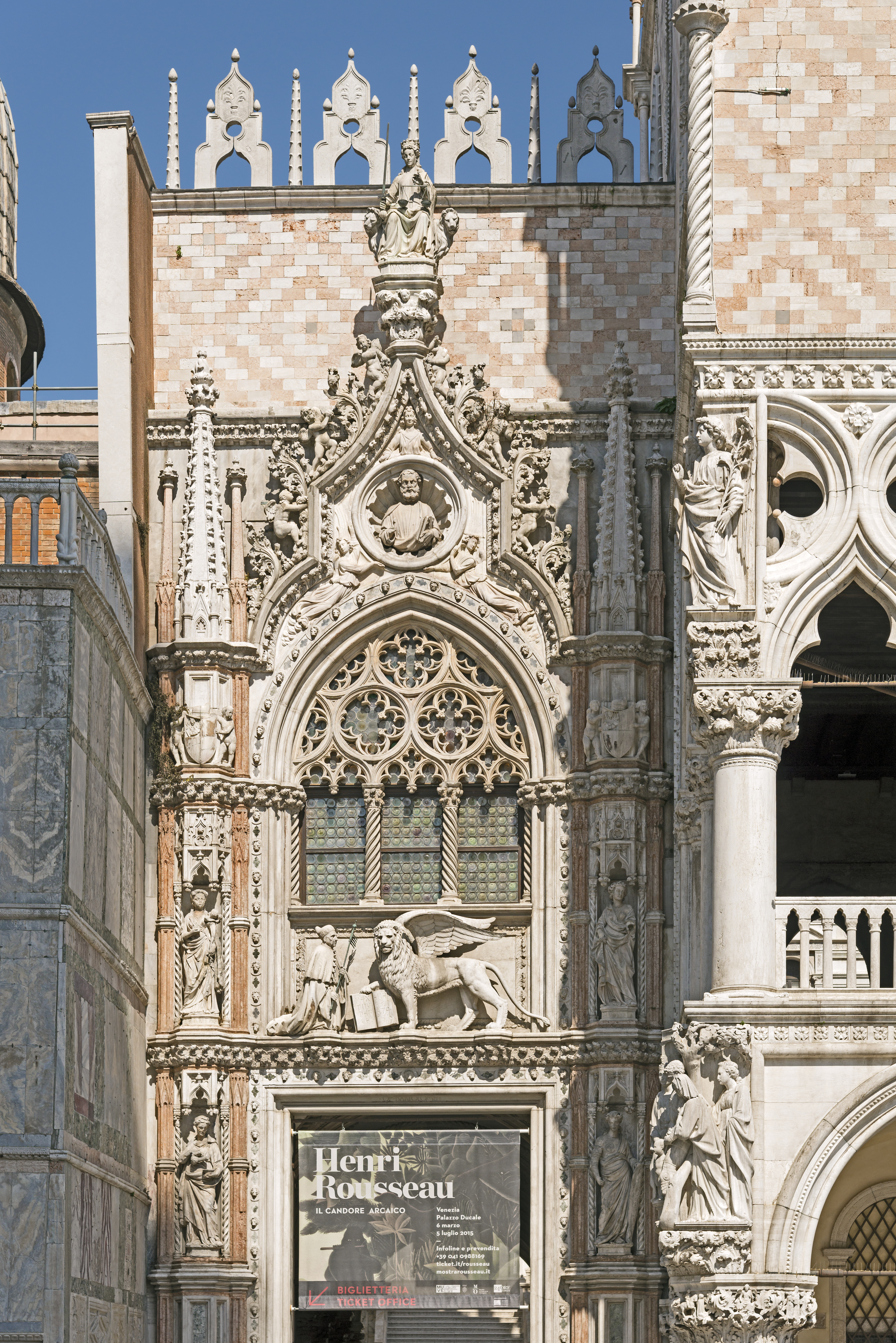
Porte du Palais des Doges
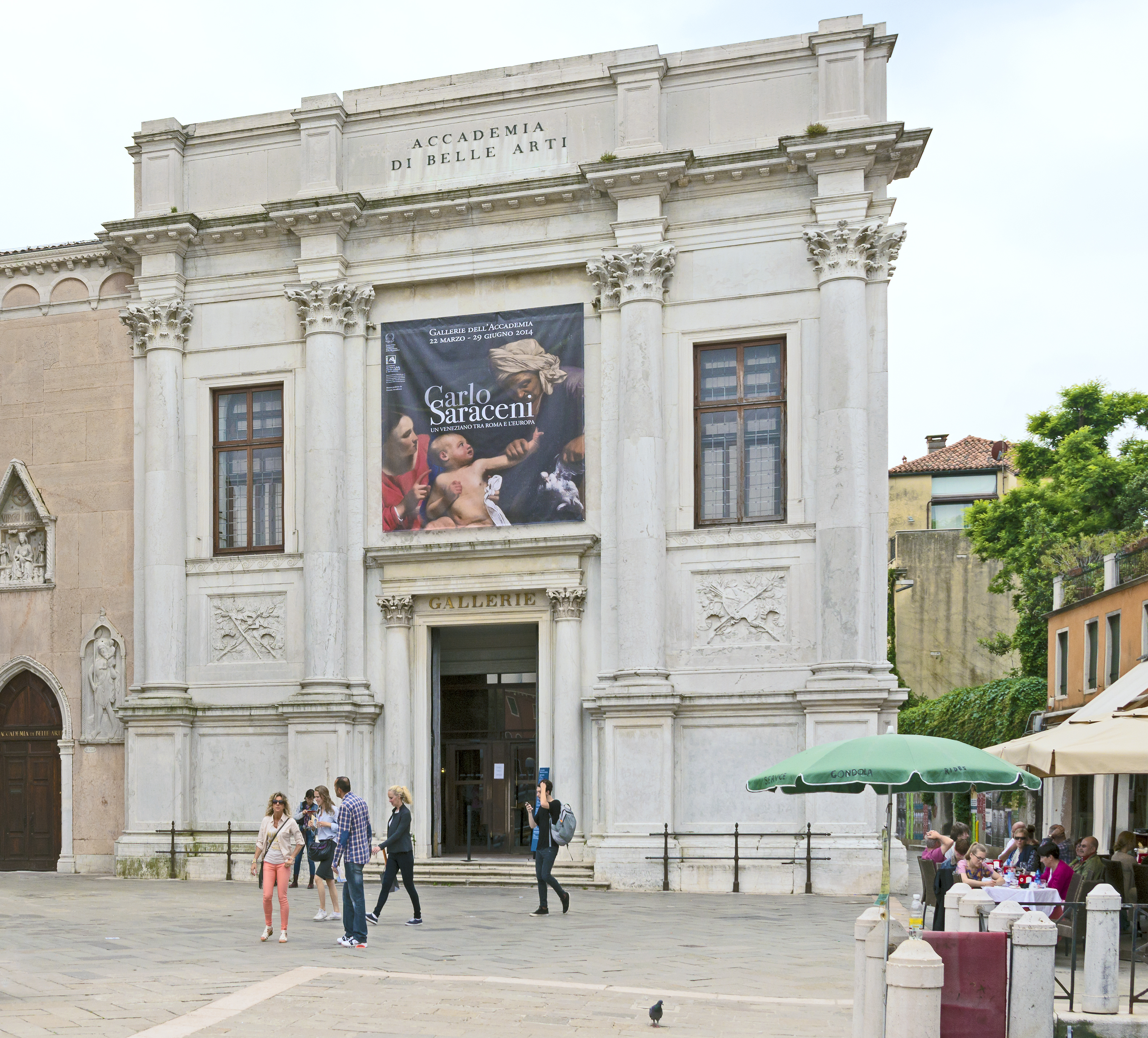
Les Gallerie dell'Accademia de Venise
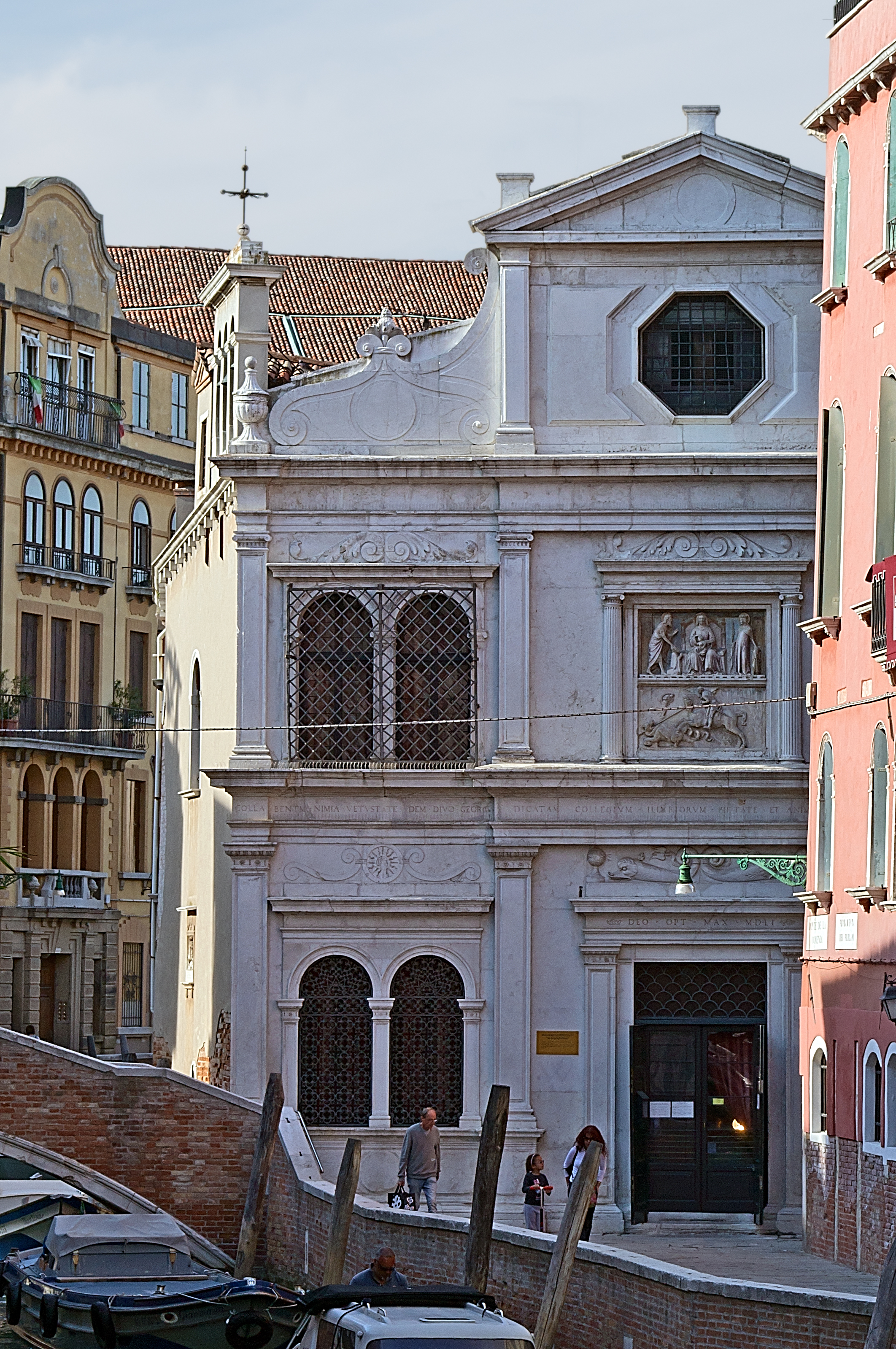
Scuola di San Giorgio degli Schiavoni
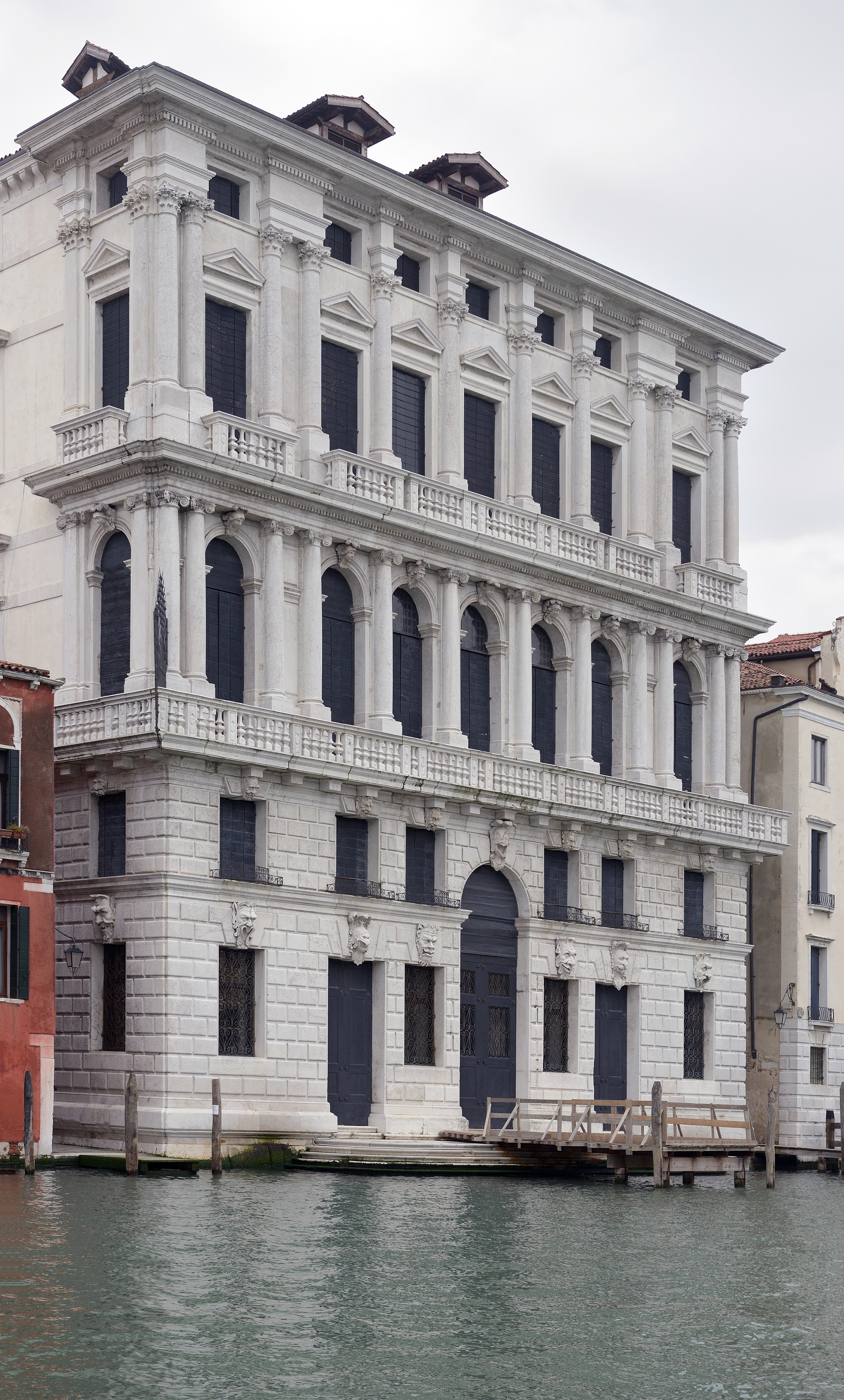
Ca' Corner della Regina - Fondation Prada
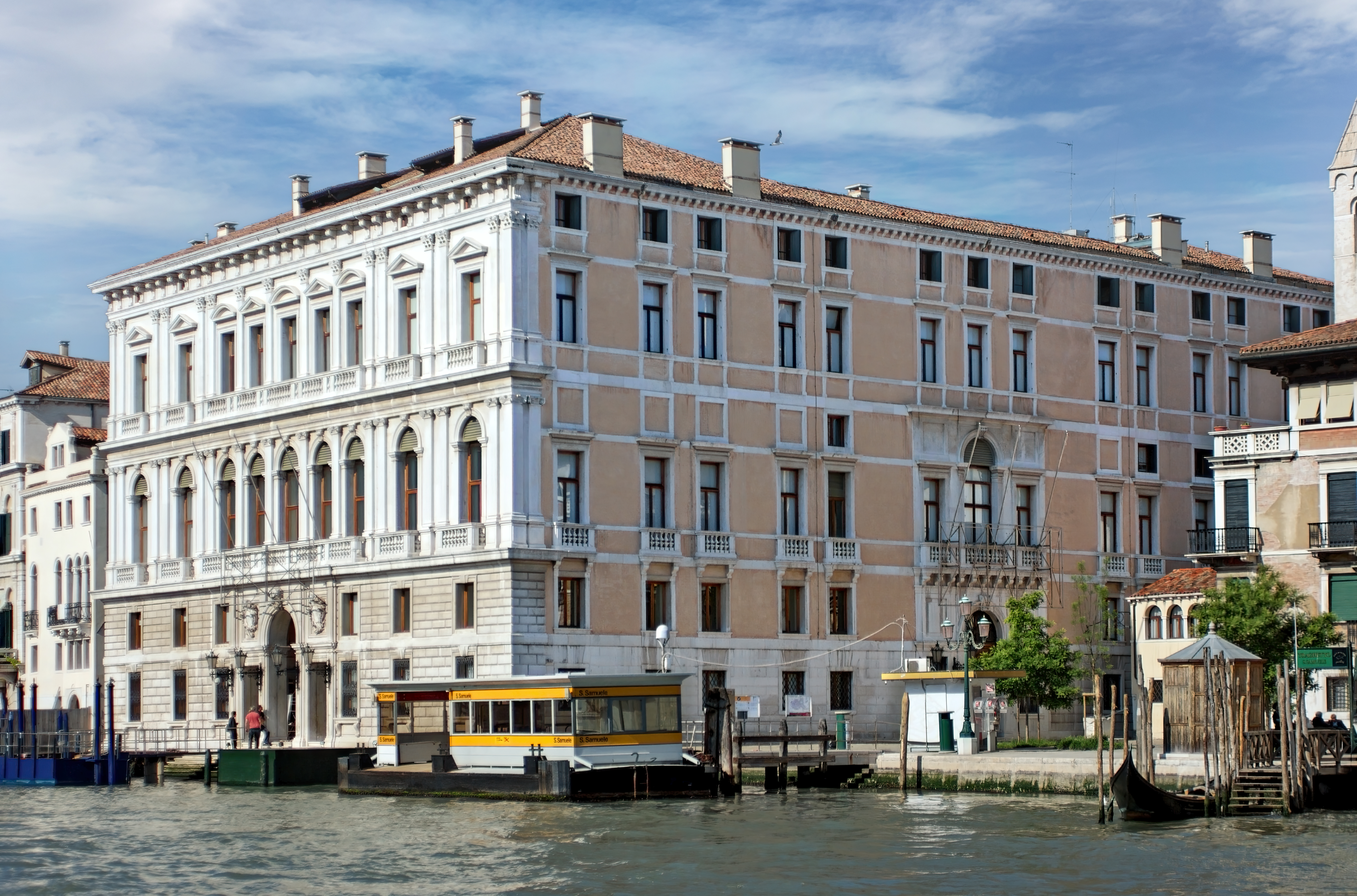
Palais Grassi (Palazzo Grassi)
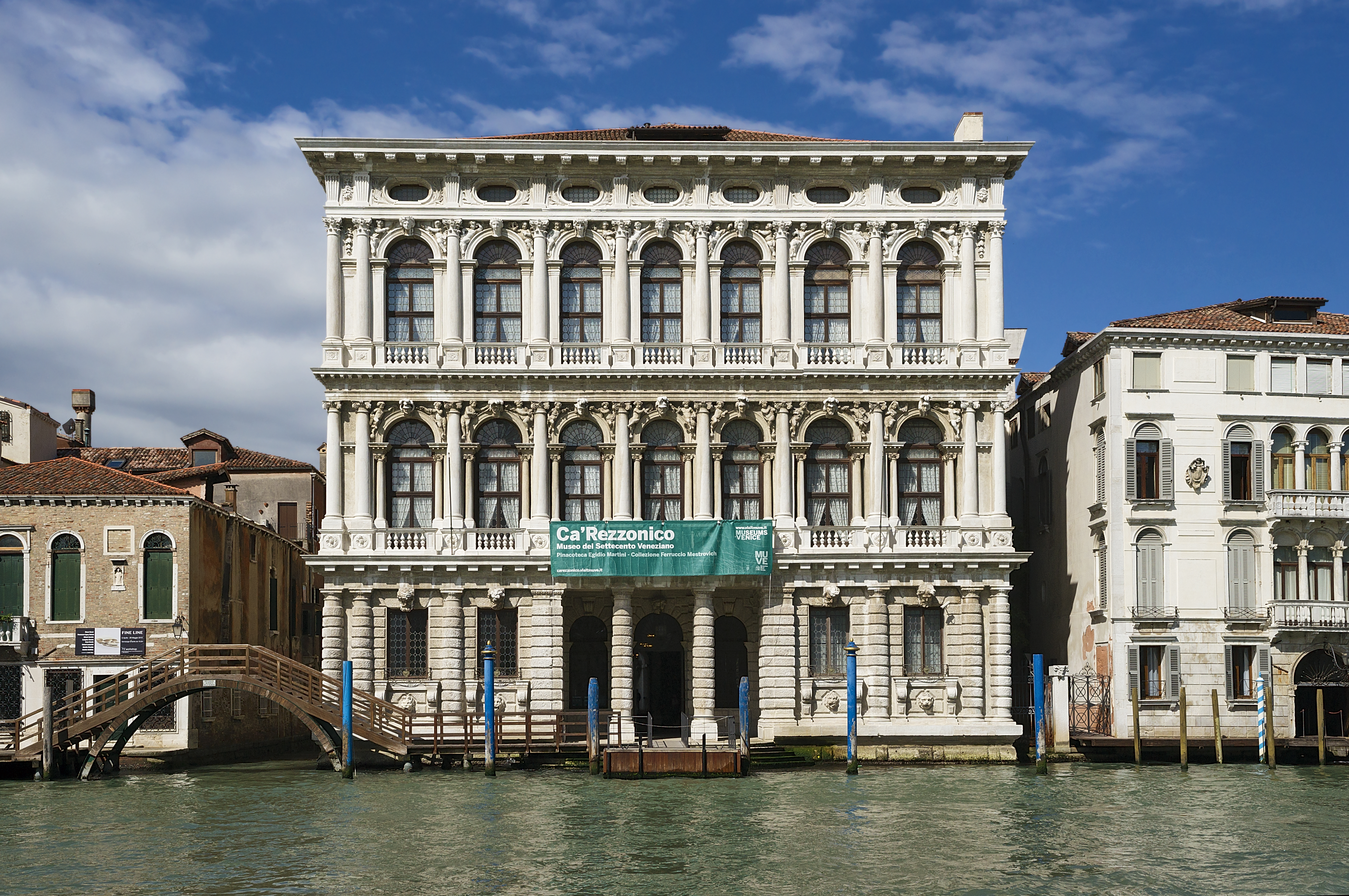
Le Ca' Rezzonico
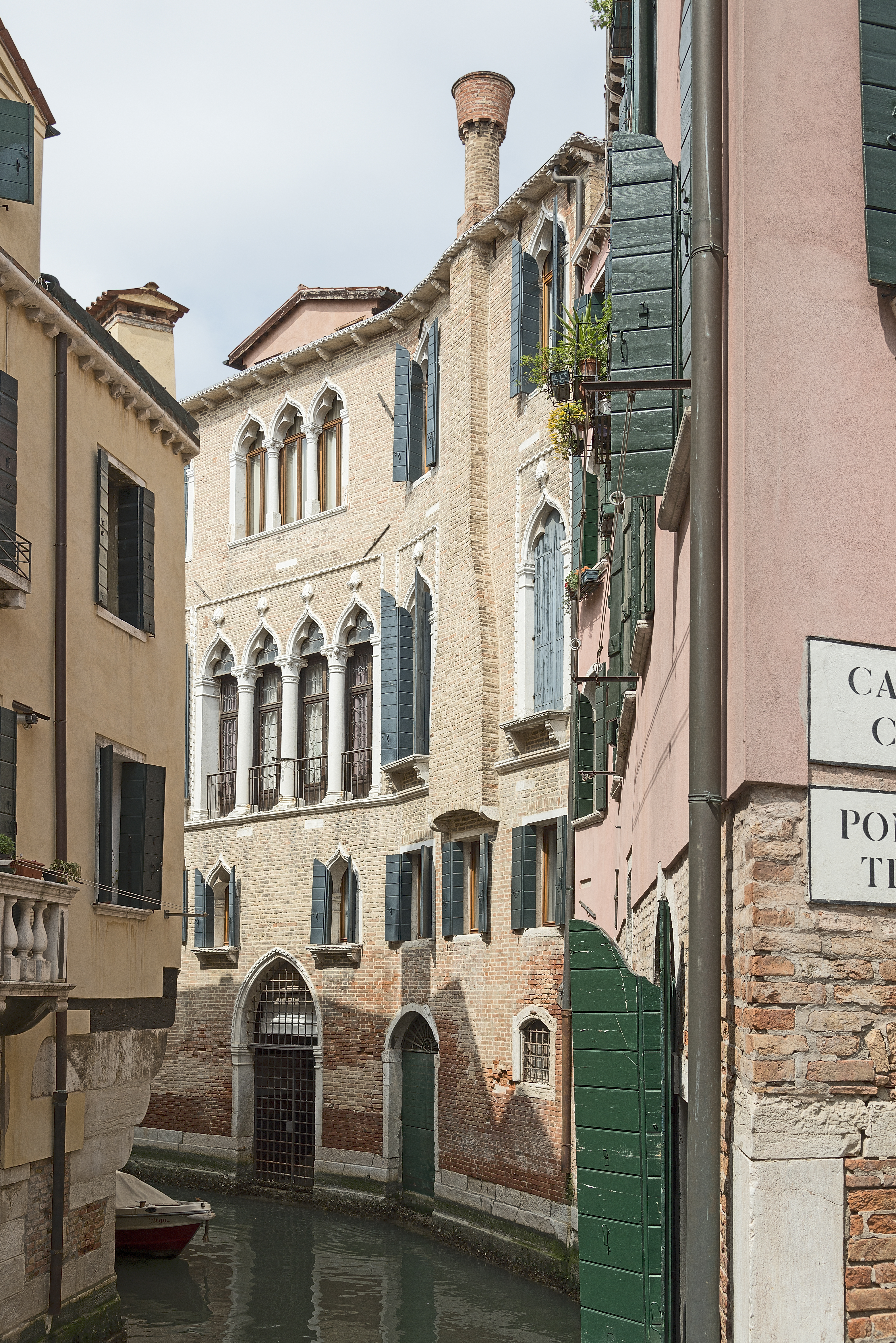
Maison de Carlo Goldoni
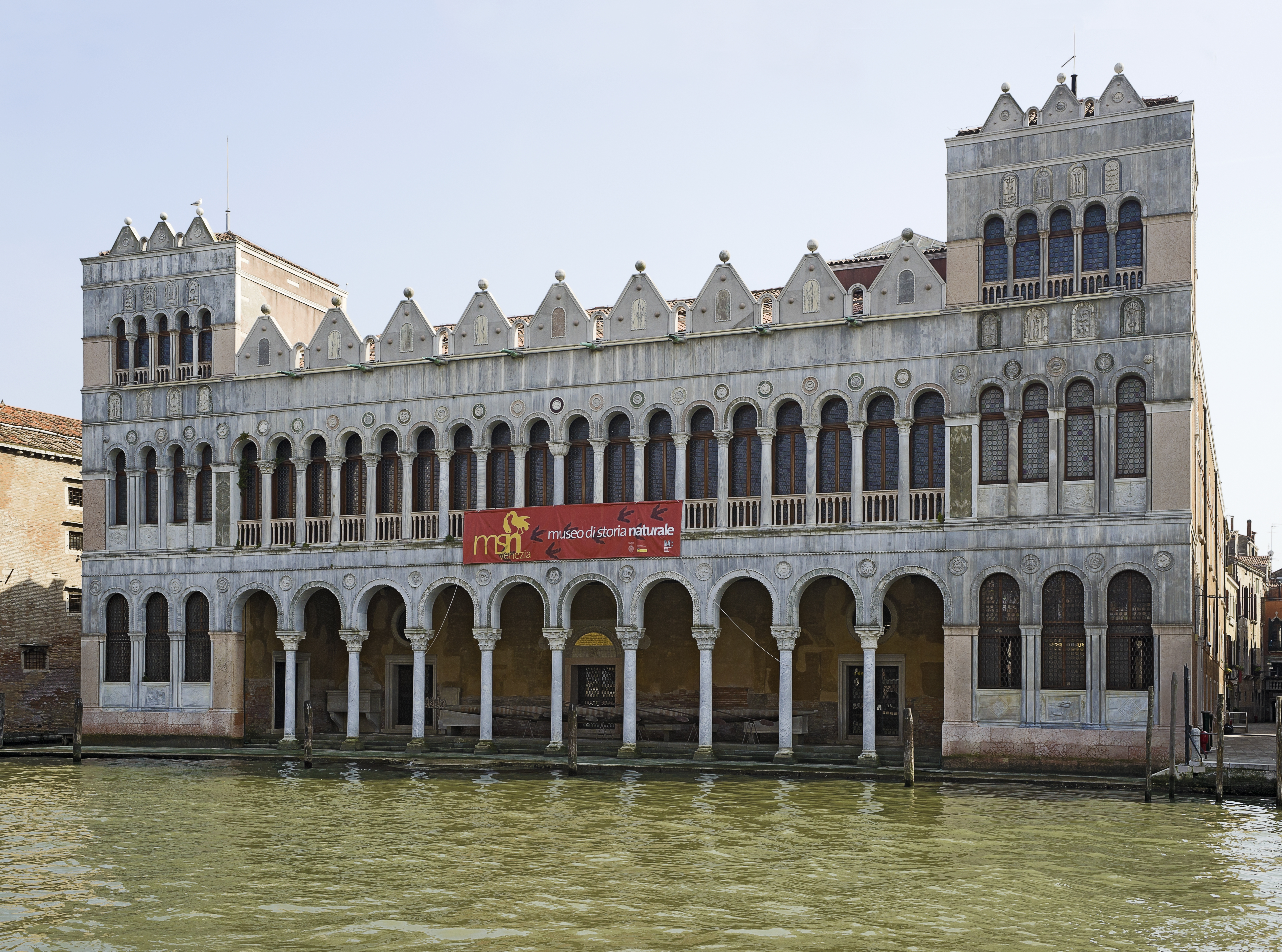
Museo di storia naturale

### Palais

#### Édifices publics
- Le Palais des Doges
- Le palais royal de Venise, sur la place Saint-Marc, construit par Napoléon et aujourd'hui occupé par le musée Correr et des administrations publiques.
- Le palais de la Zecca, ancien hôtel des Monnaies de la République vénitienne.
- Le Palazzo dei Camerlenghi, palais de la Renaissance sur le Grand Canal à Rialto qui était le siège de plusieurs magistratures financières de la République vénitienne.
- Les Procuraties, vaste ensemble palatial administratif qui encadre la place Saint-Marc : au nord se trouvent les anciennes Procuraties et au sud les Procuraties neuves.

#### Palais gothiques
- La Ca' d'Oro, chef-d'œuvre du gothique vénitien situé sur le Grand Canal
- La Ca' Foscari, grand palais gothique sur le Grand Canal, siège de la principale université de Venise.
- Le Palais Pisani Moretta, grand palais gothique sur le Grand Canal, décoré au XVIIIe siècle par Giambattista Tiepolo.
- Le Palais Contarini del Bovolo, célèbre pour son escalier en colimaçon extérieur.
- Le Palais Dario, sur le Grand Canal, près de la basilique de La Salute, abrita au début du XXe siècle la villégiature des écrivains français Henri de Régnier et Paul Bourget. Ce petit palais a une réputation inquiétante car nombre de ses propriétaires successifs y sont morts de causes non naturelles (Rawdon Brown ou Raoul Giardini entre autres).

#### Palais de la Renaissance
- Le Palais Corner Spinelli, un des premiers exemples de palais de la Renaissance à Venise, qui marque la transition entre gothique et Renaissance.
- Le Palais Vendramin Calergi, grand palais de la Renaissance construit à l'origine pour la famille Loredan et aujourd'hui siège du casino d'hiver de la ville. Richard Wagner est mort dans ce palais en 1883.
- Le Palais Grimani de San Luca, grand palais de la Renaissance sur le Grand Canal, construit sur un projet de Michele Sanmicheli.
- Le Palais Grimani di Santa Maria Formosa, palais de la Renaissance sur le modèle romain, aujourd'hui transformé en musée.

#### Palais baroques
- Ca' Pesaro, grand palais baroque sur le Grand Canal, aujourd'hui siège du musée d'art moderne de la Ville de Venise et du musée d'art oriental.
- Ca' Rezzonico, grand palais du XVIIIe siècle sur le Grand Canal, aujourd'hui siège du musée du XVIIIe siècle vénitien.
- le Palais Pisani de San Stefano, un des plus grands palais vénitiens. Aujourd'hui Conservatoire de Musique de la ville de Venise.

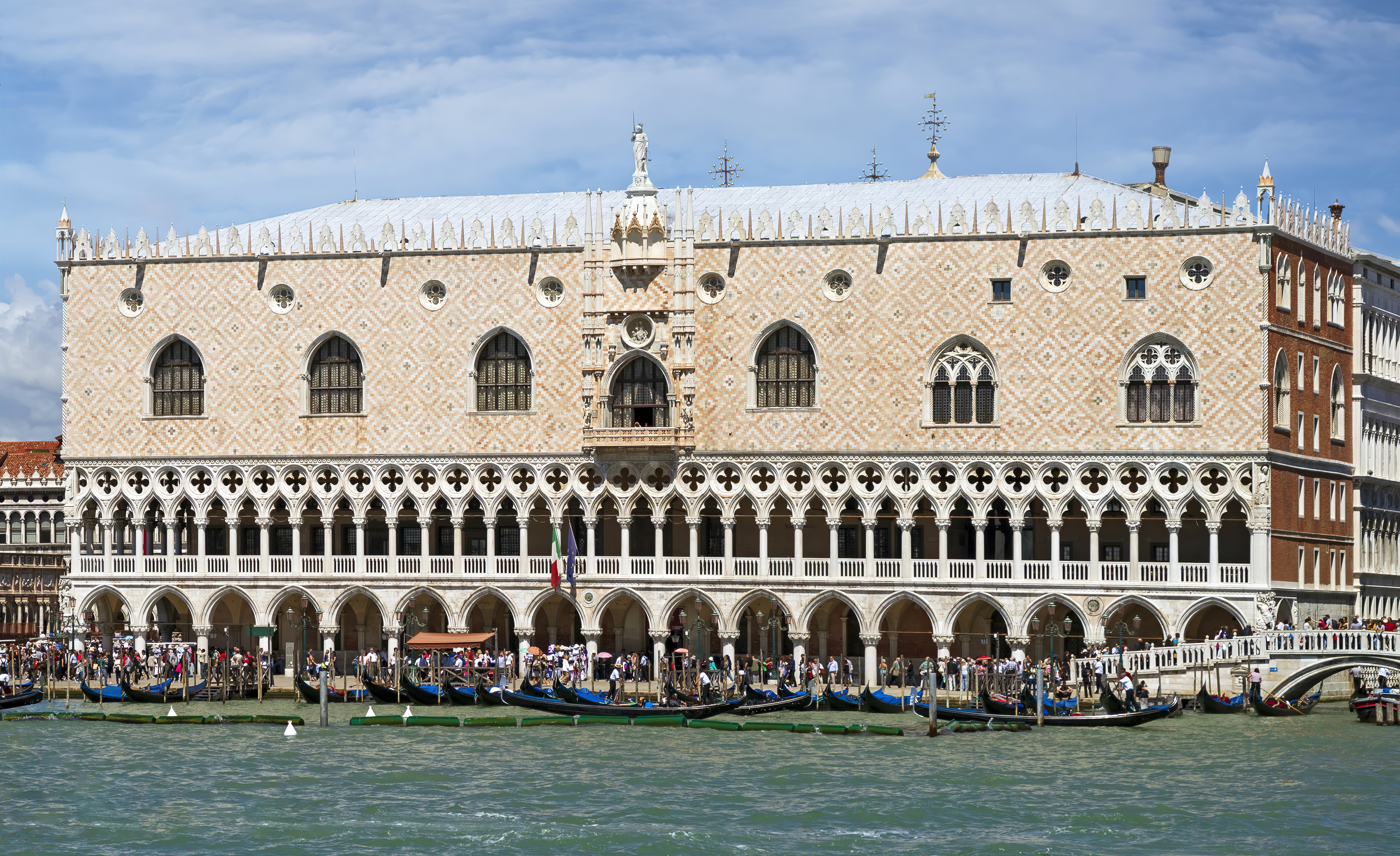
Le Palais des Doges
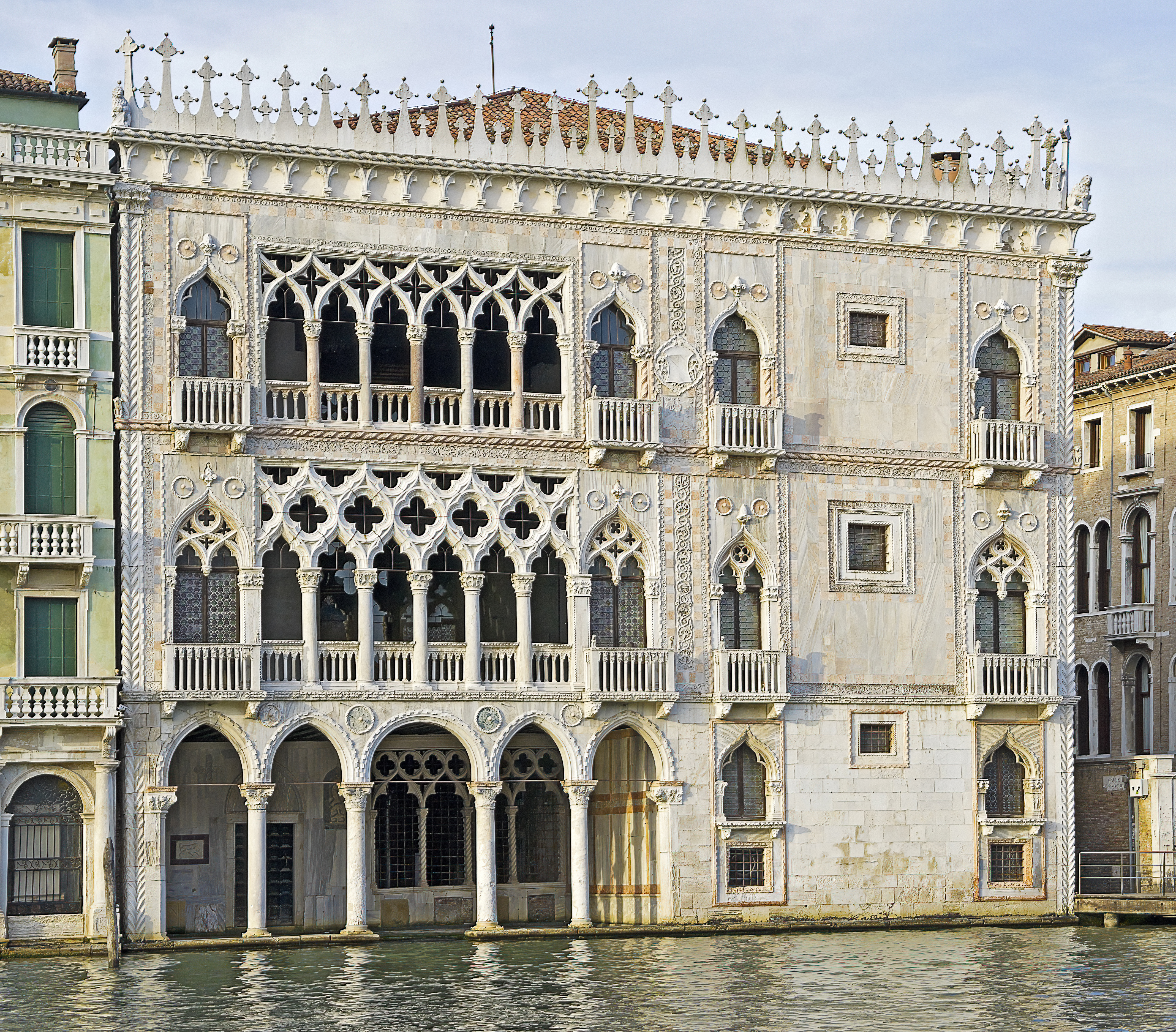
Ca' d'Oro
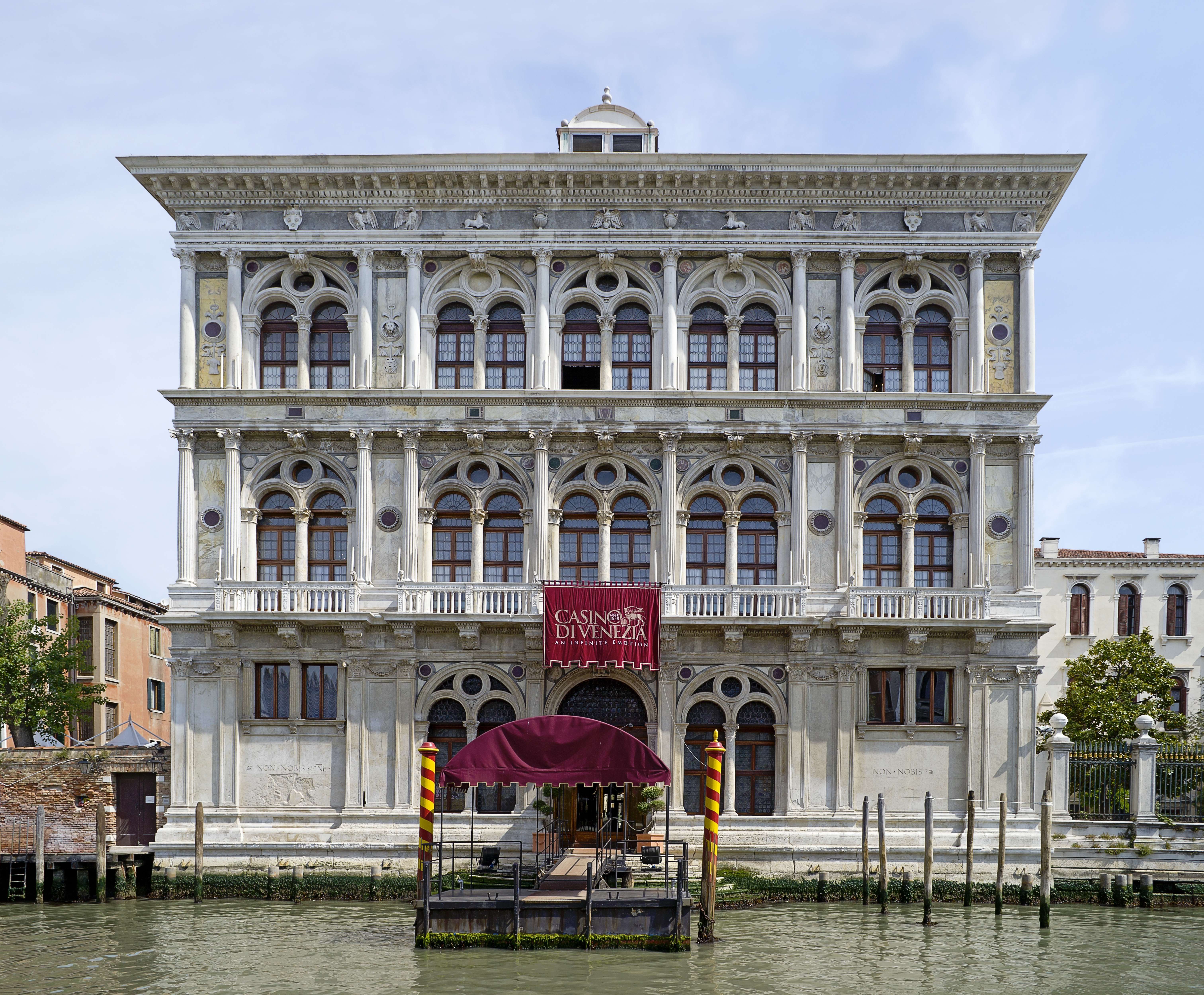
Palais Vendramin Calergi
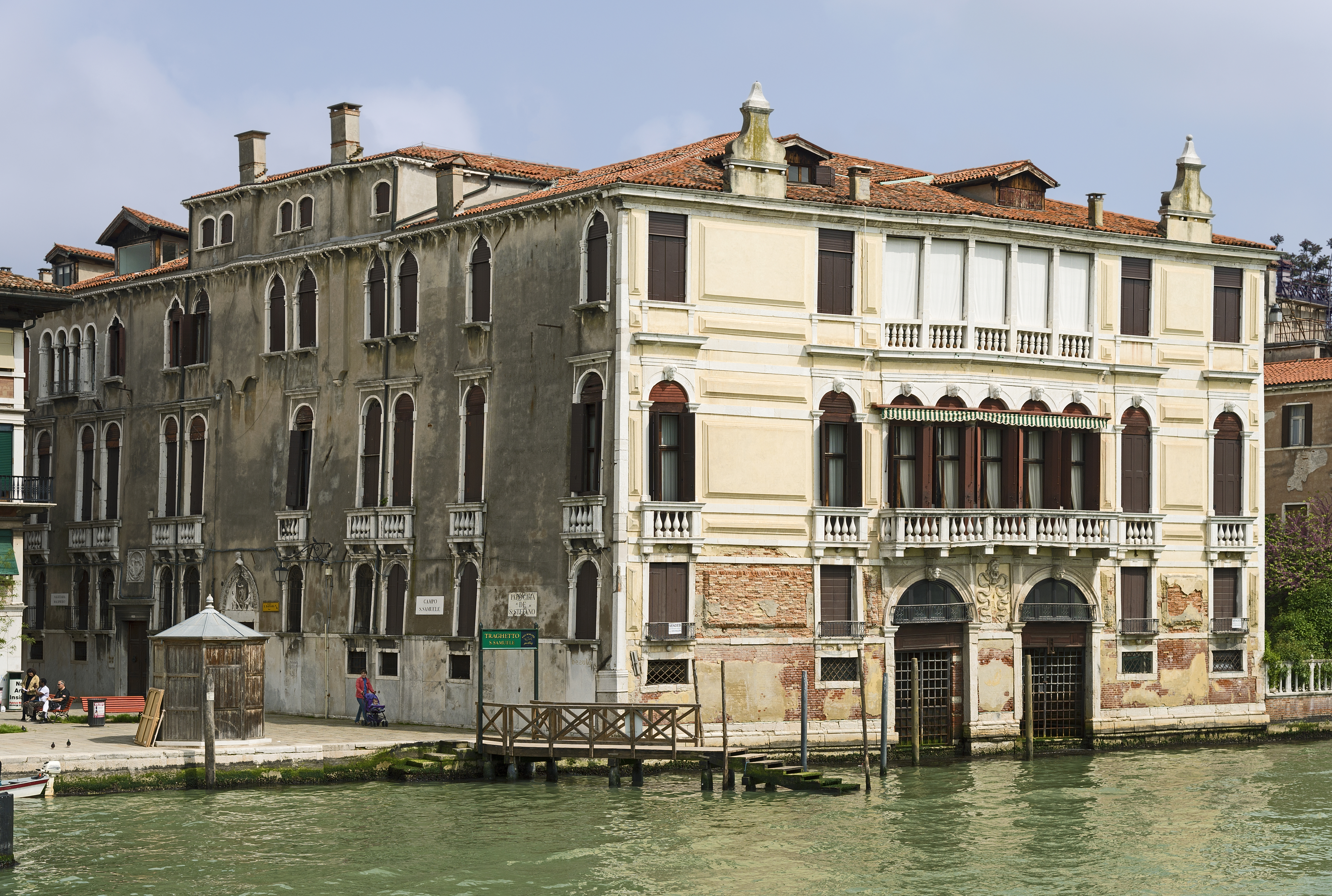
Le Palais Malipiero
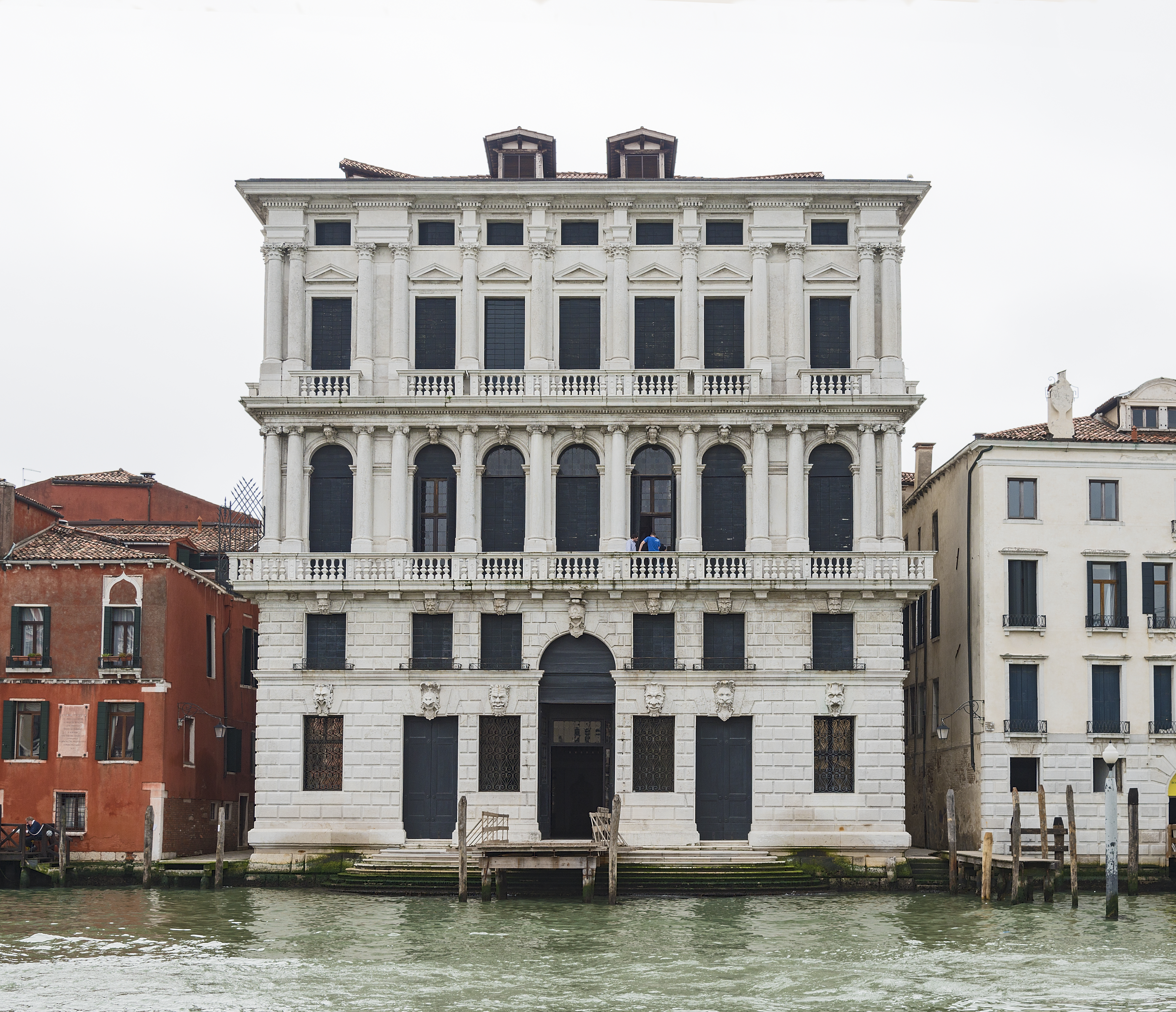
Le Palais Corner della Regina
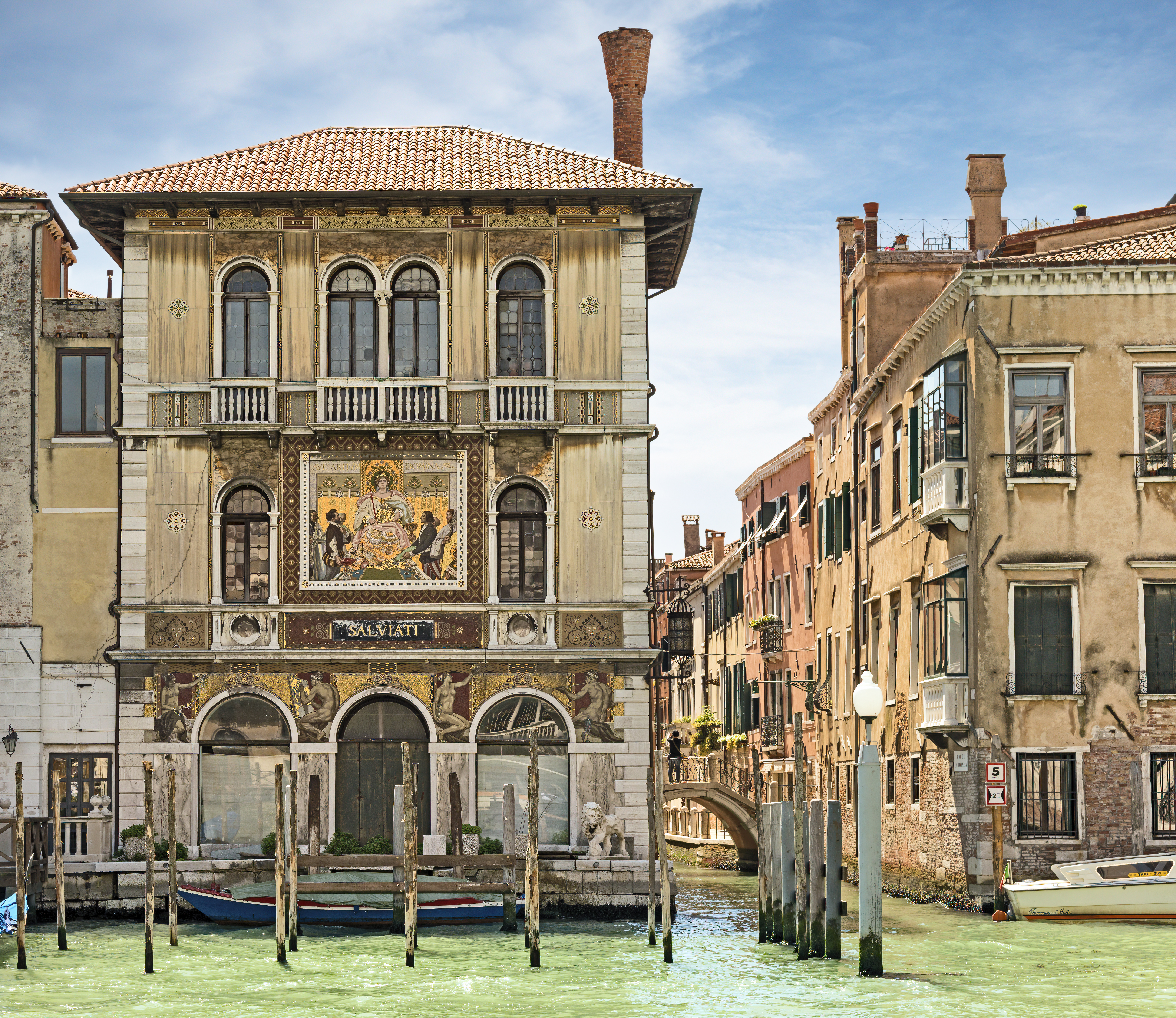
La Palais Salviati Art nouveau
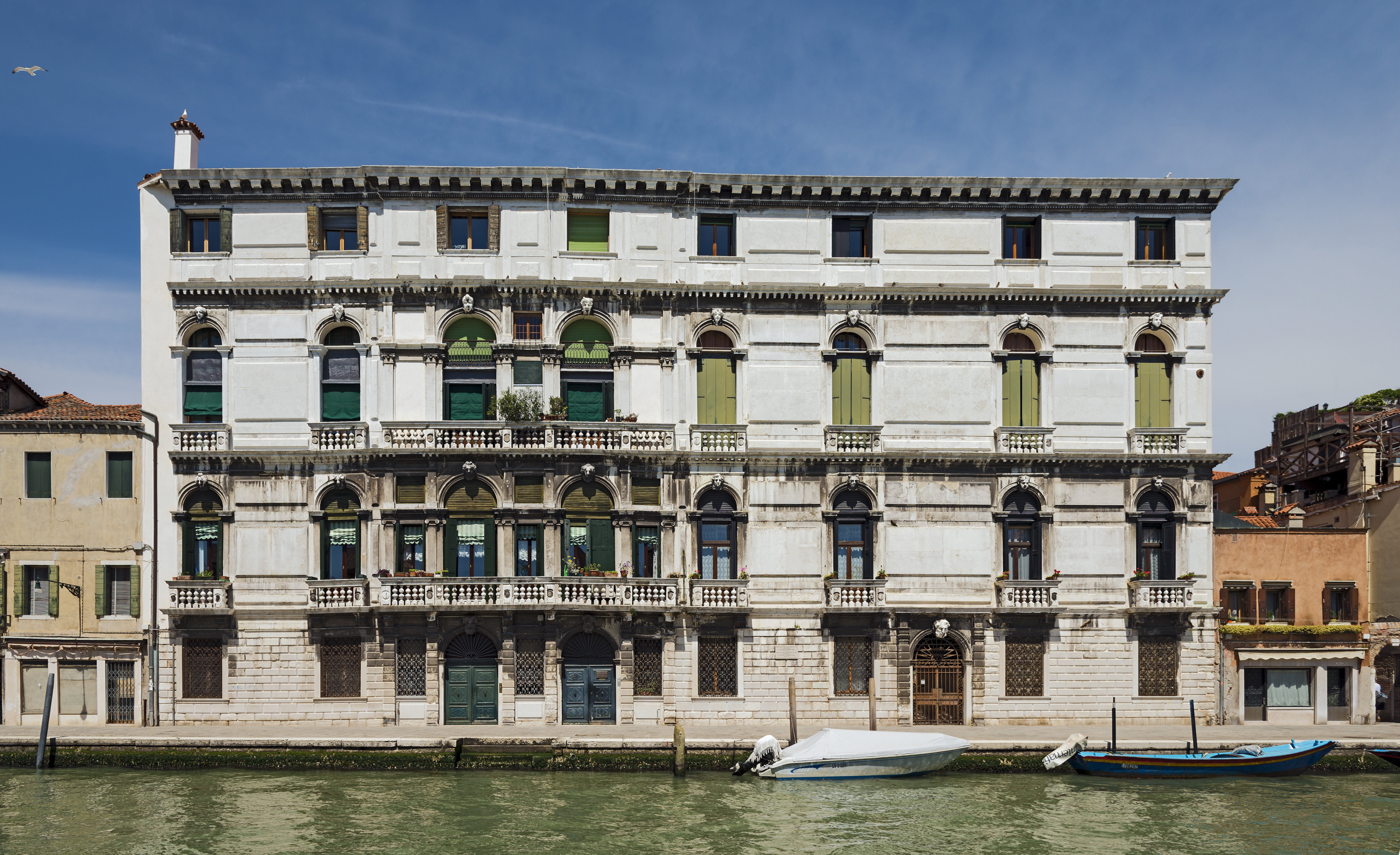
Le Palais Surian Bellotto à Cannaregio

## Théâtres
- la Fenice (fondé en 1792, 1 000 places)
- Malibran
- Théâtre Carlo-Goldoni

## Autres lieux

### Places
- La Place Saint-Marc, symbole de la ville[28].
- Campo San Polo
- Campo del Ghetto novo
- Campo San Trovaso
- Campo dei Gesuiti
- Campo Santa Margherita, très animé en soirée par les étudiants vénitiens[29]
- Campo dei Santi Giovanni e Paolo. Les dominicains y construisirent l'église dei Santi Giovanni e Paolo (appelée également San Zanipolo) qui fut consacrée en 1430. La Scuola di San Marco, projetée par Pietro Lombardo, jouxte l'église. La Statue du Colleone, œuvre du sculpteur florentin Andrea del Verrocchio, qui y travailla de 1483 à 1488, se dresse devant la Scuola di San Marco.
- Campo Santo Stefano, une des plus grandes places de Venise. Bordé par le Palais Pisani, aujourd'hui conservatoire de musique de Venise.
- Le Campo San Zaccaria.
- Les Piazzale Roma, nœud routier d'accès à la ville au bout du pont de la Liberté.

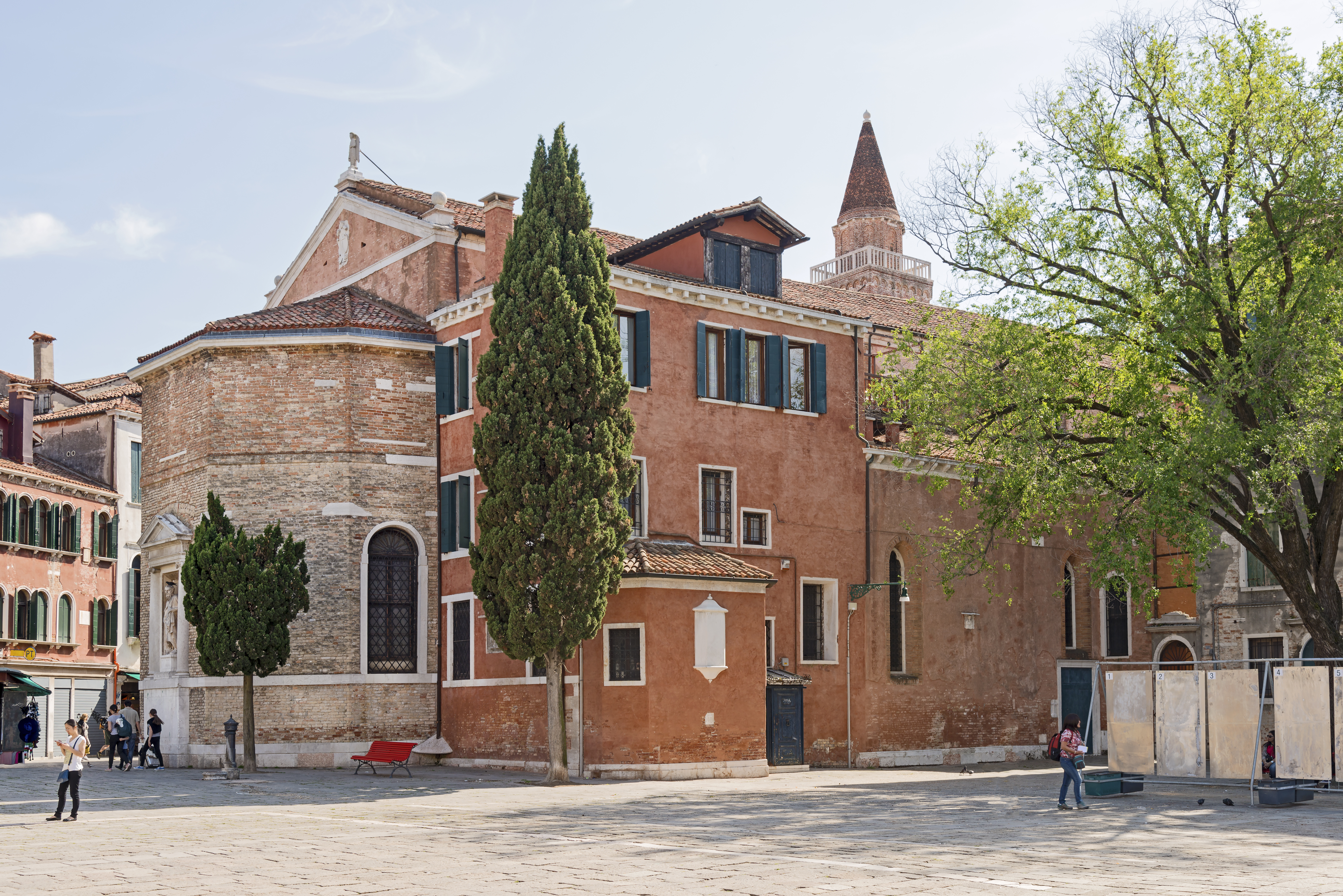
Campo San Polo
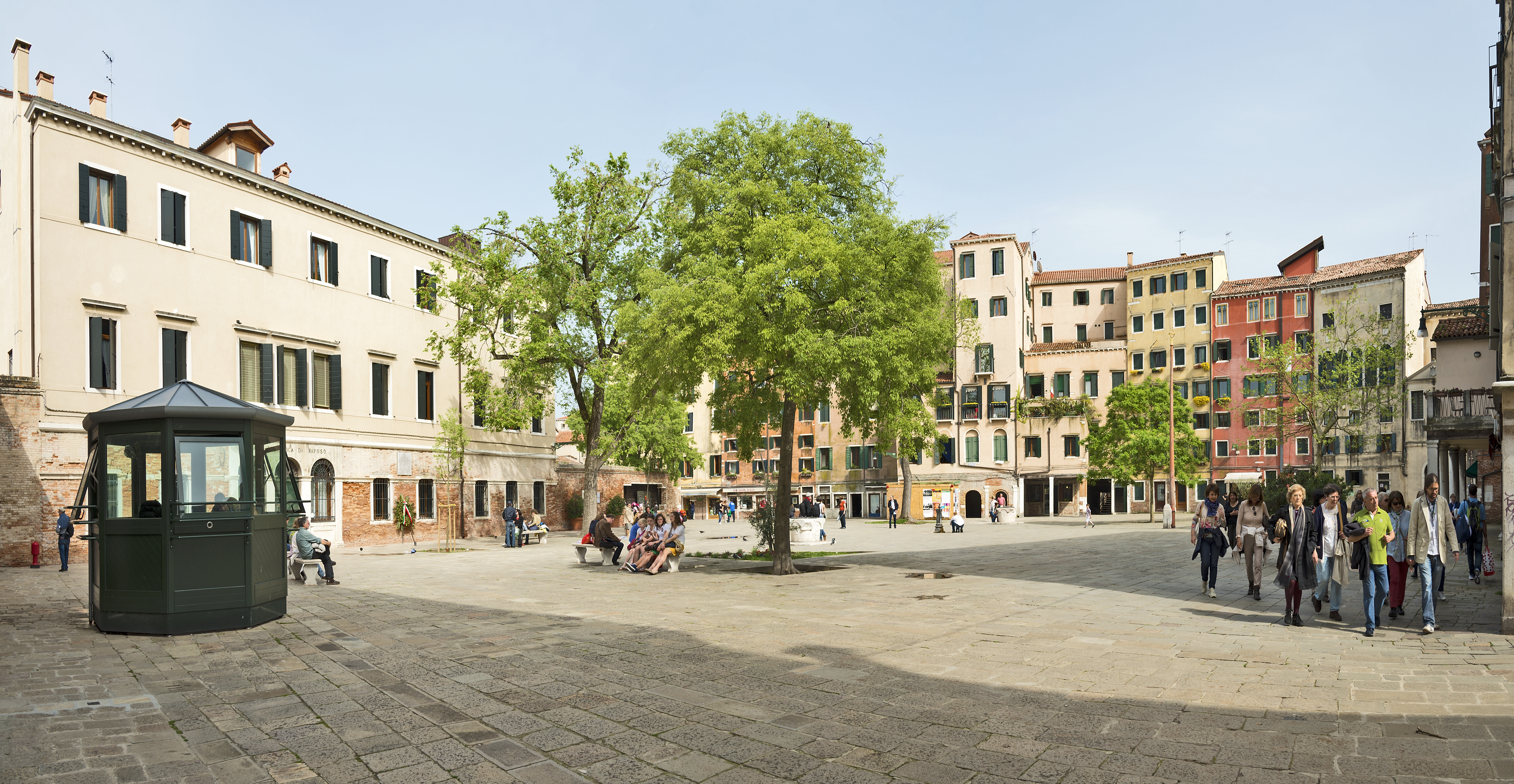
Campo del Ghetto novo
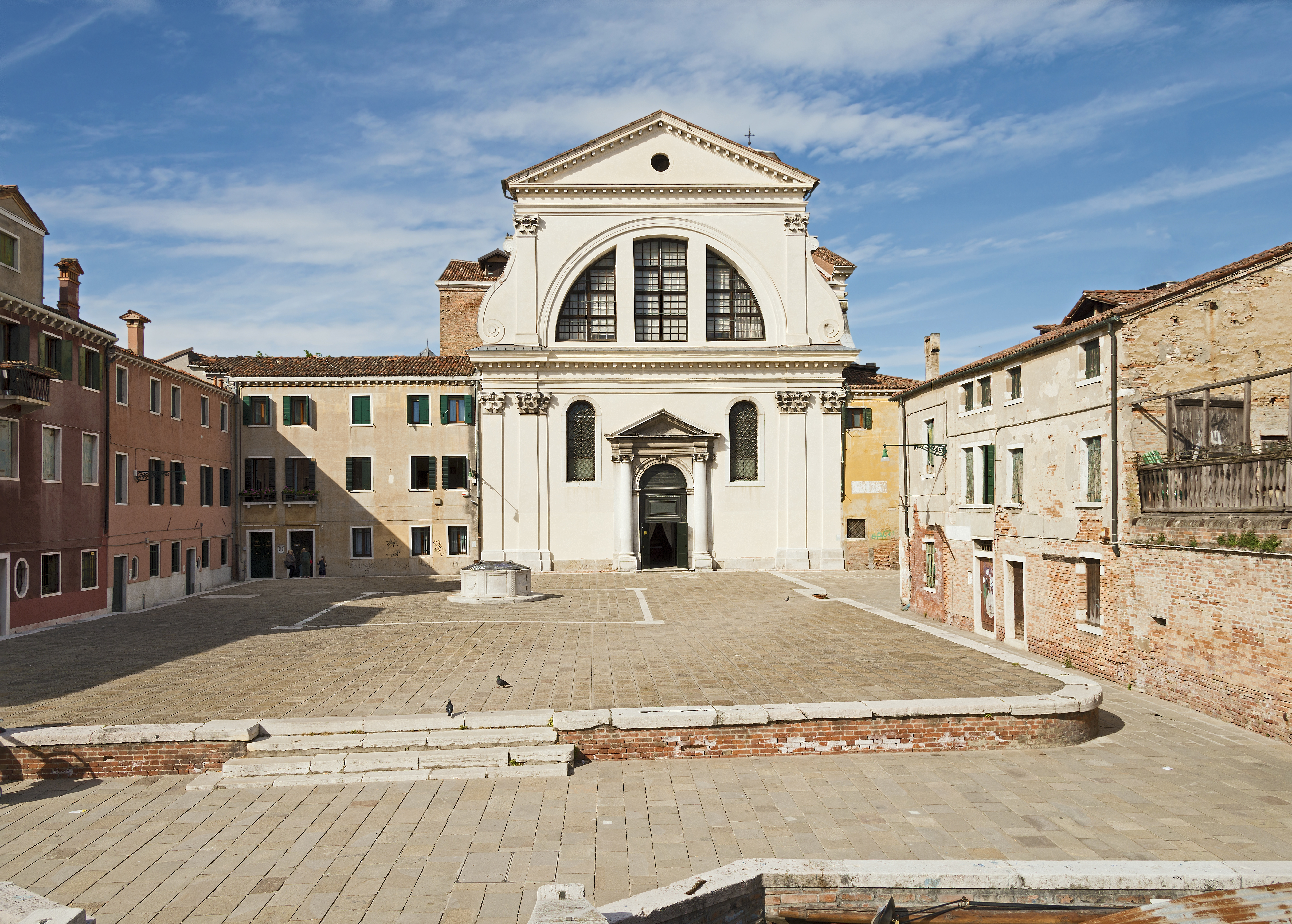
Campo san Trovaso
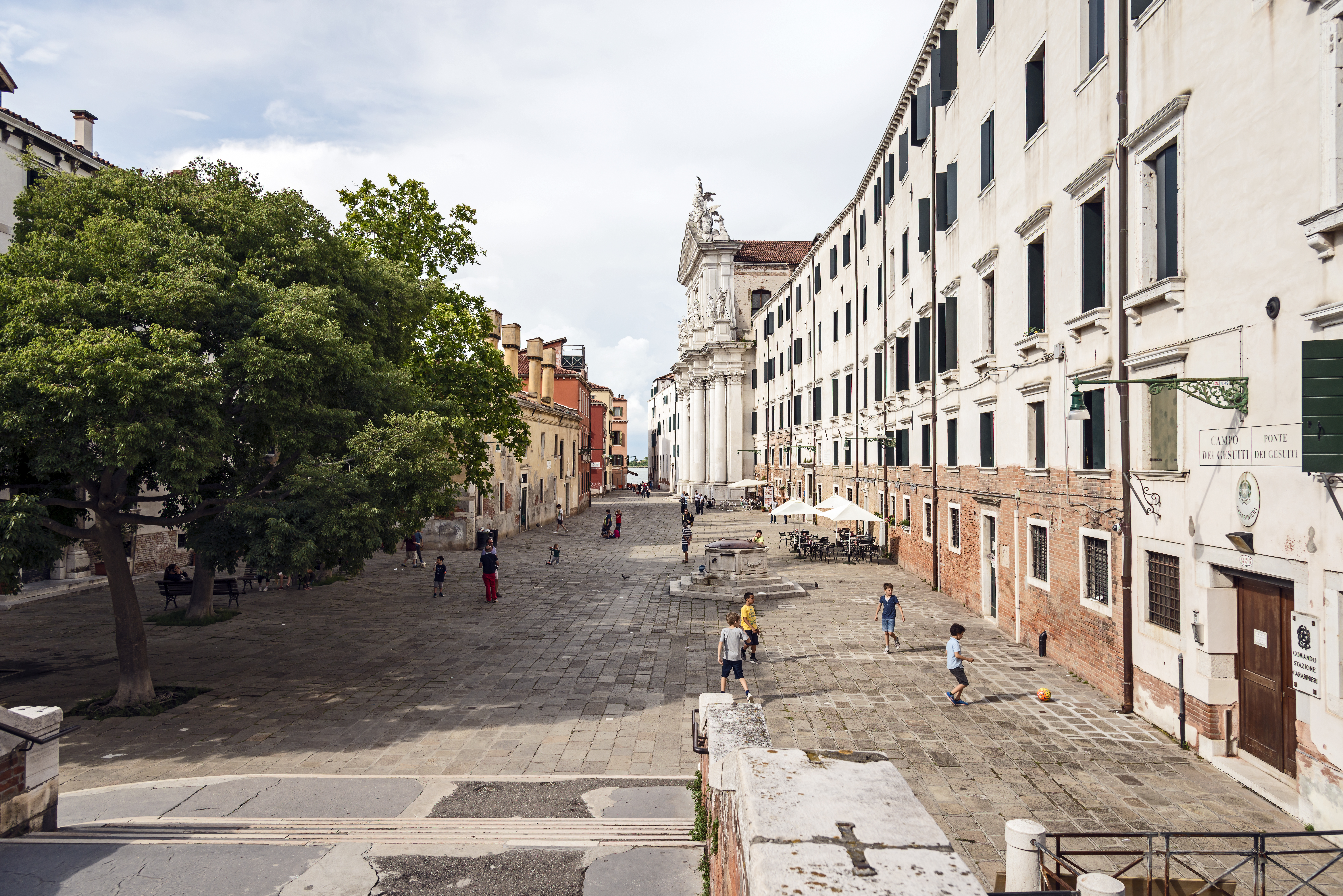
Campo dei Gesuiti
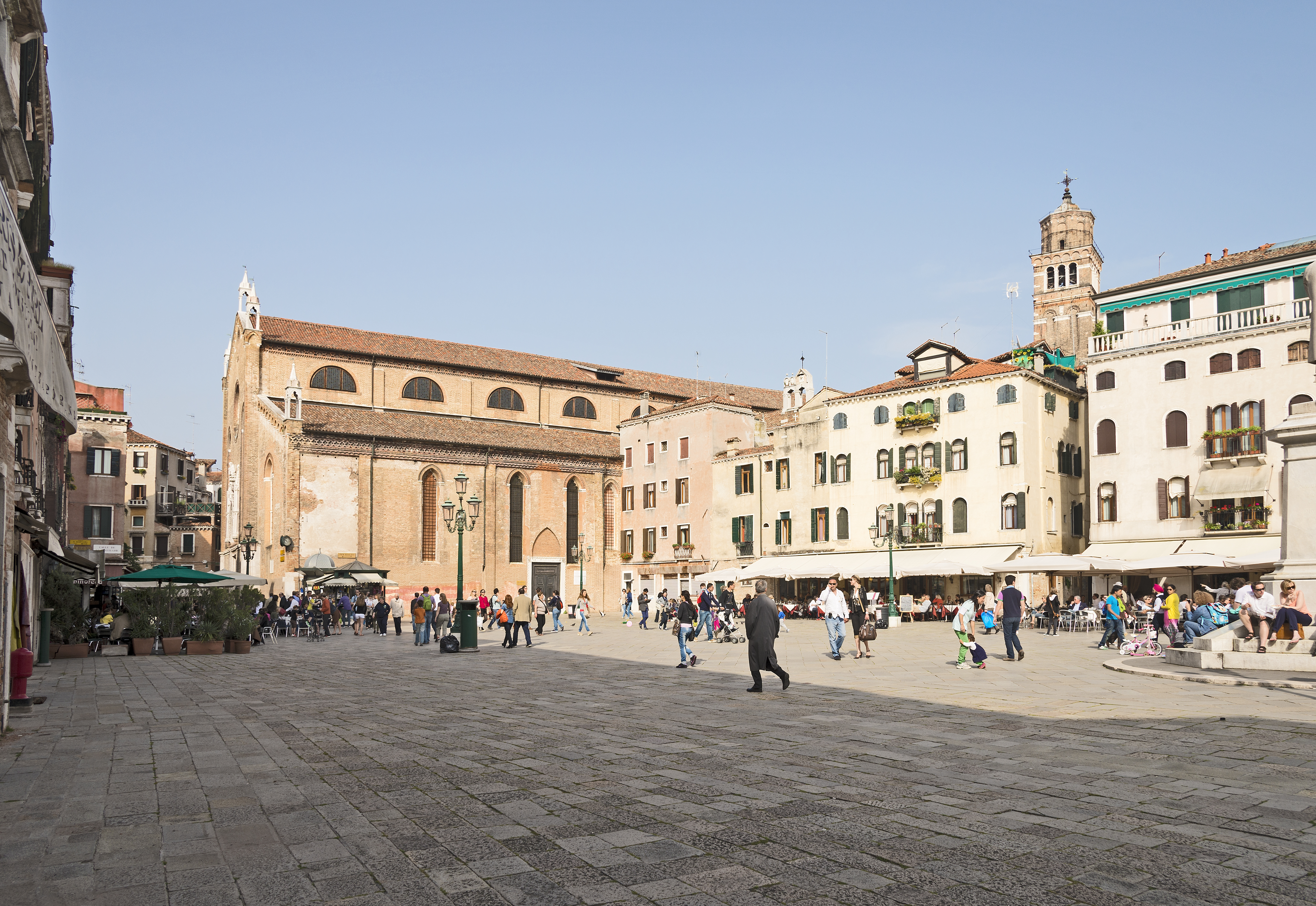
Campo Santo Stefano
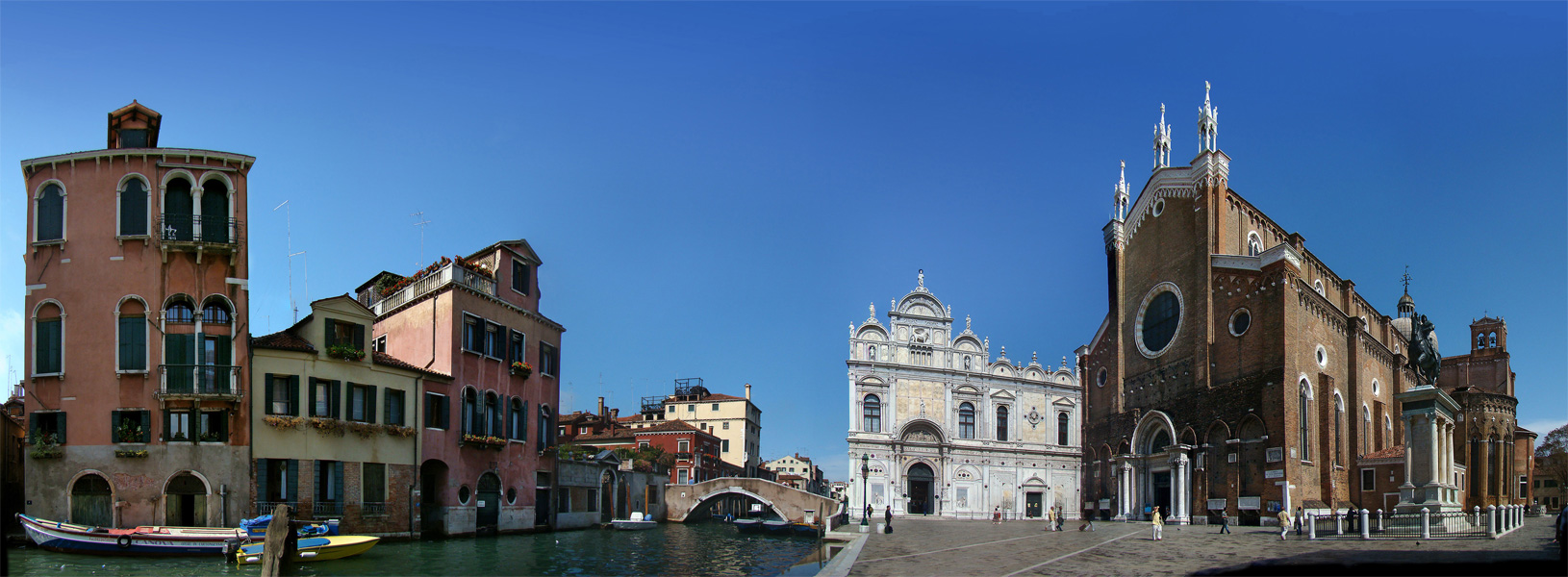
Campo San Zanipolo : Scuola Grande di San Marco et Église
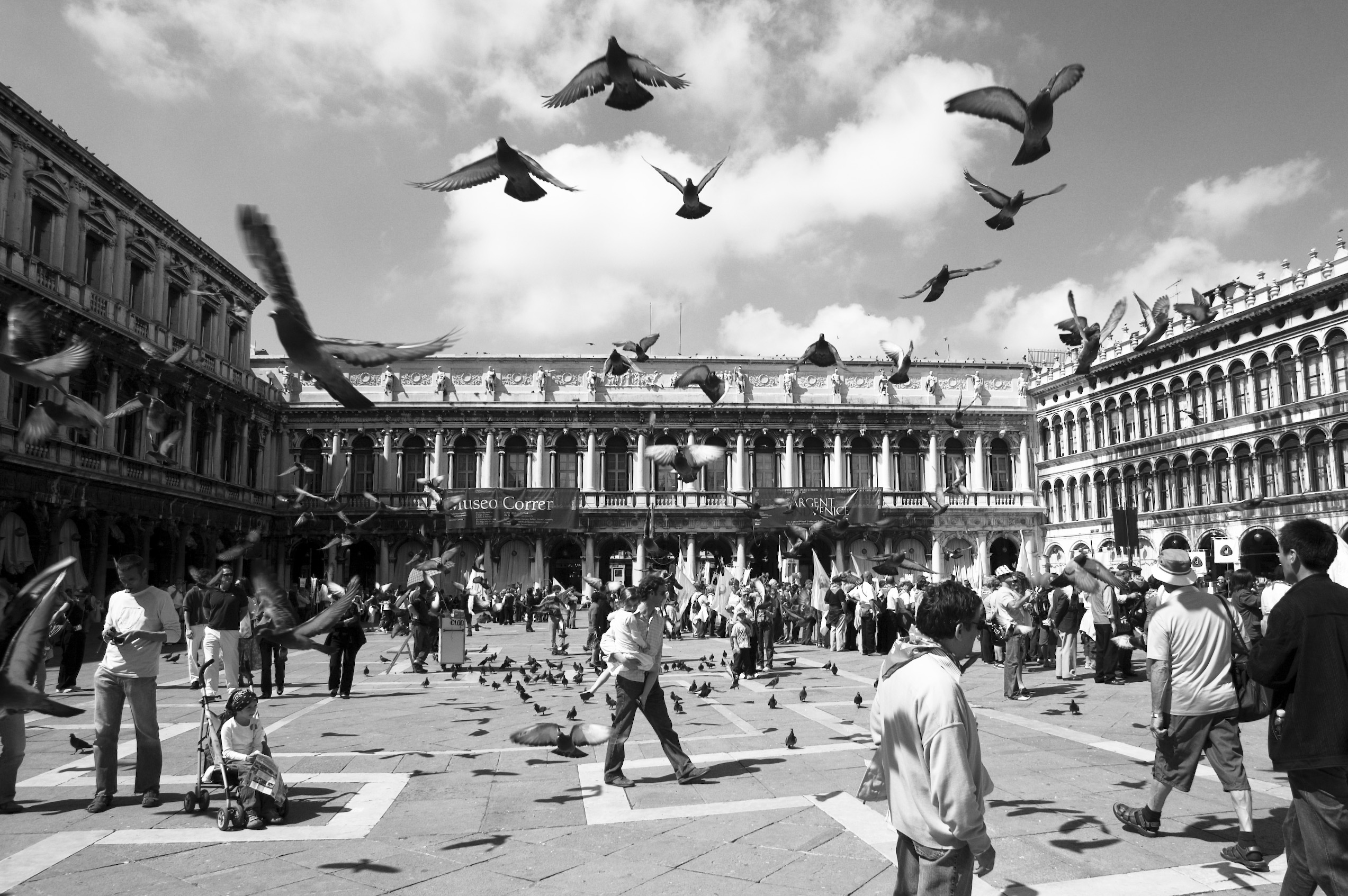
La place Saint-Marc et ses pigeons
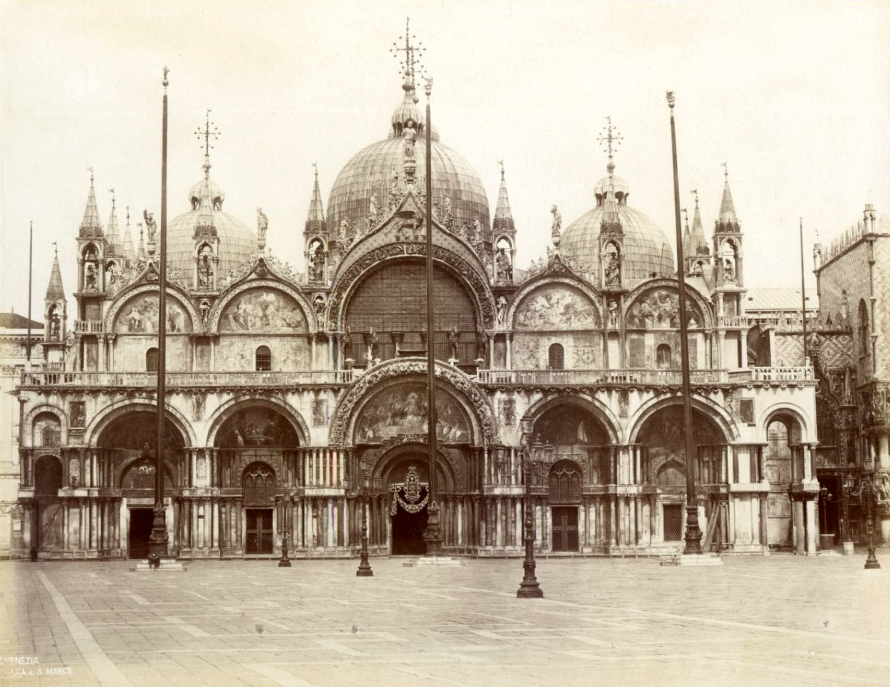
Place Saint-Marc Photo de Carlo Naya
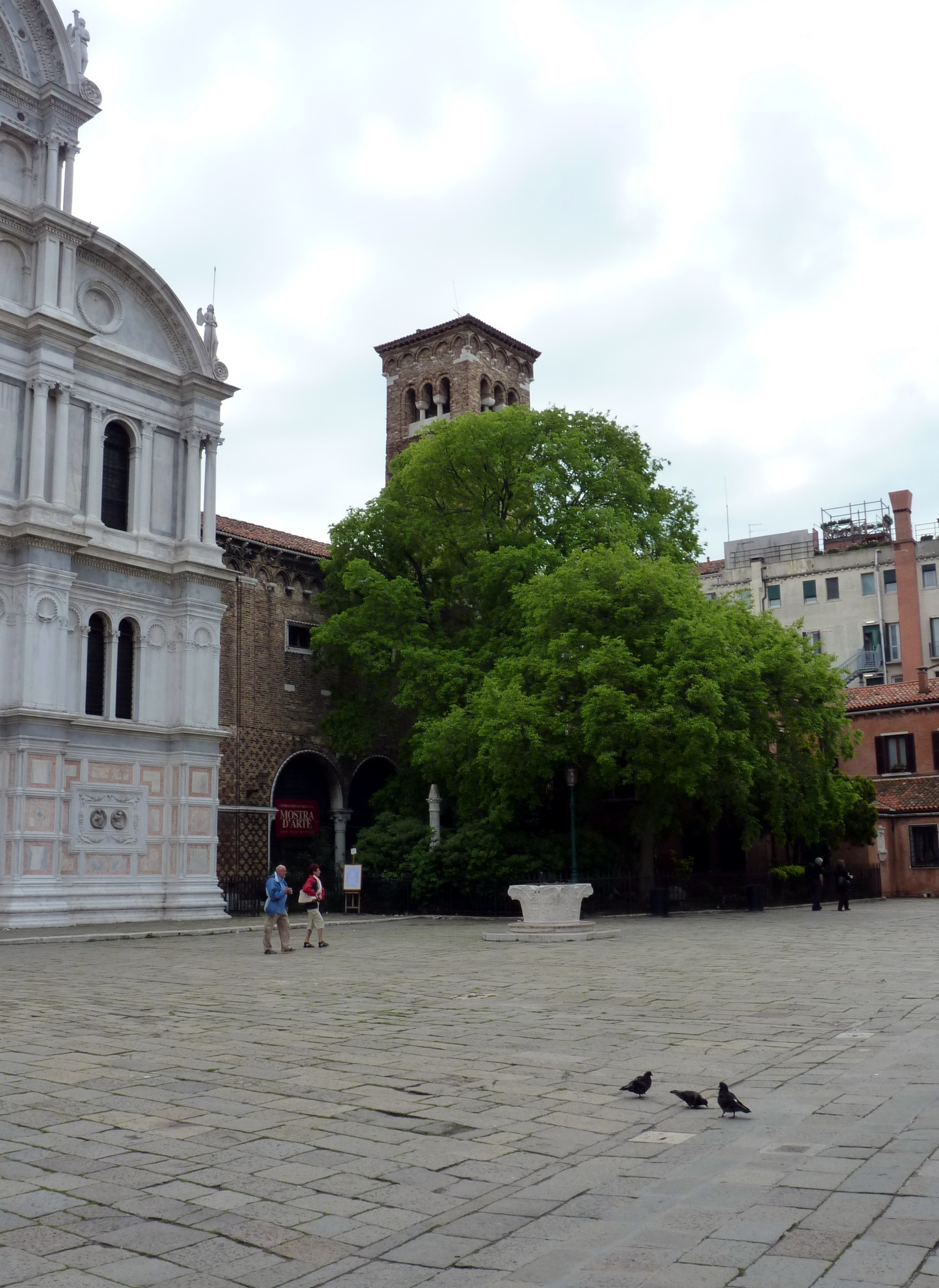
Campo San Zaccaria

### Ponts
- Le Pont de l'Académie
- Le Ponte Chiodo sur le Rio San Felice qui à la particularité de n'avoir aucune rambarde
- Le Pont de la Constitution
- Le Pont des Déchaussés (degli Scalzi)
- Le Ponte de Gheto Novo : certains ponts sont en fonte
- Le Pont de la Liberté (Ponte della Libertà)
- Le Ponte Maria Callas : fait rarissime d'un pont vénitien renommé au profit d'une personnalité
- Le Pont du Rialto
- Le Pont des Soupirs
- Le Ponte dei Tre Archi dans le quartier de Cannaregio : le seul, comme son nom l'indique à avoir trois arches

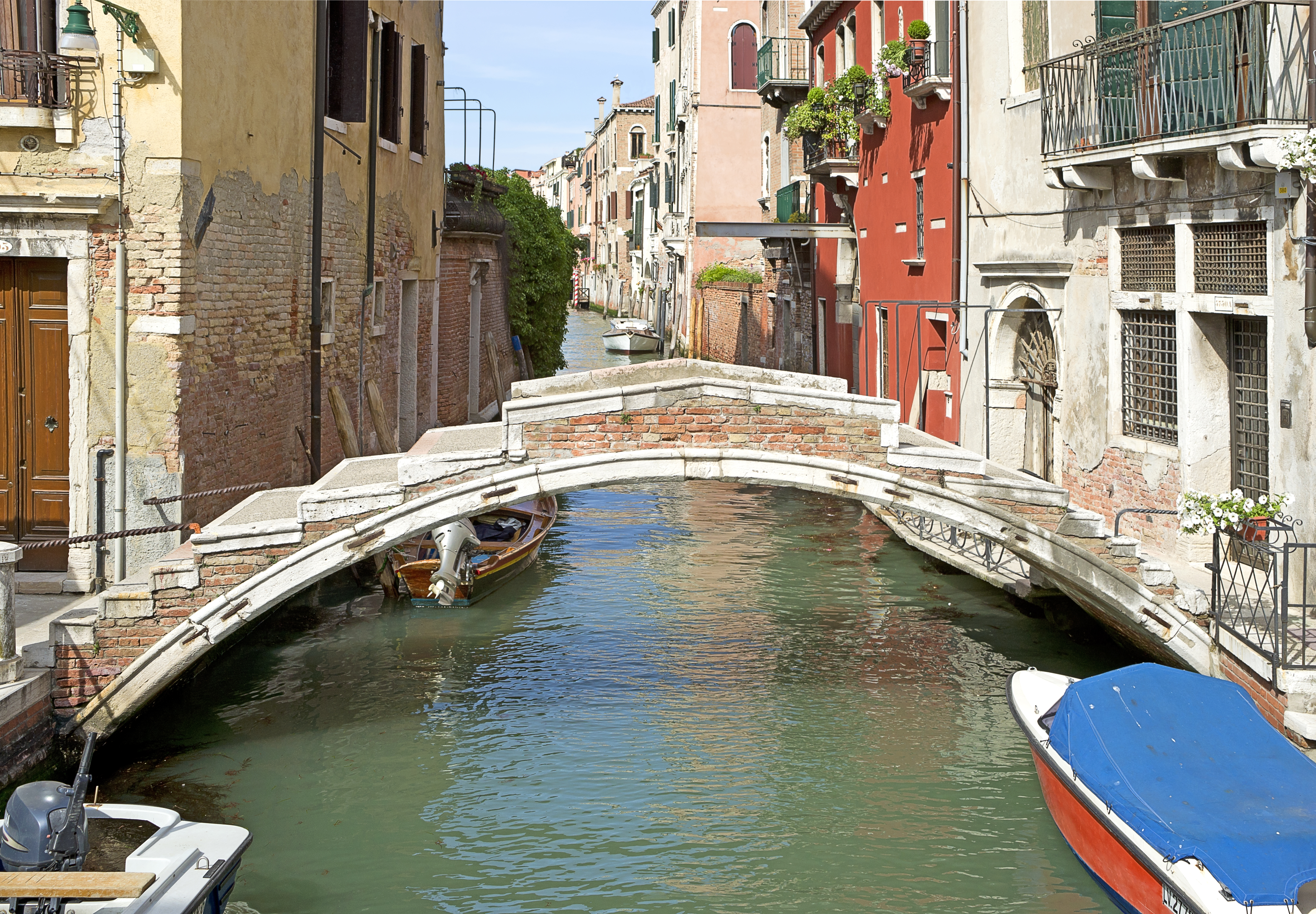
Ponte Chiodo : sans rambarde
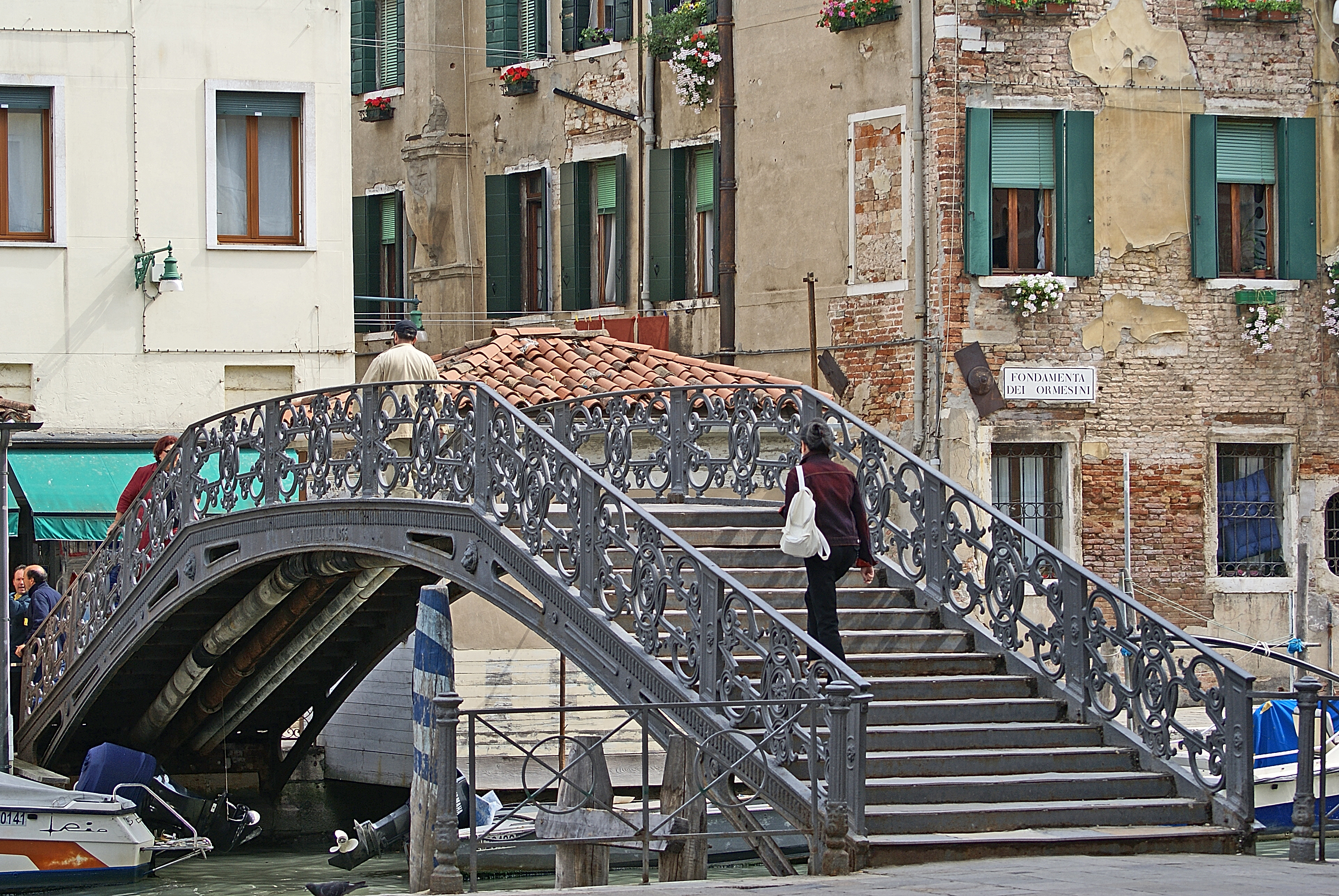
Ponte de Gheto Novo en fonte
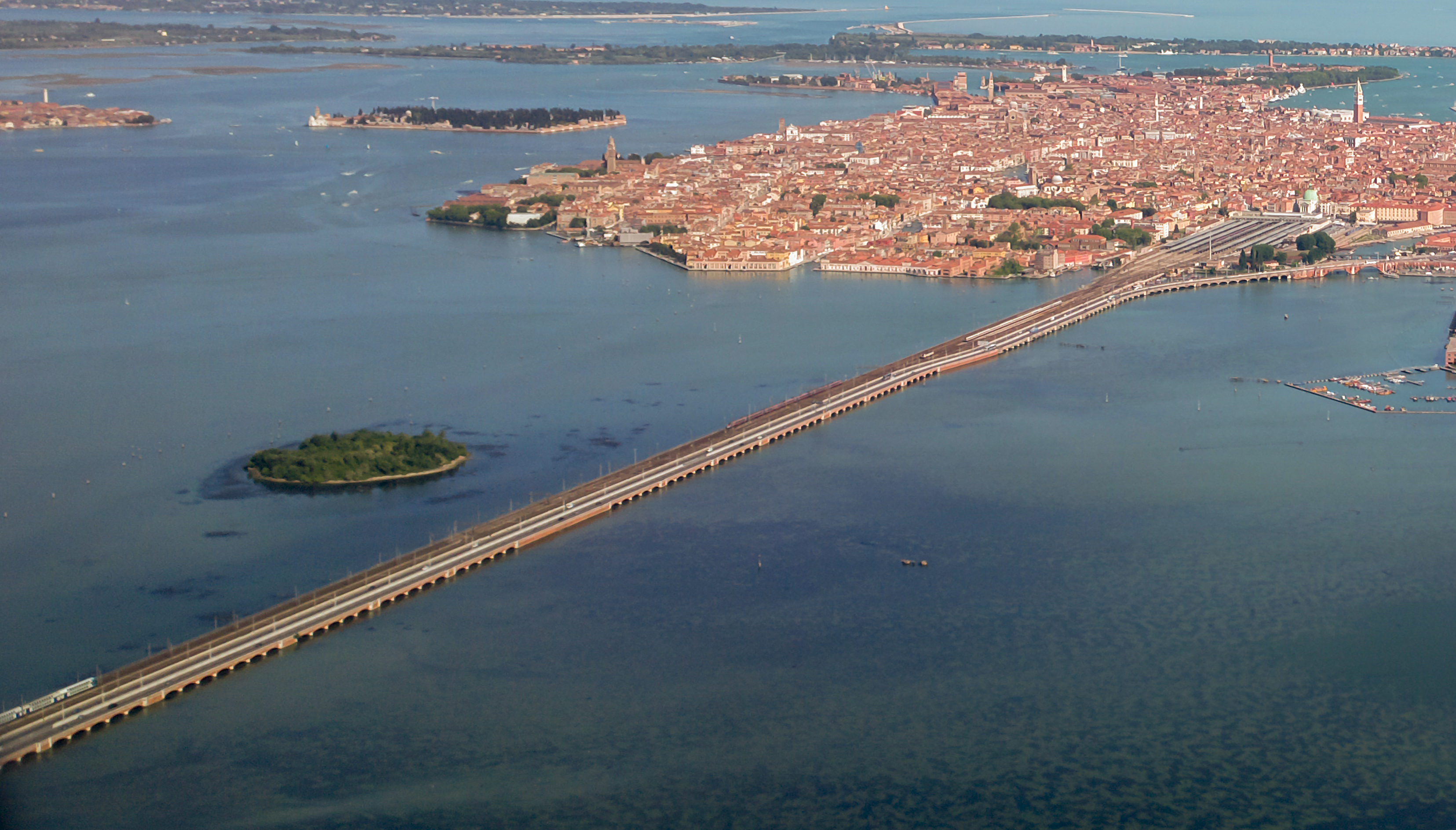
Pont de la Liberté (Ponte della Libertà).
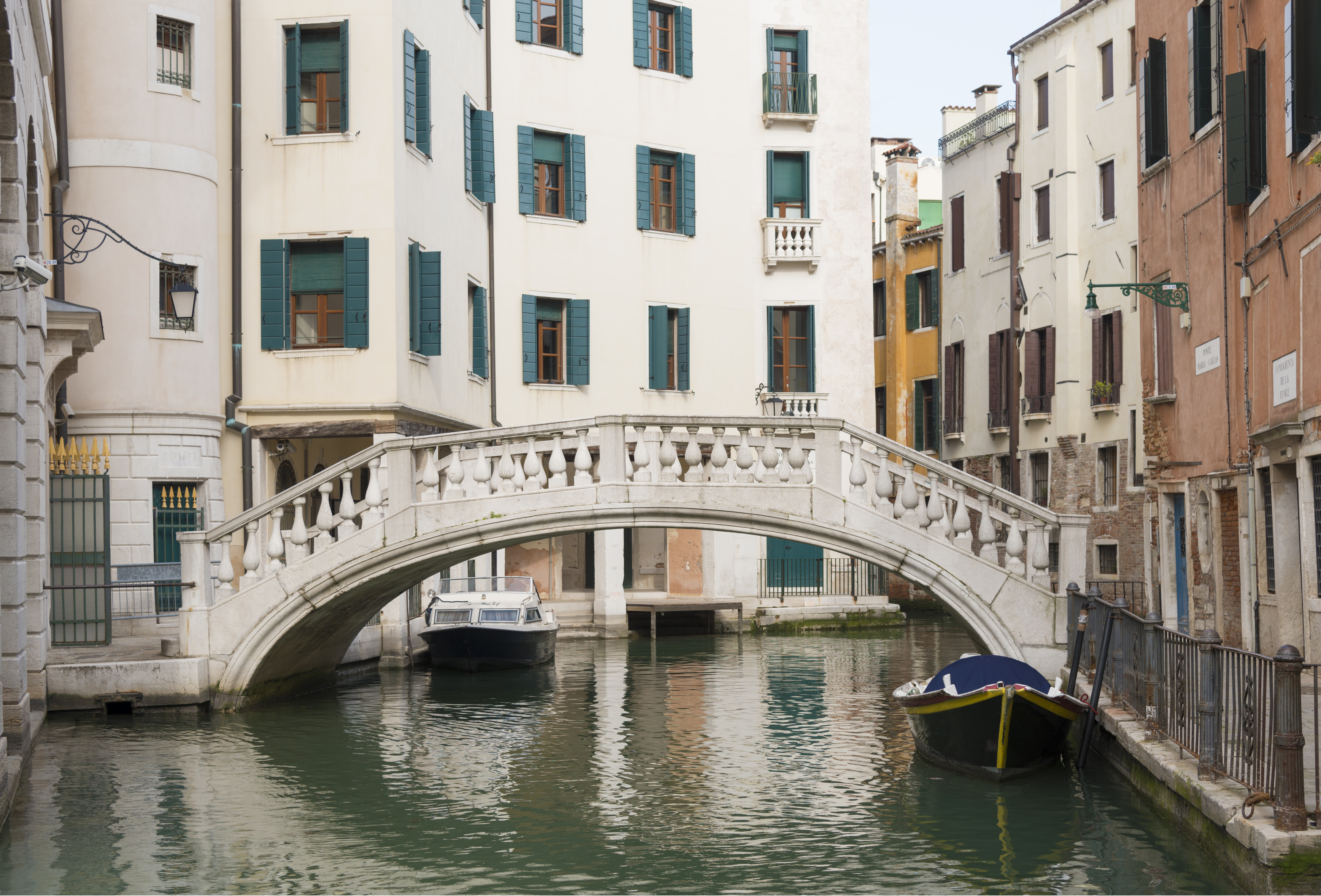
Ponte Maria Callas à la Fenice
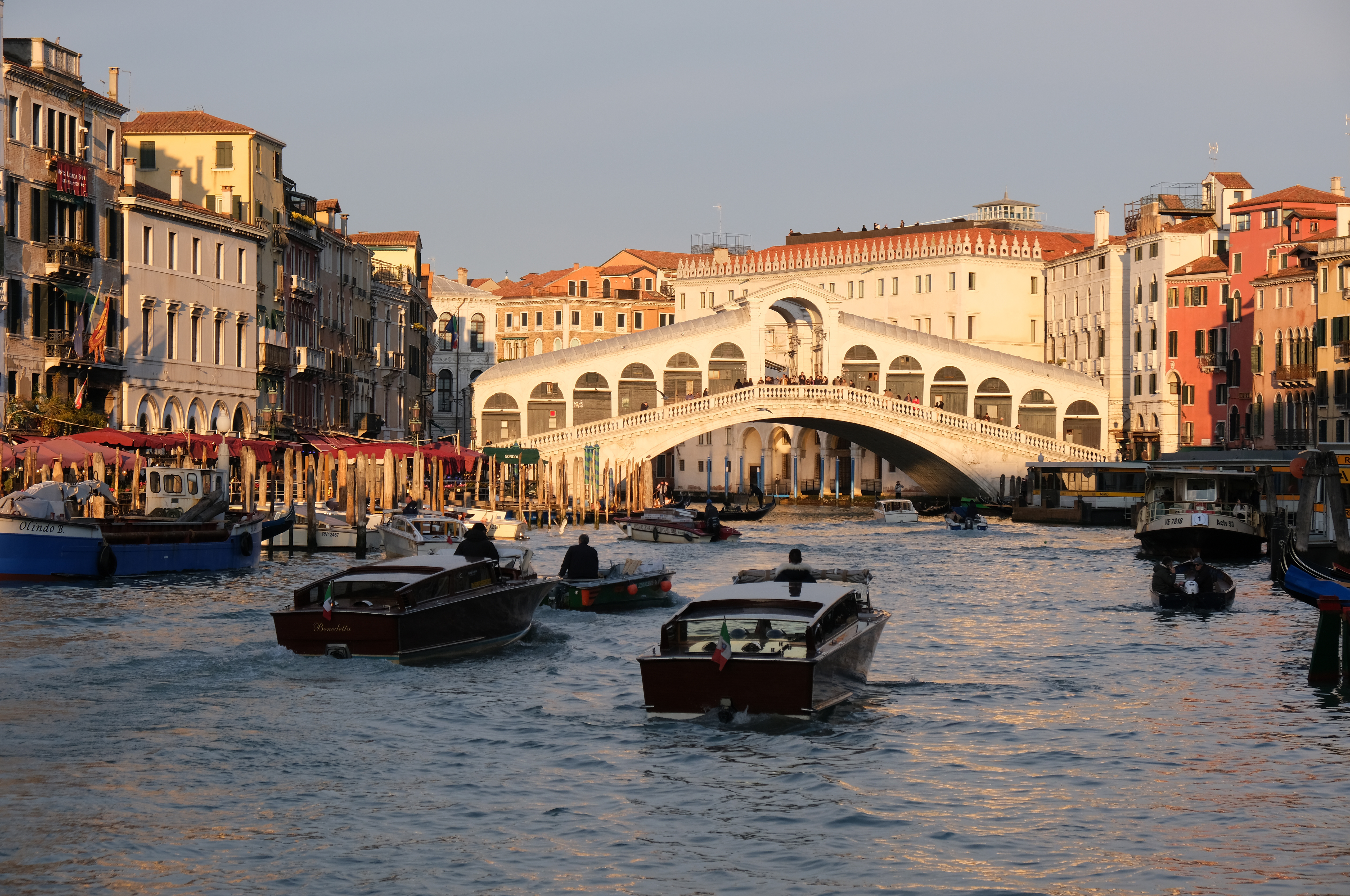
Le Pont du Rialto
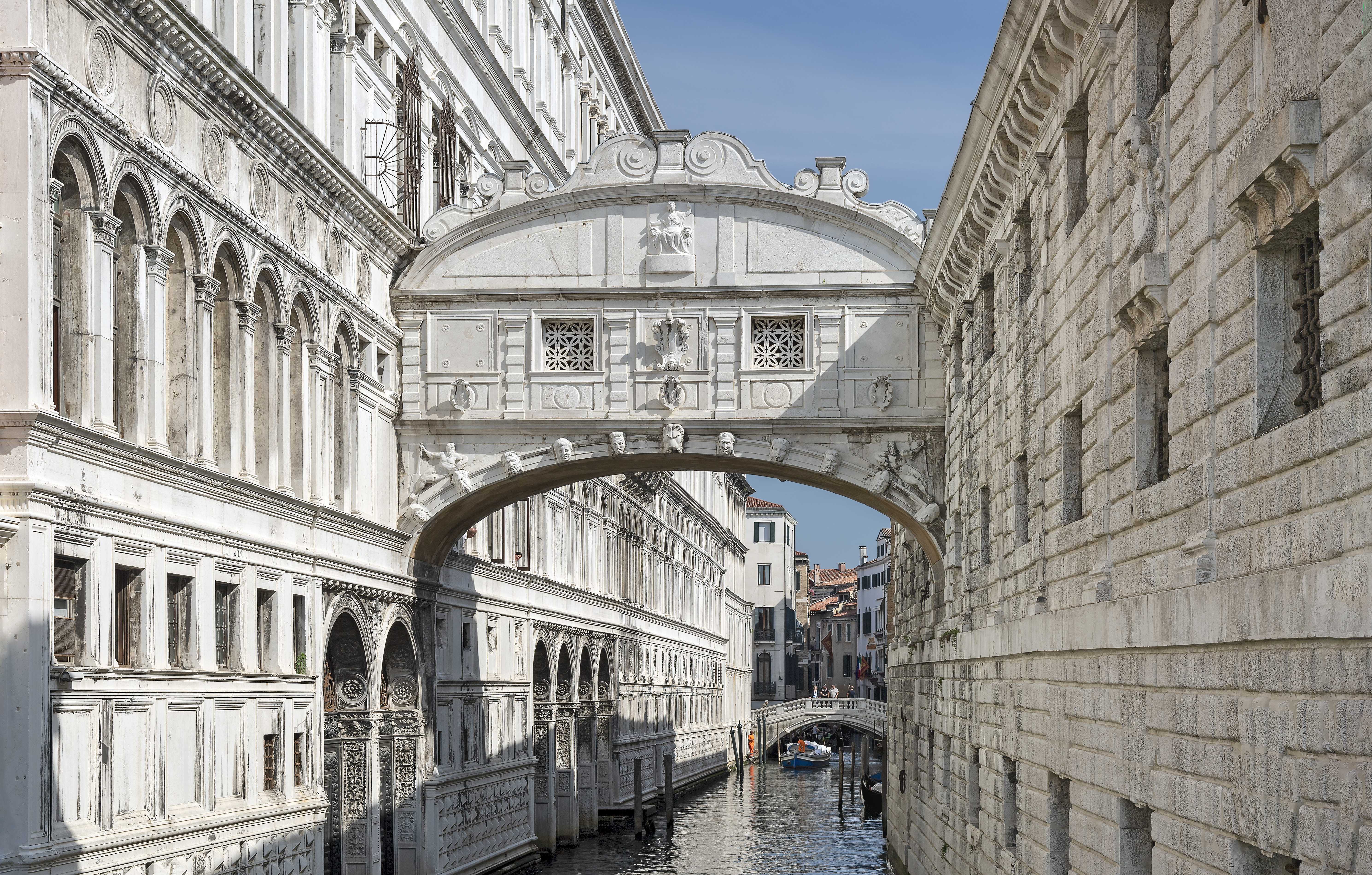
Le Pont des Soupirs
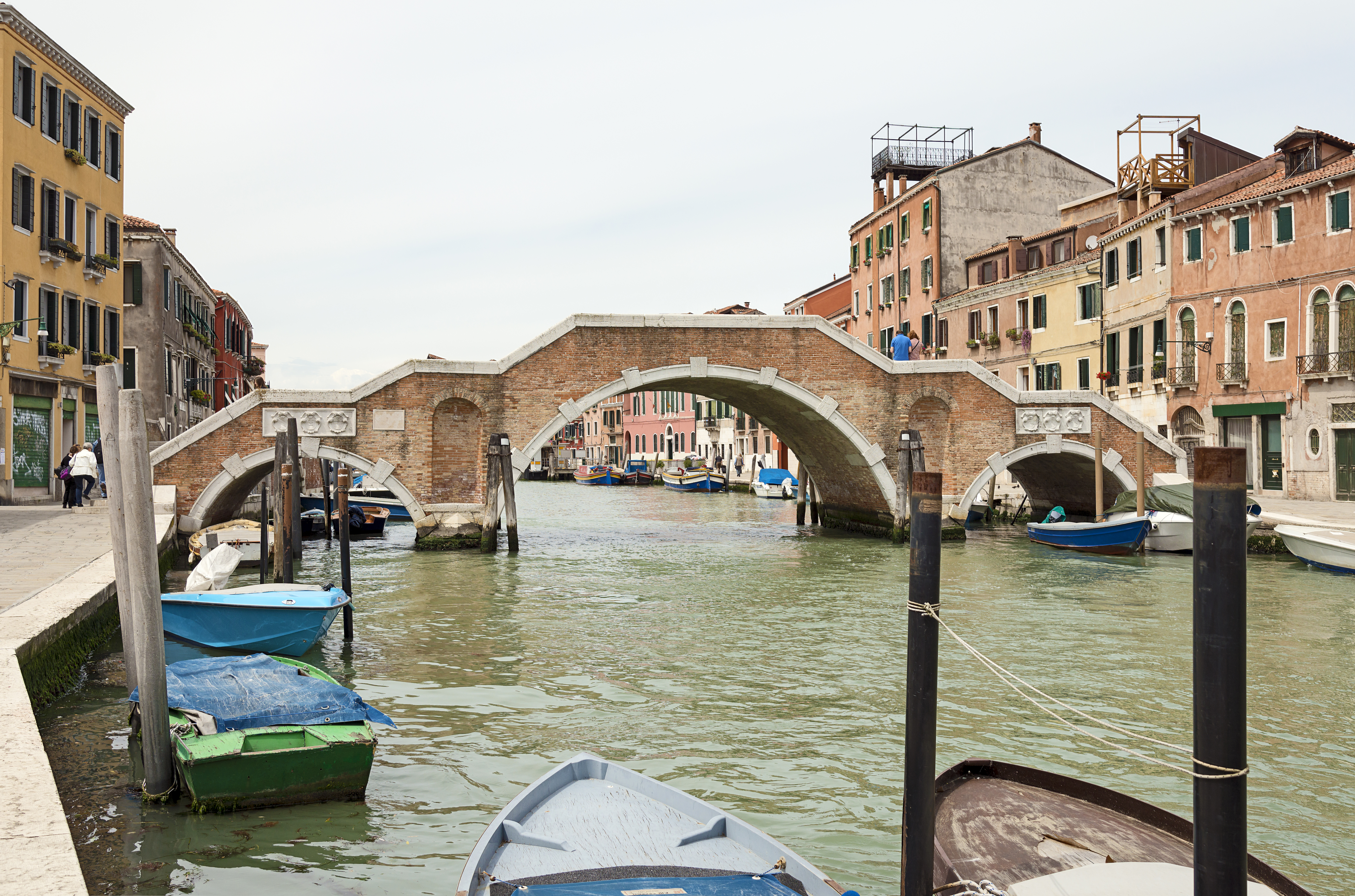
Ponte dei Tre Archi à Cannaregio

### Jardins
- Giardini Groggia
- Giardini Napoleonici e Biennale
- Giardini Papadopoli
- Giardini Reali
- Giardini Savorgnan
- Pineta di S. Elena

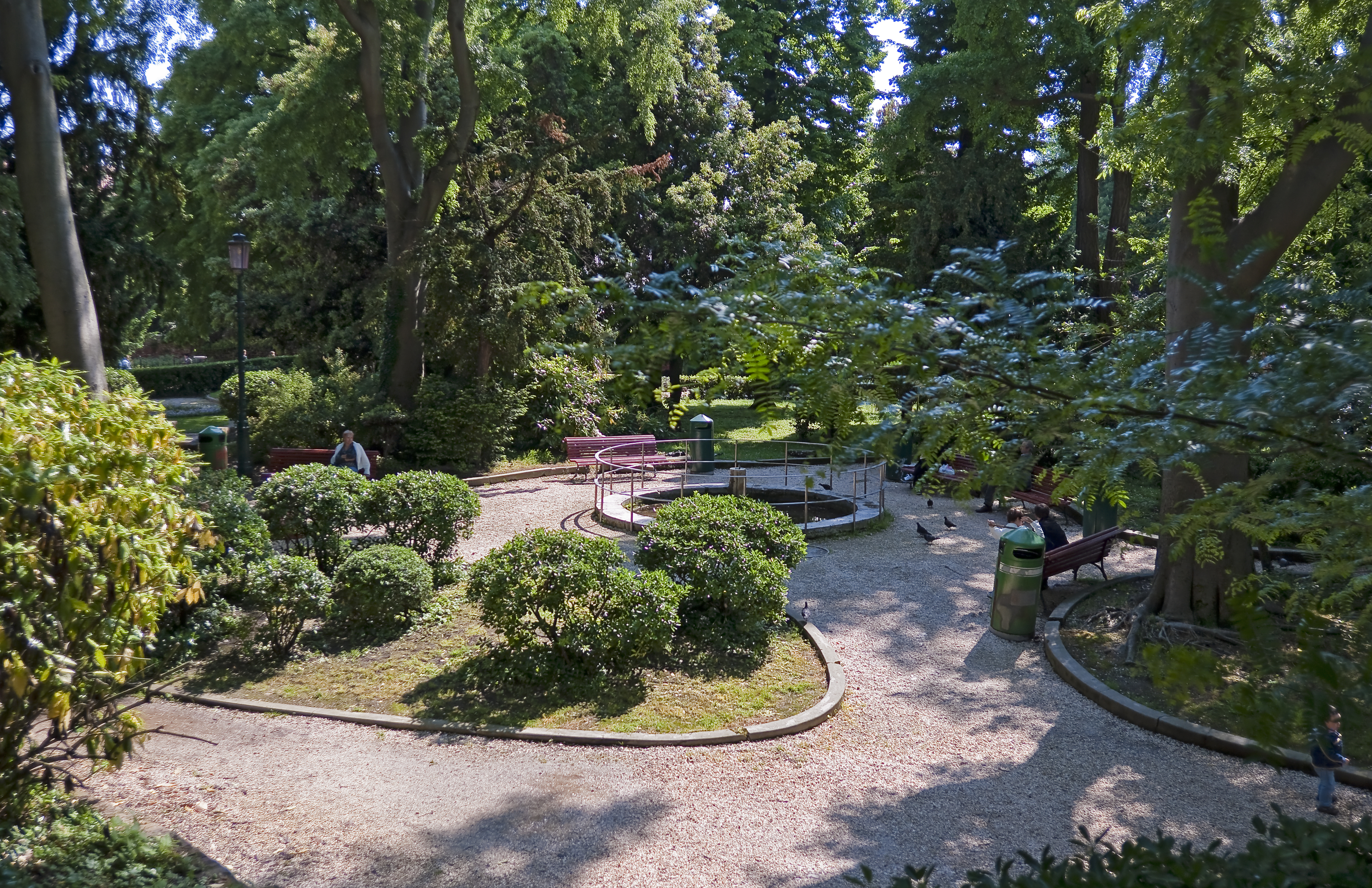
Les jardins Papadopoli dans le quartier de Santa Croce.
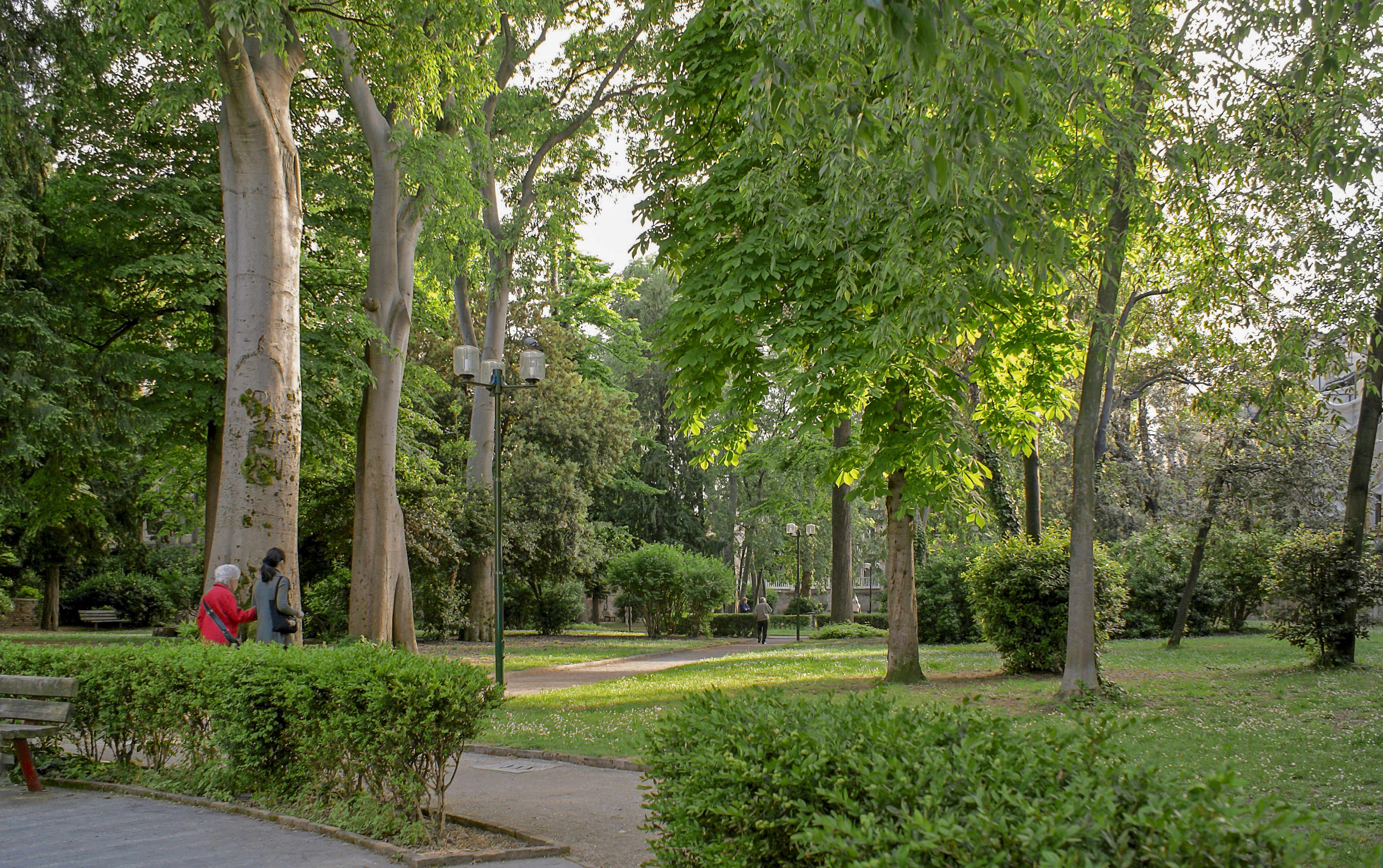
Jardin Savorgnan dans le quartier de Cannaregio.

### Cafés-restaurants

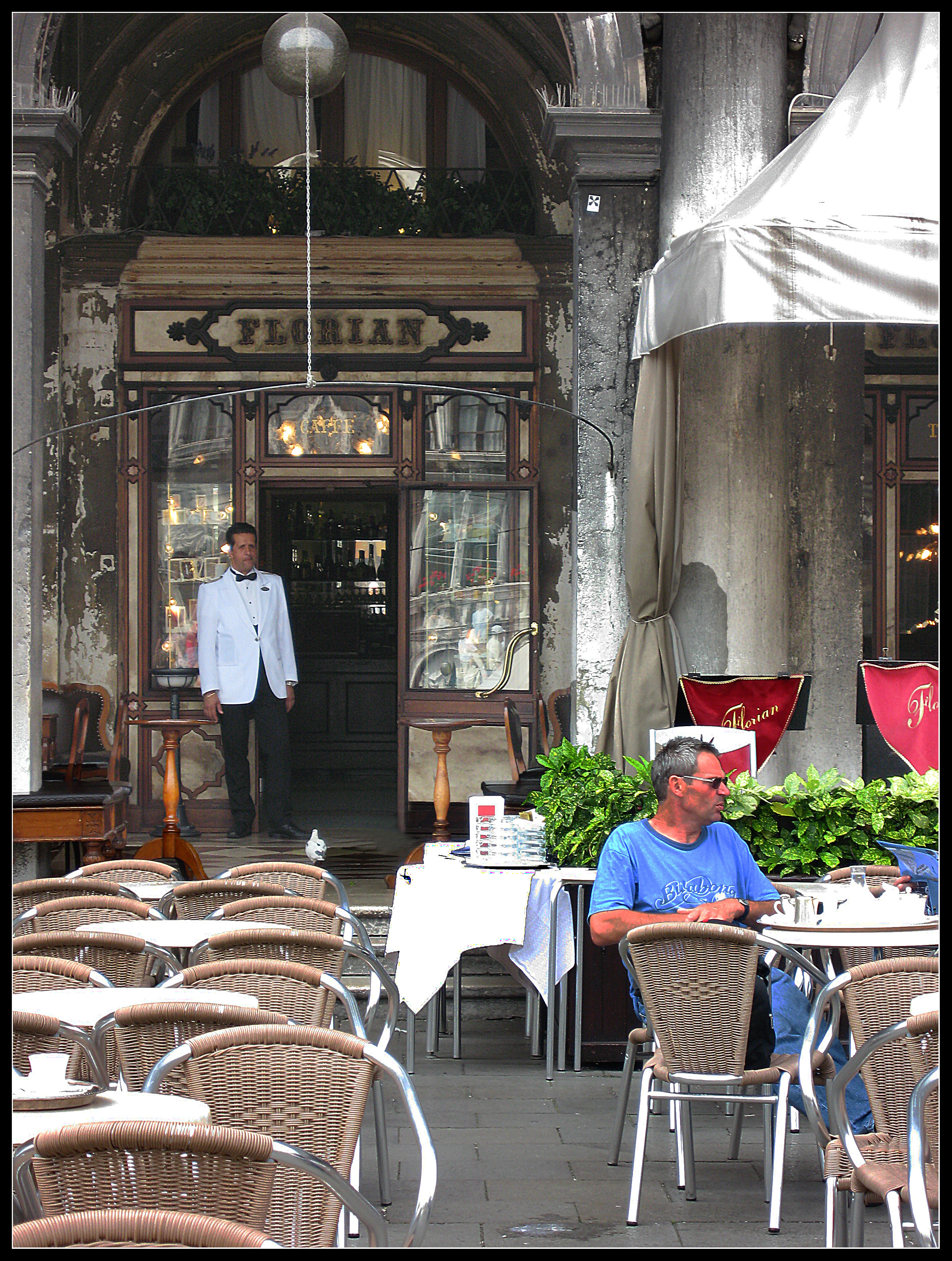
Entrée du Caffè Florian, place Saint-Marc.

#### LesBotteghe del caffè
La première bottega del caffè ouvre sous les Procuraties en 1683. Rapidement, les cafés se multiplient. Beaucoup tiennent de la taverne : bas plafond et dépourvus de fenêtres, ils sont souvent mal éclairés et sommairement meublés. Un siècle plus tard, on en comptera vingt-quatre sur la seule place Saint-Marc.
Ces lieux publics ont acquis une telle importance au XVIIIe siècle que Carlo Goldoni fait dire à un cafetier dans la Bottega del caffè : « J'exerce […] un métier qui est nécessaire à la gloire de notre ville, à la santé des hommes et à l'honnête divertissement de ceux qui ont besoin de respirer un peu. » De fait, des gens de tout âge et de toute catégorie sociale fréquentent ces lieux publics.
- Caffè Florian (Le Florian). En 1720 est inauguré sous les longues arcades des Procuratie Nuove un nouveau café, des plus élégants, d'abord nommé « À la Venise triomphante », et devenant du nom de son premier propriétaire, Floriano Francesconi.
Là aiment à se rendre Goldoni, les frères Gozzi, Canova, et Balzac au siècle suivant.
- Caffè Quadri. Ouvert en 1775 par Giorgio Quadri, originaire de Corfou, presque en face du Florian, il fut le premier à Venise à servir du véritable café turc. Il semble que Quadri ait agrandi et réaménagé un vieux local pour le rendre plus élégant. Pourtant, le lieu aurait joui pendant longtemps d'une assez mauvaise réputation et, fortement endetté, son propriétaire aurait eu maille à partir avec ses créditeurs. Ce n'est que vers 1830 que Quadri commença à accueillir l'élégante clientèle qui est encore la sienne aujourd'hui.
- Harry's Bar. Le bar fondé en 1931, soit vingt ans après le véritable Harry's bar situé à Paris, par Giuseppe Cipriani tire son nom, comme le raconte son fondateur[30], de celui d'un jeune étudiant américain dont personne n'a retrouvé la trace, Harry Pickering qui, arrivé à Venise dans les années 1920 avec l'une de ses tantes pour tenter de soigner un début d'alcoolisme, se vit abandonné là par celle-ci avec très peu d'argent à la suite d'un litige.

### Divers
- Le Grand Canal (Pont du Rialto, Pont de l'Académie, Pont des Déchaussés)
- Le Campanile de Saint-Marc
- La Dogana di Mare, située à côté de l'église de La Salute, fut longtemps le point de dédouanement des marchandises.

- La Tour de l'Horloge[31]
- Le théâtre de La Fenice
- Le Ghetto de Venise
- L'arsenal de Venise
- La gare de Venise-Santa-Lucia
- La Maison de Goldoni

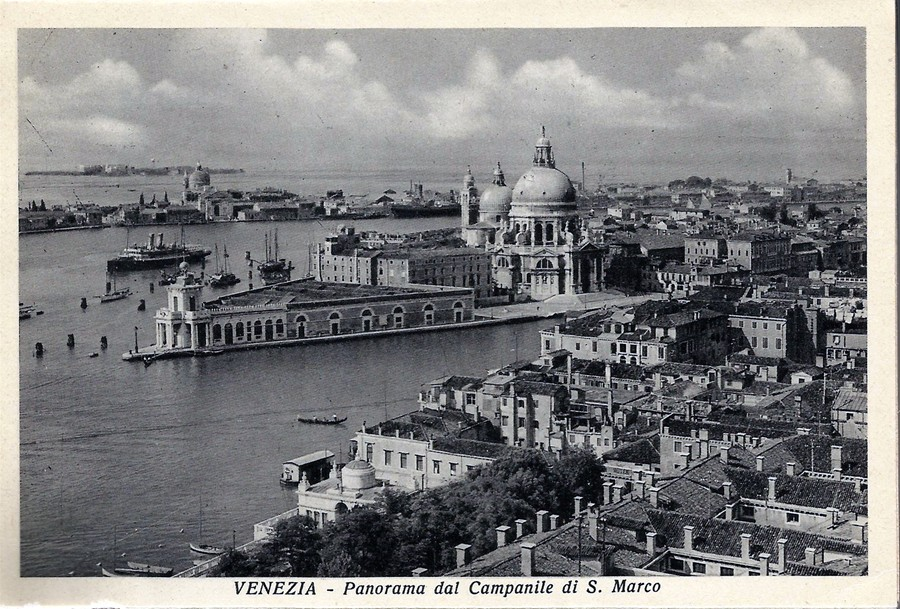
La pointe de la Douane et la Salute à Venise 1930.

- Le Quai des esclaves (Riva degli Schiavoni) qui a été dessiné par Johan Stephan Decker.
- Le Casino Venier
- Le restaurant All'Angelo qui a notamment accueilli de nombreux peintres tels Pablo Picasso, Henri Matisse, Georges Braque, Zoran Mušič, Arman et Léon Gischia ; des metteurs en scène tels Roberto Rossellini et Luchino Visconti ; des actrices, telles Ingrid Bergman et Alida Valli ou même des hommes politiques, tel Enrico Berlinguer, l'ancien Secrétaire Général du Parti communiste italien. Le restaurant possède une impressionnante collection de tableaux modernes. Une partie de la vaisselle, des verres ainsi que le dessin de l'enseigne du restaurant sont dus à Léon Gischia.

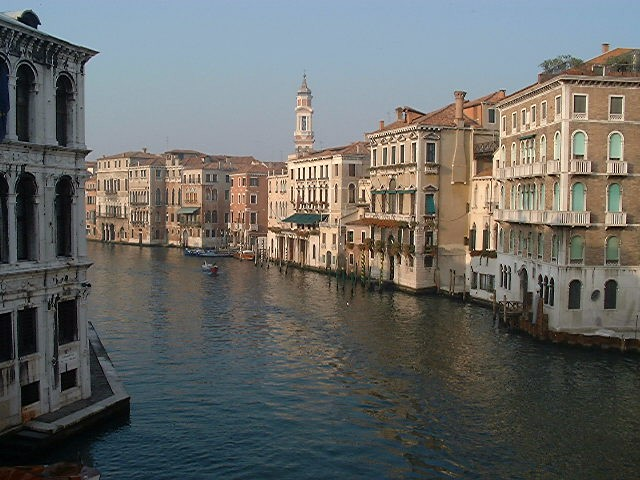
Le Grand Canal de Venise.
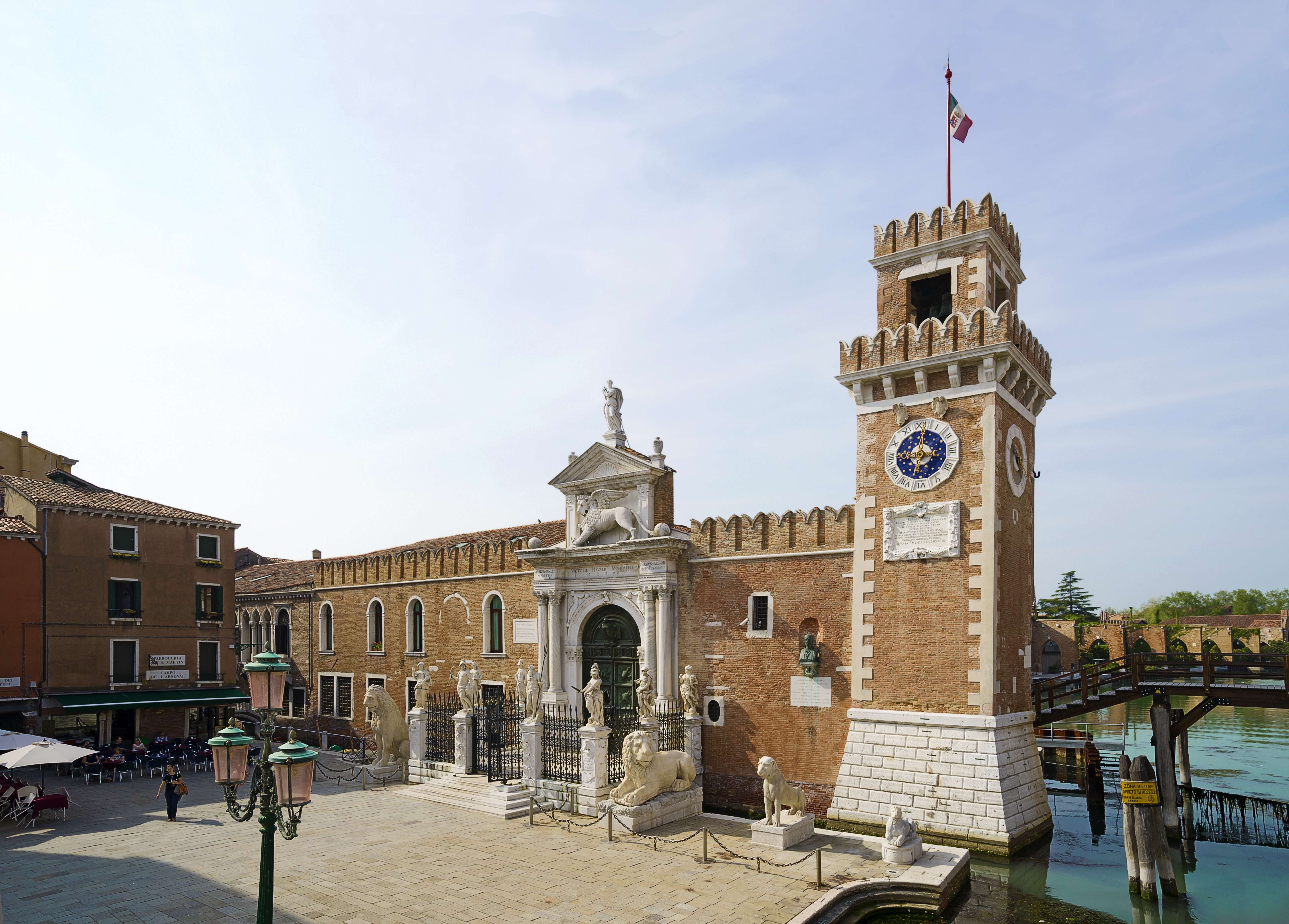
L'arsenal de Venise.
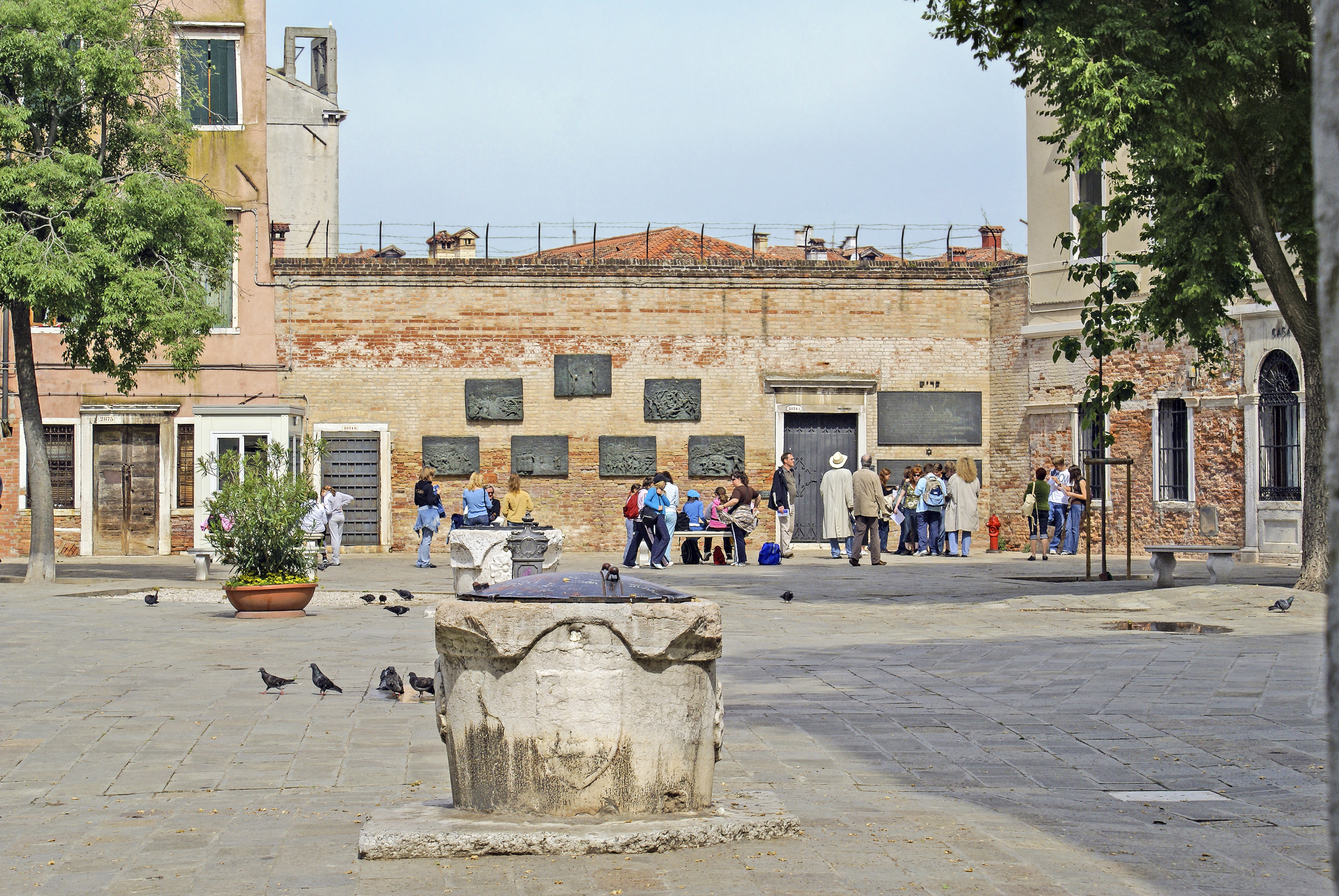
Le Ghetto de Venise.
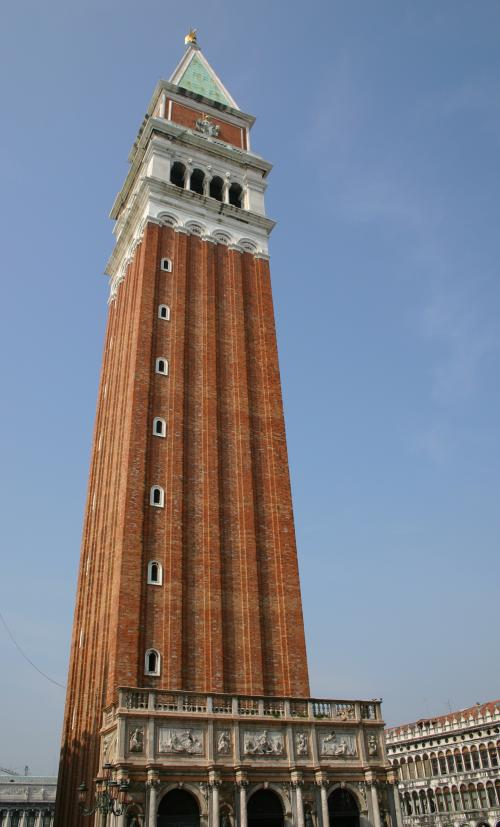
Le campanile de Saint Marc.
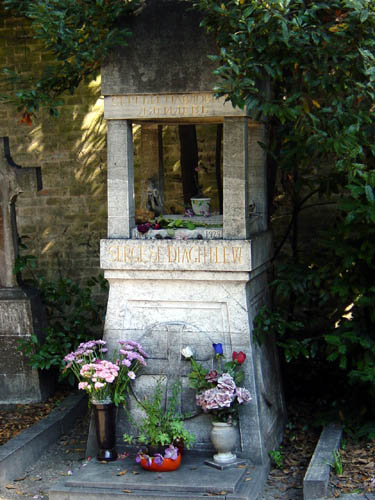
Tombe de Serge Diaghilev dans le cimetière San Michele.
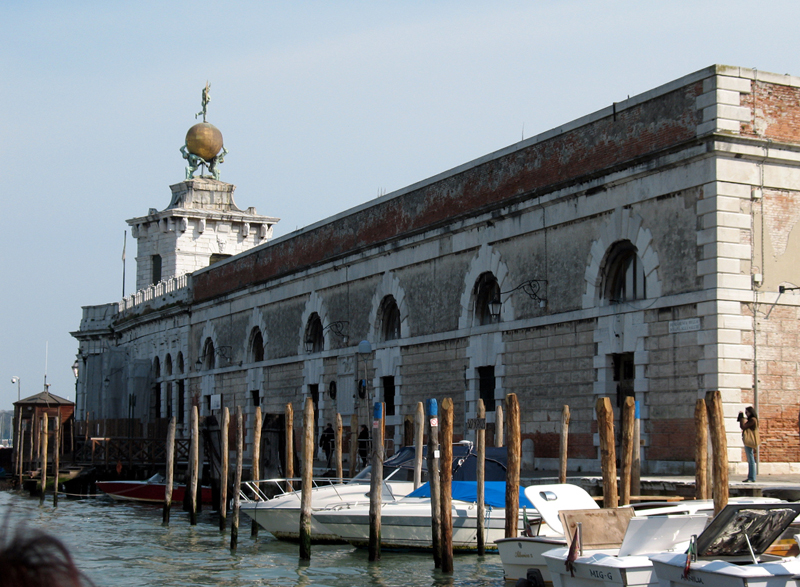
Punta della Dogana (« Pointe de la douane »).
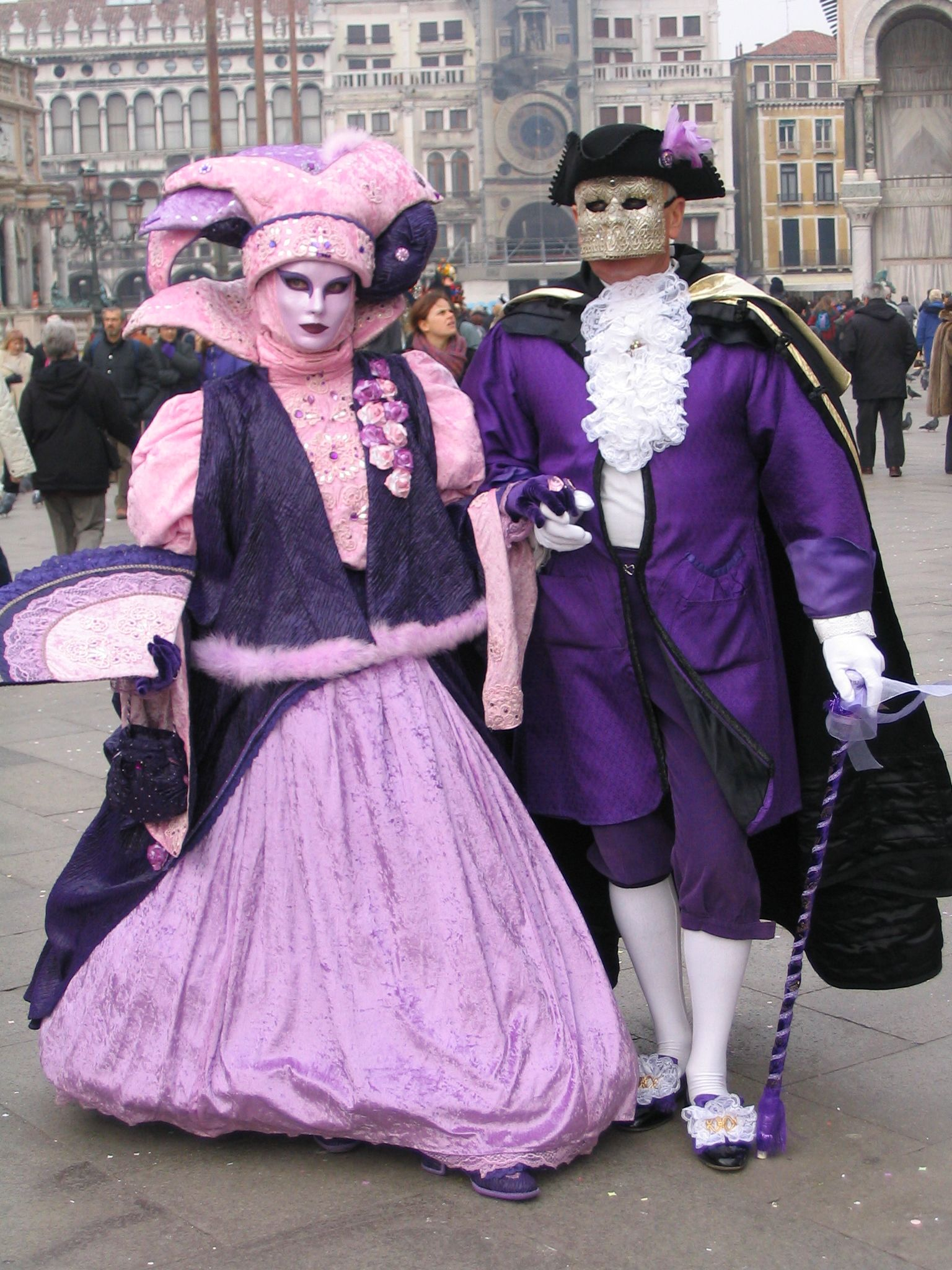
Couple pendant le carnaval de Venise. L'homme porte la bauta.
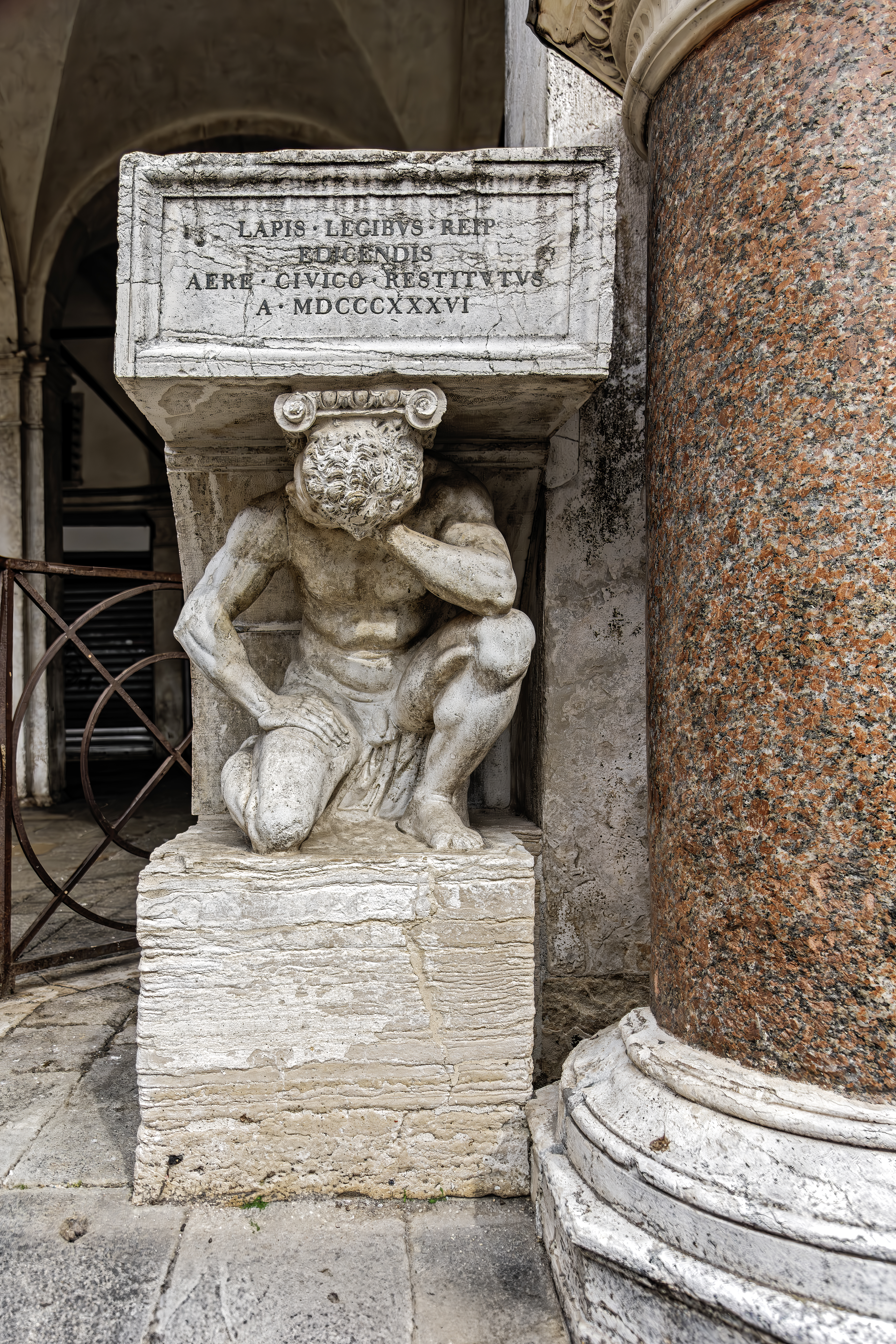
Il Gobbo di Rialto.

## Culture

### Festivals et événements
- La Biennale de Venise : festival d'art contemporain, toutes les années impaires, en automne. Pendant les années paires, a lieu la Biennale d'Architecture de Venise.
- À la même période de l'année que la Biennale se produit la Mostra, célèbre festival cinématographique annuel.
- Le carnaval de Venise : célèbre carnaval connu dans le monde entier mais beaucoup moins impressionnant qu'à l'époque de Vivaldi. Il commence dix jours avant le mercredi des Cendres et se poursuit jusqu'au mardi gras.
- La Festa di San Marco (it) : fête du saint patron de Venise (25 avril).
- La Festa del Redentore : tous les troisièmes samedi et dimanche du mois de juillet, célébration commémorant la fin de la peste de 1576.
- La Fête de la Salute : le 21 novembre, célébration commémorant la fin de la peste de 1630.
- La Sensa : cérémonie rituelle du mariage entre Venise et la mer.
- Su e zo per i ponti : course organisée dans les rues de Venise.
- Le Marathon de Venise : marathon organisé depuis 1986 le 11 octobre.
- La Vogalonga : randonnée maritime, où des bateaux de rameurs doivent faire le trajet (aller et retour) du bassin de Saint Marc à Burano (pas de classement).
- Les Regate delle Befane (régates de l'Épiphanie) : Des hommes déguisés en sorcières se livrent à une course sur le Grand Canal, en gondoles ou sur d'autres bateaux, le matin du 6 janvier[32].
- La Regata Storica[33] ou Régate Historique de Venise : compétition maritime, où différents types de gondoles sont autorisées à participer ; en préambule, un défilé de répliques d'embarcations du XVIe siècle est organisé[34]. Elles sont organisées le premier dimanche de septembre[35].

### Artistes liés à Venise

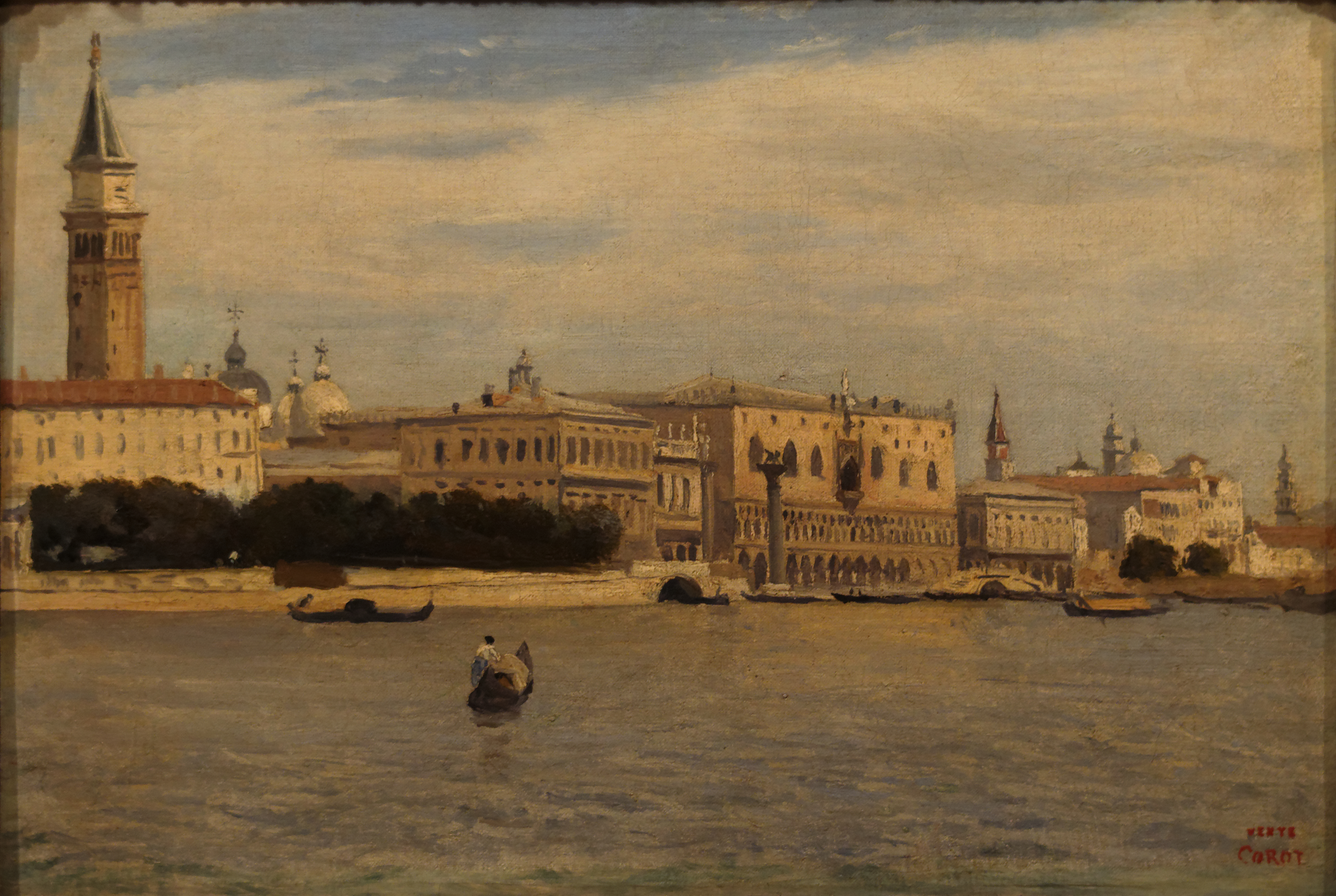
Venise depuis la Douane, Jean-Baptiste Camille Corot (1834).

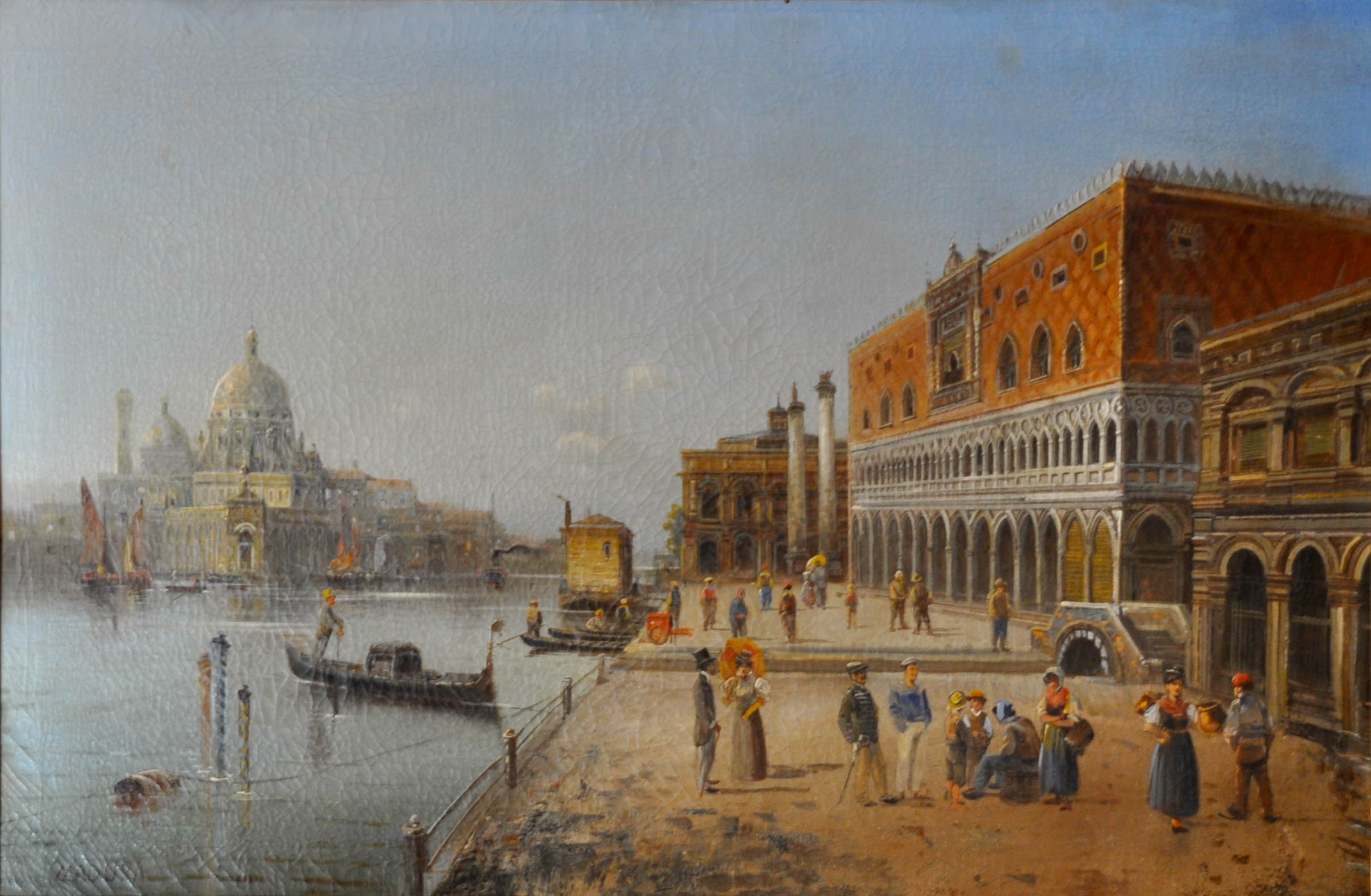
Santa Maria della Salute et le Palais des Doges, Jean Madura.

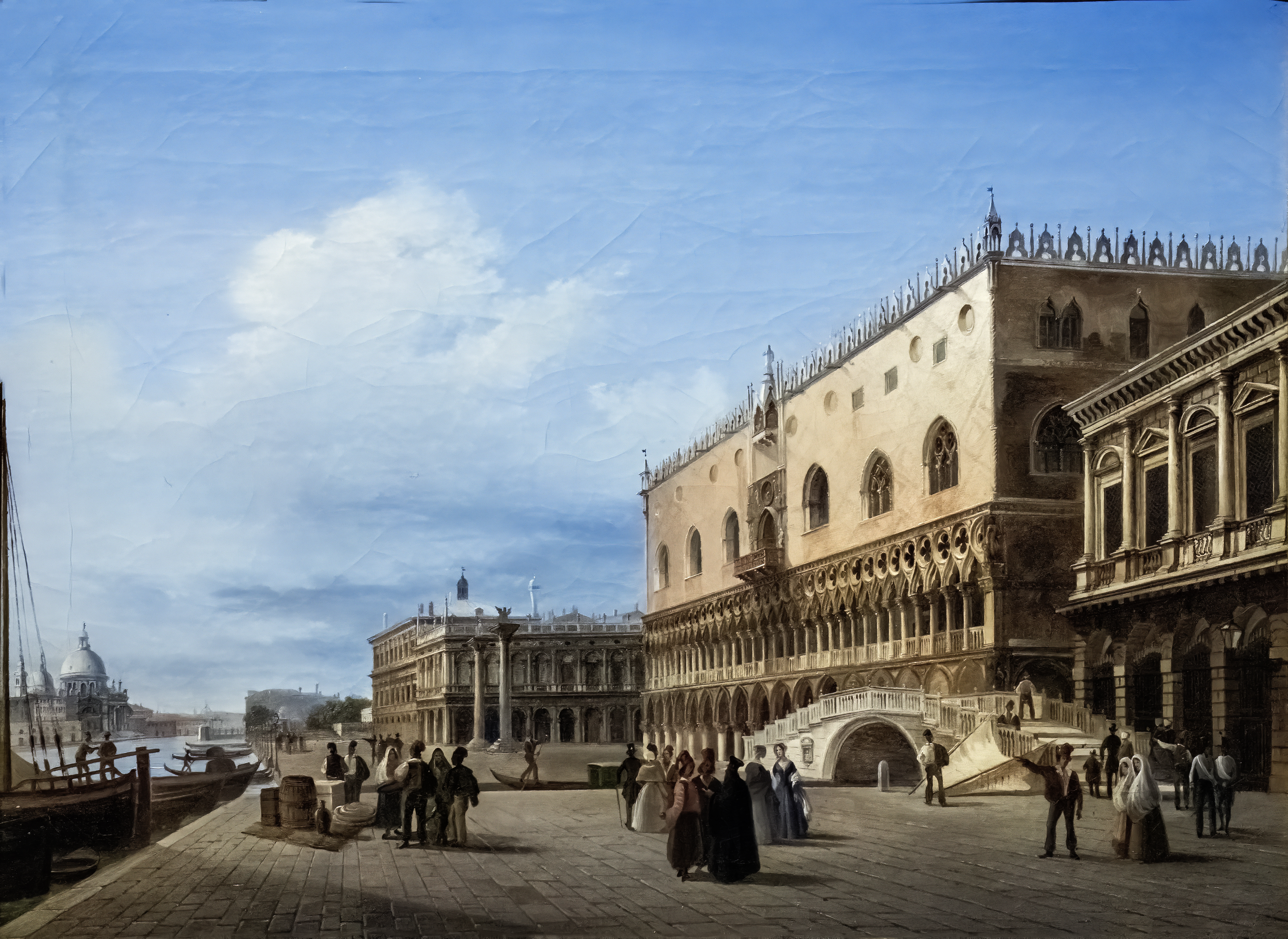
Palais des Doges face au bassin de St Marc Musée Bailo Trévise

Venise est du Moyen Âge à la chute de la République l'un des grands centres artistiques italiens, le plus actif avec Florence et Rome. Venise donne naissance à une école de peinture, particulièrement célèbre au XVIe siècle et au XVIIIe siècle.
Au début du XIXe siècle, Lord Byron ou encore Alfred de Musset et George Sand créent la légende de Venise, ville romantique et décadente, restée hors du temps.
John Ruskin contribue à l'étude de son architecture dans son ouvrage The Stones of Venice (en).
Venise est alors la ville des esthètes britanniques et, avec Fiesole, leur deuxième lieu de fréquentation. Joseph Mallord William Turner et Bonnington immortalisent la ville avec leurs vues romantiques.
À la fin du XIXe siècle, Maurice Barrès, Marcel Proust contribuent à son essor. Le premier la fait découvrir au second. Celui-ci, en s'y rendant pour la première fois, effectua le voyage accompagné de sa mère, à laquelle il était profondément attaché. Ils logèrent à l'Hôtel Danieli, où séjournèrent autrefois Alfred de Musset et George Sand. Ayant effectué d'autres voyages vénitiens depuis, l'auteur en a profité pour s'en servir de décors pour certains de ses romans, tels qu'Albertine disparue, sixième tome d'À la recherche du temps perdu.
- Le peintre Giorgio De Chirico s'est inspiré des lieux désolés de la Giudecca pour certains tableaux.
- William Turner, le peintre britannique précurseur de l'impressionnisme (XVIIIe-XIXe siècle) a réalisé de nombreuses représentations de cette ville éternelle (Venise du porche de la Madonna Della Salute en 1835).
- Les écrivains français Henri de Regnier, auteur d'Altanes, Paul Morand, auteur de Venises. Le premier, se rendant régulièrement dans la ville, la connaissait profondément. À force, il fréquentait les recoins les moins connus et servait de guide. Et il s'intéressait aux artistes qui y vivaient, surtout Casanova et Vivaldi.
- Gabriele D'Annunzio, écrivain italien, vécu beaucoup à Venise, où il créa plusieurs de ses œuvres, telle que Le Feu, paru en 1900.
- L'artiste, critique et éditeur américain Ezra Pound, apologiste du fascisme, a favorisé les carrières de plusieurs artistes de son époque. Il est mort à Venise.
- Le peintre Henri Farge y effectua en 1912 un séjour qui fut suivi (décembre 1912) d'une exposition sur le thème de Venise à la galerie Eugène Druet.
- Le couturier Mariano Fortuny, connu au XIXe siècle pour ses drapés de soie a toujours son palais à Venise.
- Le peintre français impressionniste Claude Monet (XIXe-XXe siècle) y séjourna avant de s'installer définitivement à Giverny.
- L'Américain James Whistler.
- Les peintres Félix Ziem et l'Américain John Singer Sargent ont aussi beaucoup peint la ville.
- Le peintre Zoran Mušič a vécu à Venise de 1947 jusqu'à sa mort en 2005. Sa veuve, Ida Barbarigo-Mušič, peintre elle-même y habite toujours[Quand ?].
- Le peintre Roger Lersy a peint une suite de toiles et d'aquarelles sur Venise qui ont été exposées sous le thème Impressions de Venise à Chicago en 1963[36].
- Les peintres Henry de Waroquier, Raymonde Heudebert, Yvette Alde, Roland Oudot, Bertrand Mogniat-Duclos, Louis Lamarque, Jean Even, Marie-Françoise de L'Espinay, Emmanuel Bellini, Paul Girol, Robert Bouquillon, Jean-Pierre Capron, Maurice Verdier, Michel-Henry, Pierre Jutand, Michèle Battut, Michel Four, Bernadette Sers, Jan Vakowskaï, Marcel Peltier sont venus à Venise et en ont fait un thème majeur dans leur œuvre.
- Ernest Hemingway, qui y séjourna fréquemment, y situe l'action de son roman Au-delà du fleuve et sous les arbres.
- Le peintre et décorateur (auprès de Jean Vilar et du TNP) Leon Gischia a vécu à Venise, près de l'Accademia de 1962 jusqu'à sa mort en 1991.
- Le peintre Georges Feher a effectué plusieurs séjours à Venise qui a constitué le thème de l'une de ses expositions (1993).
- Le peintre Jean-Pierre Vielfaure a effectué plusieurs séjours à Venise et a brossé une suite de toiles sur le thème Le testament vénitien (2003).

### Artistes et artisans de Venise

#### Imprimeurs, typographes, éditeurs
- Jean et Wendelin de Spire[37]
- Nicolas Jenson
- Erhard Ratdolt
- Alde Manucce
- Giunta (imprimeurs)
- Ottaviano Petrucci

#### Principaux peintres vénitiens

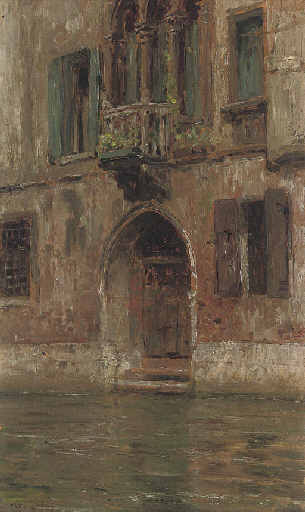
Bernardo Hay, La maison de Lord Byron à Venise, Palazzo Mocenigo, sur le Grand Canal.

##### Primitifs vénitiens
- 1290-1358/1362 : Paolo Veneziano

##### Renaissance
- 1429-1507 : Gentile Bellini
- 1430-1516 : Giovanni Bellini
- Vers 1430 - vers 1494 : Carlo Crivelli
- 1431-1506 : Andrea Mantegna
- 1455-1526 : Vittore Carpaccio

##### Renaissance duXVIesiècle
- 1477-1510 : Giorgio da Castelfranco, dit Giorgione
- 1480-1528 : Jacopo d'Antonio Negretti, dit Palma le Vieux
- 1488-1576 : Tiziano Vecellio, dit Le Titien
- 1480-1556 : Lorenzo Lotto
- 1485-1547 : Sebastiano del Piombo

##### Fin duXVIesiècle
- 1518-1594 : Jacopo Robusti, dit le Tintoret
- 1530-1588 : Paolo Caliari, dit Paul Véronèse

##### De l'âge baroque au Settecento
- 1676-1758 : Rosalba Carriera
- 1687-1767 : Giambattista Pittoni
- 1696-1770 : Giambattista Tiepolo
- 1697-1768 : Antonio Canale, dit Canaletto
- 1702-1785 : Pietro Longhi
- 1712-1793 : Francesco Guardi
- 1727-1804 : Giandomenico Tiepolo
- 1757-1822 : Antonio Canova

#### Principaux musiciens vénitiens
- Johannes de Quadris (Sulmona, 1410 - 1457), premier Maître de chapelle de la Basilique Saint-Marc, à la tête de la Cappella Marciana.
- Pietro de Fossis (vers le milieu du XVe siècle - Venise, 1527), compositeur flamand, successeur du précédent.
- Adrian Willaert (Rumbeke, 1490 - Venise, 1562), compositeur flamand, successeur du précédent.
- Giovanni Gabrieli - Venise 1557 - Venise 12 août 1643
- Claudio Monteverdi - Crémone 1567 - Venise 1643
- Antonio Lotti - Venise ou Hanovre vers 1665 - Venise 5 janvier 1740
- Antonio Caldara - Venise 1670 - Vienne 28 décembre 1736
- Tomaso Albinoni - Venise 8 juin 1671 - Venise 17 janvier 1751
- Antonio Vivaldi - Venise 4 mars 1678 - Vienne 28 juillet 1741
- Baldassare Galuppi - Burano près de Venise 8 octobre 1706 - Venise 3 janvier 1785
- Ermanno Wolf-Ferrari - Venise 12 janvier 1876 - Venise 21 janvier 1948
- Giuseppe Sinopoli - Venise 2 novembre 1946 - Berlin 20 avril 2001

#### Plasticiens, artisans d'Art, Divers
- Les Chats bottés de Janie Langlois[38]
- Les masques de Guerrino Lovato[39]
- Les maquettes de barques de Gilberto Penzo[40]
- L'atelier de construction de gondoles (squero) Tramontin
- Les gravures d'Antonella di Giacobbe[41]
- Les marionnettes de Roberto Comin[42]
- Les peintures de Bobbo Ferruzzi[43]
- Pantalone, personnage vénitien de la Commedia dell'arte.
- Aldo Manuzio, dit Alde l'Ancien, imprimeur-libraire pionnier dans la diffusion de la culture humaniste en Italie, particulièrement de la littérature grecque.
- Lorenzo Forestani (it), mathématicien du XVIIe siècle, dont les traités Pratica d'aritmetica e geometria sont considérés comme modernes pour son époque.

### Venise et la littérature
- William Shakespeare :
  - Le Marchand de Venise, pièce de théâtre où l'on trouve le personnage du juif Shylock
  - Othello ou le Maure de Venise
- Giacomo Casanova, Histoire de ma vie, 1825-1829
- Alfred de Musset, Lorenzaccio, 1834
- Honoré de Balzac, Massimilla Doni, nouvelle parue en 1837-1839, qui est un véritable hymne à l'amour de cette ville et à son art de vivre. L'essentiel de l'histoire se déroule à la Fenice, au Caffè Florian, et dans un palais. Bibliothèque de la Pléiade, t. IX, 1979[44]
- George Sand, décrit son voyage vénitien dans Histoire de ma vie, 1855
- Marcel Proust, Albertine disparue, sixième tome de À la recherche du temps perdu
- Les Ailes de la colombe, roman de Henry James, 1902
- Henri de Régnier[45] :
  - Esquisses venitiennes, 1906.
  - L'Altana ou la Vie vénitienne, Éditions Mercure de France, 1986.
  - Récits vénitiens.
- Michel Zévaco, Le Pont des Soupirs et Les Amants de Venise, Paris, 1909. Vincent Scotto en tira l'opérette Les Amants de Venise en 1953.
- Thomas Mann, La Mort à Venise, 1912
- Charles Maurras, Les Amants de Venise, George Sand et Musset, 1914[46].
- Arthur Schnitzler, Le Retour de Casanova, Éditions Le Sorbier, 1981
- Ernest Hemingway, Au-delà du fleuve et sous les arbres
- Remets ton slip, gondolier!, de San-Antonio, Fleuve Noir, 1976[47]
- Les pierres de Venise (en), de John Ruskin, 1853, Hermann, 1986[48]
- Venise en hiver, d'Emmanuel Roblès, édition du Seuil, 1981[49]
- Voir Venise et crever, de James Hadley Chase, Éditions Carré Noir (Gallimard, 1954)[50] adapté en film en 1964, sous le titre de "Agent spécial à Venise"
- Carnet Vénitien, de Liliana Magrini, Éditions Gallimard, 1956[51]
- Le Désir et la poursuite du Tout, de Frederick Rolfe -Baron Corvo-, Éditions Gallimard (du Monde entier), 1963[52]
- Description de San Marco, de Michel Butor, Éditions Gallimard, 1963[53]
- Un jeune homme de Venise, de Claude-Michel Cluny, Éditions Folio (Denoël, 1966)[54]
- Ceux qui prennent le large (en), de Patricia Highsmith, Éditions le Livre de poche, 1968
- ''Venises'' de Paul Morand, Éditions Gallimard, 1971[55]
- ''Pourquoi pas Venise'', de Michèle Manceaux, Éditions du Seuil, 1981[56]
- Les Confidences vénitiennes, de Josane Duranteau, Éditions Stock, 1981[57]
- Le Salon des Anges de Marie Chaix, Éditions du Seuil, 1982, (ISBN 2-02-006184-8)
- L'Amant sans domicile fixe (it), de Carlo Fruttero et Franco Lucentini, Collections Points -Seuil, 1988
- La Dogaresse, de Henri Sacchi, Le Seuil, 1994[58]
- Pier Maria Pasinetti :
  - ''De Venise à Venise : Dorsoduro'', Éditions Liana Levi, 1984[59]
  - Rouge vénitien (it), Colombo, 1959 (réédité par les Éditions Bompiani en 1965 et en 1975)
  - ''Piccole veneziane complicate'', Marsilio, 1996[60]
- Sophie Basch, Paris-Venise, 1887-1932. La « Folie vénitienne » dans le roman français de Paul Bourget à Maurice Dekobra. Honoré Champion, 2000[61]
- Plusieurs romans de Maud Tabachnik[62] :
  - L'Étoile du temple, Paris, Viviane Hamy, 1997 (ISBN 2-87858-087-7) ; réédition, J'ai lu policier no 5874, 2001 (ISBN 2-290-31076-X)
  - Le sang de Venise, de, Paris, Flammarion, 1999 (ISBN 2-08-067812-4) ; réédition, J'ai lu policier no 6615, 2003 (ISBN 2-290-32467-1)
- Ginette Herry, Goldoni à Venise. La Passion du poète. Honoré Champion, 2001[63].
- Venise est le cadre d'une série de romans policiers de Donna Leon, dont le personnage principal est le commissaire Brunetti (premier de ces romans : Mort à la Fenice, 1992, trad. française 1997)
- La Bulle de Tiepolo, de Philippe Delerm, Éditions Gallimard, 2005[64]
- Les Romans de Venise, Gonzague Saint Bris- éditions du Rocher, 2007[65]
- La Malédiction de Toutanchaton "Le chasseur de chats". (Les aventures d'Italo, chat vénitien.) Jack Chaboud. Lito. 2006[66]
- Le roman de Venise - Un voyage à travers les plus beaux textes de la littérature, d'Agnès Michaux, Éditions Albin Michel, 1996[67]
- Venise, l'hiver et l'été, de près et de loin, Lorenzo Cittone- Éditions Tramezzinimag, 2011[68]
- Voyage à Venise - Arsène Houssaye- 1850[69]
- Claudie Gallay, Seule Venise, Actes Sud, 2005, 304 p. (ISBN 978-2-7427-5573-8)
- Jean-Paul Bourre, Ca' Dario: La malédiction d'un palais vénitien, Les Belles Lettres, 2011, 128 p. (ISBN 978-2-2514-4414-7)
- Ivan Calbérac, Venise n'est pas en Italie, Le Livre de Poche, 2017, 320 p. (ISBN 978-2-2530-6893-8)
- Henri de Régnier et Patrick Besnier, L'Altana ou la vie vénitienne, Omnia, 2019, 286 p. (ISBN 978-2-8410-0666-3)
- Dominique Fernandez, Le piéton de Venise, Philippe Rey, 2019, 197 p. (ISBN 978-2-8487-6776-5)

#### Opéra/Théâtre
- Plusieurs œuvres du dramaturge vénitien Carlo Goldoni#Œuvres.
- Le Marchand de Venise  est une pièce de théâtre de William Shakespeare
- Mort à Venise (Death in Venise), opéra de Benjamin Britten, d'après le récit de Thomas Mann, créé en 1973 au festival d'Alderburgh
- Simone Weil, Léo Texier (Préface) et Lidia Breda (Séries Editor), Venise sauvée, Editions Payot & Rivages, 2020, 125 p. (ISBN 978-2-7436-5089-6)
  - Venise sauvée est une pièce de théâtre inachevée de Simone Weil sur le projet avorté du renversement de la République Vénitienne par les Espagnols en 1618.
- Le Marchand de Venise  opéra de Reynaldo Hahn, créé à l'Opéra de Paris le 25 mars 1935.

#### Bande dessinée
- Certains épisodes de plusieurs séries réalisés par le Français Jacques Martin :
  - Le Mystère Borg, de la série d'aventure Lefranc, 1964. Dans cette ville représentée de manière réaliste trouve refuge le criminel Axel Borg, affichant des airs de Casanova dans son palais vénitien richement décoré.
  - Le Pique rouge, 1983, épisode de la série historique Arno.
  - Venise, 2007, épisode de la série documentaire Les Voyages de Jhen, dessiné par Enrico Sallustio
  - La Sérénissime, 2009, épisode de la série historique Jhen, créé par les repreneurs : Hugues Payen (scénario), Jean Pleyers (dessin), Corinne Pleyers (couleurs).
- Plusieurs épisodes de Corto Maltese, série italienne d'aventure de Hugo Pratt, (Éditions Casterman). L'auteur ayant passé son enfance dans la Sérénissime, il en retranscrit l'ambiance dans plusieurs de ses œuvres[71]. Les épisodes ayant Venise pour décor sont :
  - L'Ange à la fenêtre d'Orient dans Les Celtiques, 1971-1972 ;
  - Corto Maltese en Sibérie, 1974-1977 ;
  - Fable de Venise, 1977, accompagné dans certaines éditions d'une introduction présentant l'enfance vénitienne de l'auteur.
  - Au début de La Maison dorée de Samarkand, 1986, qui se déroule juste après, Corto se trouve sur le port de Rhodes (Grèce). Mais ayant encore la tête chargée d'images de Venise, les premières cases de la BD montrent des détails des coupoles de Saint-Marc, avec leurs croix ornementées. Dans cette aventure Corto affirme venir pour la troisième fois à Venise ; il ne sait pas encore de les nouveaux auteurs le feront partir de Venise en 1911 (voir ci-dessous), soit avant les trois aventures ci-dessus.
  - Équatoria, 2017 (par Juan Díaz Canales et Ruben Pellejero).
- Plusieurs séries par le Belge Jean Dufaux :
  - Giacomo C., série d'aventure dessinée par Griffo, Éditions Glénat, 1988 à 2005, 15 albums.
  - Saria, dessinée par Paolo Eleuteri Serpieri, série fantastique débutée en 2012.
- Spartakus, série de science-fiction abandonnée après le premier épisode (1995), par les Français Laurent-Frédéric Bollée et Michel Valdman (décédé peu de temps après sa parution).
- Le Secret du janissaire, 1995, premier épisode de la série française De cape et de crocs d'Alain Ayroles et Jean-Luc Masbou, parodiant les romans de cape et d'épée.
- Marée basse, 1996, série de science-fiction des Français Daniel Pecqueur et Jean-Pierre Gibrat.
- Les suites vénitiennes, série historique réalisée entre 1996 et 2008 par l'Allemand Éric Warnauts et le Belge Raives.
- Voir Venise épisode de la série belge de business-thriller Largo Winch, par Jean Van Hamme (scénario), Philippe Francq (dessin), Marie-Paule Alluard (couleurs), Édition Dupuis, 1998.
- Les Ombres de la Lagune, série franco-italienne de science-fiction, abandonnée après le premier épisode (1998), par François Corteggiani et Giulio De Vita.
- Robert le diable, série fantastique du Belge Isaac Wens, 2000.
- Le Pharaon de Venise, 2001, épisode réalisé par Felicisimo Coria, de la série de BD Bob Morane. Celle-ci est une adaptation de la série littéraire Bob Morane, du belge Henri Vernes.
- L'Immortel, série d'aventure débutée en 2001, d'Éric Puech.
- Venezia, série humoristique française par Lewis Trondheim et Fabrice Parme, débutée en 2001.
- Forget-me-not, manga policier/thriller du Japonais Kenji Tsuruta, 2003.
- Corinthian-Mort à Venise, série fantastique des Croates Darko Macan et Danijel Žeželj, 2004.
- Casanova sous les Plombs de Venise, série historique réalisée entre 2004 et 2005 par le Suisse Patrick Mallet. Cette série évoque l'emprisonnement de Giacomo Casanova dans les Piombi, célèbre prison reliée au Palais des Doges par le Pont des Soupirs.
- Plusieurs BD inspirées d'Othello ou le Maure de Venise, pièce de William Shakespeare, jouée pour la première fois en 1604 :
  - Othello, adaptation sortie en 2004, par le Belge Denis Deprez.
  - Otello de Giuseppe Verdi, sortie en 2007, par les Français Raymond Maric et Pierre Frisano. C'est une adaptation de l'opéra Otello de Giuseppe Verdi, composé en 1887, et lui-même adapté de cette pièce.
- Échec et automates, série fantastique par Philippe Ségard et Arnaud Quéré, débutée en 2005.
- Le génie se gondole, 2006, épisode de la série humoristique belge Léonard, par Bob de Groot.
- 1432 BD historique de l'Italien Paolo Cossi, 2008, librement adapté du récit du voyageur vénitien Pietro Querini.
- Deus, 2008, série abandonnée fantastique des français Stéphane Betbeder et Christophe Bec.
- Bianca, 2010, épisode par Alexine et You, de la série historique Sorcières.
- Dracula, l'ordre des dragons, série française fantastique de Éric Corbeyran, Serge Fino et Olivier Héban, débutée en 2011[72].
- Durasagra-Venezia über alles (Jours tranquilles à Venise), 2012, de l'Italien Paolo Bacilieri.
- Venise hantée, série policière/thriller française, scénarisée par Roger Seiter et Wilkie Collins, dessinée par Vincent Wagner.
- Marina, série d'aventure par le Belge Zidrou et l'Italien Matteo, 2013.
- Quelques œuvres de l'Italien Lele Vianello (it) :
  - Lunes vénitiennes, 2014
  - Adriatica, 2017
- La Vénitienne, série d'aventure par Patrice Ordas et Laurent Gnoni, débutée en 2014.
- La Vision de Bacchus, série historique par Jean Dytar, débutée en 2014.
- Travel Book Venise, Jirō Taniguchi, Louis Vuitton, 2014
- Le Testament de William S., épisode de la série belge d'aventure Blake et Mortimer, Yves Sente et André Juillard, 2016.
- Astérix et la Transitalique, Jean-Yves Ferri et Didier Conrad, 2017, de la série française d'aventure Astérix. Les héros y rencontrent les Vénètes bâtissant une ville en plein marécage. Les auteurs prennent ainsi avec humour le contrepied du cliché de la ville romantique que l'on connaît aujourd'hui.
- Celestia, Manuele Fior, Atrabile, août 2020, (ISBN 978-2-8892-3091-4), se dans une Venise futuriste, renommée Celestia[73].

#### Littérature Divers
- Venedig (de), cycle de poèmes allemands écrits par Rolf Bongs (de) et publiés en 1949.
- Venise de Frédérick Tristan, collection Des Villes, Éditions du Champ Vallon, 1984[74]
- Venise. L'île des morts, de Baptiste-Marrey, Éditions Le Temps qu'il fait, 1984[75]
- Venise n'est pas trop loin, de Christian Bruel et Anne Bozellec, Éditions Gallimard, collection le sourire qui mord, 1986[76]
- Vienne, Trieste, Venise, ou Gens de Vienne et fantômes de Venise se retrouvent un soir à Trieste pour fêter la fin du monde, par Jean-Marc Terrasse et Régis Franc, Éditions Autrement[77]
- Fondamenta degli Incurabili, Joseph Brodsky, 1991[78]
- Le Goût de Venise, Collectif, Éditions du Mercure de France, collection petit mercure, 1997[79]
- Tiziano Scarpa, auteur vénitien :
  - In gita a Venezia con Tiziano Scarpa, Torino, Paravia, 1998[80]
  - Venezia è un pesce. Una guida (Venise est un poisson), Milano, Feltrinelli, 2000[81],
  - Discorso di una guida turistica di fronte al tramonto, Venezia Mestre, Amos, 2008[82]
- Sylvio De Franceschi, Raison d'État et raison d'Église La France et l'Interdit vénitien (1606-1607) : aspects diplomatiques et doctrinaux. Honoré Champion, 2009[83].
- Venise n'est pas en Italie, éditions Flammarion, Ivan Calbérac, 2015. Ce livre est adapté en un film homonyme, qui est sorti le 29 mai 2019.

### Plagiat des romans-photos
- Ralph Rumney, The Leaning Tower of Venice, avec une traduction française in Ralph Rumney,  Le Consul, Paris, Allia, 2018, 3e éd., p. 186-197.

### Venise au cinéma
- Panorama du Grand Canal pris d'un bateau, d'Alexandre Promio, 1896 (film de 43 secondes)
- Les Trois Lumières (Der müde Tod) de Fritz Lang, 1921
- Le Marchand de Venise, 1923
- Casanova d'Alexandre Volkoff, 1927
- Haute Pègre d'Ernst Lubitsch, 1932
- Le Danseur du dessus (Top Hat) (comédie musicale), de Mark Sandrich, 1932
- Il Ponte dei sospiri (it) de Mario Bonnard, 1939
- Les Amants de Vérone d'André Cayatte, 1948
- Othello d'Orson Welles, 1951
- Rapt à Venise de Mario Soldati, 1953
- Senso de Luchino Visconti, 1953
- L'Appel du destin de Georges Lacombe, 1953
- Vacances à Venise de David Lean, 1954
- Sait-on jamais... de Roger Vadim, 1957
- Venise, la Lune et toi de Dino Risi, 1958
- Le Miroir à deux faces d'André Cayatte, 1958
- Eva de Joseph Losey, 1962
- Le Petit Boulanger de Venise de Duccio Tessari, 1963
- Bons Baisers de Russie de Terence Young, 1963, 2e long métrage autour du personnage James Bond
- Agent spécial à Venise, 1964, adaptation de Voir Venise et crever, de James Hadley Chase
- Guêpier pour trois abeilles (The Honey Pot), 1966 de Joseph L. Mankiewicz.
- Casanova, un adolescent à Venise de Luigi Comencini, 1969
- Assassinats en tous genres de Basil Dearden, 1969
- Adieu à Venise (Anonimo Veneziano) d'Enrico Maria Salerno, 1970
- Mort à Venise de Luchino Visconti 1971, inspiré de la nouvelle de Thomas Mann
- Ne vous retournez pas de Nicolas Roeg, 1973
- Giordano Bruno de Giuliano Montaldo, 1973, retraçant les dernières années de la vie du philosophe italien Giordano Bruno.
- Le Casanova de Fellini de Federico Fellini, 1975
- Âmes perdues de Dino Risi, 1976
- Moonraker de Lewis Gilbert, 1979, avec James Bond
- Oublier Venise de Franco Brusati, 1979
- Le Guignolo de Georges Lautner, 1980
- Le Cadeau de Michel Lang, 1981
- Identification d'une femme de Michelangelo Antonioni 1982
- Venise sauvée d'André Engel, 1987
- Nosferatu à Venise de Werner Herzog, 1988, où le Comte Orlock fait une visite dans la Sérénissime
- Indiana Jones et la Dernière Croisade de Steven Spielberg, 1989, dans lequel l'Église San Barnaba (extérieur uniquement) sert de décor pour une bibliothèque et un tombeau fictifs.
- Nikita de Luc Besson, 1990
- Tout le monde dit I love you de Woody Allen, 1996
- Pain, Tulipes et Comédie de Silvio Soldini, 2000
- Ma femme s'appelle Maurice de Jean-Marie Poiré, 2002
- Braquage à l'italienne de F. Gary Gray, 2003
- La Ligue des gentlemen extraordinaires de Stephen Norrington, sorti en 2003, libre adaptation de la bande dessinée de même titre d'Alan Moore et Kevin O'Neill
- Le Marchand de Venise de Michael Radford, 2004
- Casanova de Lasse Hallström, sorti en 2005, sur le légendaire Casanova
- Casino Royale de Martin Campbell, 2006, avec James Bond
- The Tourist de Florian Henckel von Donnersmarck, 2010
- Impardonnables d'André Téchiné, 2011
- Les Trois Mousquetaires de Paul W. S. Anderson, 2011
- Inferno de Ron Howard, 2016
- Venise n'est pas en Italie de Ivan Calbérac, 2019
- Spider-Man: Far From Home de Jon Watts, 2019

### Venise à la télévision
- Glückliche Reise – Venedig (de), téléfilm allemand réalisé par Stefan Bartmann (de), dont la première diffusion eut lieu en 1992.

### Venise en clip de chanson
- Venezia, recueil de six mélodies (1901) de Reynaldo Hahn
- Like A Virgin avec Madonna (1984) se déroule en partie à Venise.

### Venise dans les jeux vidéo
- Dans Tomb Raider 2 (1997), l'héroïne Lara Croft traverse Venise via des rues, des canaux, des bâtiments et des toits pour rejoindre un opéra.
- Dans Sly 3 (2005), le premier niveau du jeu se passe à Venise où on peut voir le Pont du Rialto.
- Dans 007: Quantum of Solace (2008), James Bond part en mission dans Venise.
- La deuxième partie du jeu Assassin's Creed II (2009) se déroule à Venise durant la Renaissance, notamment pendant le carnaval. Une mission annexe de sa suite, Assassin's Creed Brotherhood (2010), s'y déroule également.
- Dans Civilization V (2010) le joueur peut contrôler la civilisation vénitienne par le biais de Enrico Dandolo.

## Les autres «Venise»
La présence de canaux ou de chenaux dans plusieurs villes du monde fait qu'on les compare à Venise, voire leur donne le surnom de « Petite Venise », telles que :

### Europe
Plusieurs villes du nord de l'Europe, revendiquent l'appellation de « Venise du nord (en) en égard à leurs canaux, à laquelle s'ajoutent d'autres appellations :

#### Allemagne
Nombre de villes allemandes sont comparées à Venise, telles que :
- Bamberg, avec sa Klein-Venedig (de) (petite Venise).
- Berlin, avec son quartier de Neu-Venedig (de) (nouvelle Venise).
- Constance, avec sa Klein-Venedig.
- Emden
- Erfurt, avec sa Venedig (de) (Venise).
- Friedrichstadt
- Hambourg
- Hanovre, où se trouvait autrefois une île nommée Leineinsel Klein-Venedig (de).
- Papenbourg
- Passau
- Schwerin
- Stralsund
- Tiefwerder, avec sa Klein-Venedig.
- Wolfenbüttel, avec sa Klein-Venedig.

#### Autriche
- Fußach, avec sa Klein-Venedig.
- Grafenstein, avec sa Klein-Venedig.

#### Belgique
- Bruges
- Gand

#### Croatie
- Rovinj, la « petite Venise croate »

#### Danemark
- Bornholm
- Copenhague

#### Espagne
- Empuriabrava, « la Venise espagnole »[84].

#### Estonie
- Haapsalu, surnommée la « Venise des pays nordiques »[85].

#### France
Nombre de villes françaises sont comparées à Venise, telles que :
- Amiens est surnommée La petite Venise du Nord pour ses canaux ainsi que pour les hortillonages[86].
- Annecy dont la vieille ville est appelée la Venise des Alpes.
- Bonneval (Eure-et-Loir), où l'abondance de l'eau au cœur de la ville lui a valu le surnom de « petite Venise de la Beauce »[87].
- Brantôme (Dordogne), est surnommée la Venise du Périgord[88].
- Charolles, surnommée la Venise du Charollais
- Colmar dont un quartier est également appelé la Petite Venise.
- Crécy-la-Chapelle, surnommée la Venise briarde[89].
- Goudargues est surnommée la Venise gardoise[90].
- L'Isle-sur-la-Sorgue, nommée la Venise comtadine[91].
- La Ferté-Bernard est appelée la Petite Venise de l'Ouest[92].
- La zone humide du Marais poitevin est couramment appelé Venise verte[93].
- Martigues est surnommée la Venise provençale[94].
- Montbrison est surnommée Venise du Forez.
- Montargis est nommée Venise du Gâtinais.
- Nantes, avant les comblements des bras de la Loire, était surnommé la Venise de l'ouest.
- Ornans est surnommée la petite Venise comtoise.
- Pont-Audemer, nommée la Venise normande.
- Port Grimaud, ville de villégiature construite sur l'eau dans les années 1970.
- Sète est surnommée la Venise du Languedoc[95].
- Vendôme est surnommé la Venise du Loir.
- Versailles avait autrefois, dans le parc de son château, un lieu nommé Petite Venise.

#### Italie
- Chioggia
- Comacchio, appelé la Petite Venise
- Venezia Nuova (it), dans la ville de Livourne

#### Norvège
Nombre de villes norvégiennes, telles que :
- Ålesund.
- Arendal
- Bulandet.
- Henningsvær
- Svolvær.
- Værlandet (no).

#### Pays-Bas
- Amsterdam
- Dordrecht
- Giethoorn

#### Portugal
- Aveiro, la Venise du Portugal.

#### Pologne
- Bydgoszcz.
- Gdańsk.
- Kalisz
- Wrocław.

#### Royaume-Uni
Nombre de villes britanniques, telles que :
- Birmingham, Angleterre.
- Bourton-on-the-Water dans la région des Cotswolds, en Angleterre, est surnommée la Venise des Cotswolds.
- Leeds
- Little Venice est un quartier de Londres, Angleterre.
- Manchester, Angleterre.
- Maryhill (en), près de Glasgow, Écosse.
- Skipton, Angleterre.

#### Russie
- Kaliningrad, où se trouvait autrefois une île nommée Venedig (de).
- Saint-Pétersbourg, appelée la Venise du Nord.

#### Suède
- Stockholm

### Asie
Plusieurs villes asiatiques revendiquent le surnom de Venise de l'Orient (en). Par exemple :

#### Bangladesh
- Barisal

#### Brunei
- Kampong Ayer, village sur pilotis situé dans la capitale Bandar Seri Begawan, comptant 39 000 habitants.

#### Chine
Nombre de villes chinoises, dont :
- Macao, doté d'un hôtel casino, The Venetian
- Suzhou, surnommée la Venise d'Asie.
- Tongli.
- Wuzhen.
- Zhouzhuang.

#### Corée du Sud
- Chuncheon
- Jinhae
- YeoSu

#### Inde
- Alappuzha
- Udaipur (Rajasthan)
- Srinagar

#### Indonésie
- Banjarmasin
- Palembang
- Semarang

#### Irak
- Bassorah, nommée la « Venise du Moyen-Orient ».

#### Japon
Nombre de villes japonaises, telles que :
- Hiroshima
- Kurashiki
- Kyoto
- Matsue
- Osaka et, pas loin, Sakai
- Otaru
- Tamayu
- Yanagawa

#### Malaisie
- L'État de Malacca

#### Philippines
- Sitangkai

#### Qatar
- Doha, avec Villaggio Mall (en)

#### Thaïlande
- Ayutthaya
- Bangkok est nommée la Venise de l'Orient.

### Afrique

#### Bénin
- Ganvié

#### Mali
- Djenné est une des deux villes maliennes se disputant le titre de Venise du Mali avec Mopti.
- Mopti est une des deux villes maliennes se disputant le titre de Venise du Mali avec Djenné.

### Amérique

#### Brésil
- Recife, considérée comme la Venise du Brésil, ou « Veneza brasileira ».

#### Canada
- Venise-en-Québec, en raison de fréquentes crues de printemps.

#### États-Unis
- Fort Lauderdale en Floride, surnommée la « Venise de l'Amérique ».
- San Antonio au Texas, surnommée la « Petite Venise du Texas ».
- À Las Vegas, un complexe de casinos, de boutiques et de restaurants, The Venetian, copie la place Saint-Marc et le palais des Doges.
- Le neighborhood de Venice Beach à Los Angeles comprend une partie de petits canaux entourant des maisons de bois.

#### Mexique
- Mexcaltitán est surnommé la Venise mexicaine.
- Tenochtitlan, capitale aztèque et ancienne Mexico était désignée la Venise du Nouveau Monde.

#### Venezuela
Le pays tirerait son nom d'une référence à Venise (Venizziola, petite Venise, Klein-Venedig).

### Océanie

#### États fédérés de Micronésie
- Nan Madol, site en ruines sur l'île de Pohnpei, souvent surnommé « la Venise du Pacifique ».

## Administration

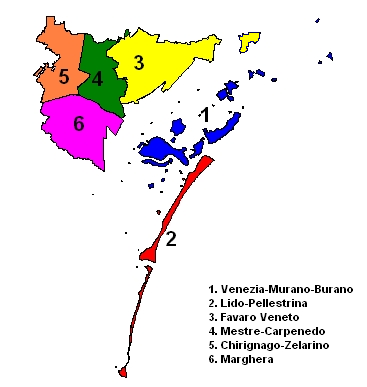
Les six municipalités de la commune de Venise.

Le territoire de la commune de Venise comprend plusieurs municipalités (municipalità) distinctes :
- la municipalité de Venise-Murano-Burano dite Venise insulaire avec la partie historique de Venise, ses six sestieri avec la Giudecca et Sacca Fisola ainsi que les îles de Murano, Burano, Torcello, Mazzorbo et San Erasmo ;
- la municipalité de Lido–Pellestrina comprenant : le Lido, Malamocco, l'Île d'Alberoni, Pellestrina et San Pietro in Volta ;
- la municipalité de Favaro Veneto ;
- la municipalité de Mestre-Carpenedo ;
- la municipalité de Chirignago-Zelarino comprenant : Cipressina, Zelarino, Trivignano, Chirignago et Gazzera ;
- la municipalité de Marghera, comprenant également Catene et Malcontenta.

Ainsi, les deux premières de la liste ci-dessus sont formées de territoires insulaires, situés au sein de la lagune ou bordant celle-ci, avec une façade sur l'Adriatique. Les quatre suivantes sont sur la Terraferma veneziana.
Ces municipalités ont été créées le 7 février 2005 et sont devenues opérationnelles le 21 avril de la même année. Auparavant, le territoire communal de Venise était organisé en treize districts (au nombre de dix-huit jusqu’en 1997).
Le maire de Venise n'est pas élu par la seule partie dite historique de Venise, mais par l'ensemble des municipalités du territoire, qui pèsent nettement plus au regard de la population que les habitants du centre historique de Venise. Venise fut longtemps un fief du PCI, le Parti communiste italien, dont Massimo Cacciari était membre. À la mort d'Enrico Berlinguer, il s'éloigna du parti, devenant proche de Romano Prodi.
| Période                                  | Période | Identité         | Étiquette    | Qualité      |
| ---------------------------------------- | ------- | ---------------- | ------------ | ------------ |
| 1993                                     | 2000    | Massimo Cacciari | PDS          | philosophe   |
| 2000                                     | 2005    | Paolo Costa      | DL           | professeur   |
| 2005                                     | 2010    | Massimo Cacciari | PD           | philosophe   |
| 2010                                     | 2015    | Giorgio Orsoni   | PD           | avocat       |
| 2015                                     |         | Luigi Brugnaro   | centre-droit | entrepreneur |
| Les données manquantes sont à compléter. |         |                  |              |              |

### Quartiers
Depuis 1171, la cité des doges comporte six quartiers appelés sestiere : Cannaregio, Castello, Dorsoduro avec l'île de la Giudecca, San Marco, San Polo et Santa Croce, auxquels s'ajoutent Murano, Pellestrina et le Lido. Les autres îles importantes (Burano, Torcello, San Erasmo) comme les localités de la terre ferme (Mestre, Marghera, Favaro Veneto, Zelarino et Chirignago) font partie du territoire de la Commune de Venise.

### Superficie
L'ensemble des territoires de la Commune représente une superficie totale de 41 317 hectares dont 25 302 sont recouverts par les eaux lagunaires. Les localités de la terre ferme occupent une superficie de 13 028 hectares, le Centre historique mesure à peu près 800 hectares et les principales îles, environ 2 186 hectares.

### Hameaux (frazioni)
- Alberoni, Asseggiano, Bagaron, Boaria Baroffio, Bonduà Est, Bonduà Ovest, Borgo Forte, Borgo Pezzana, Burano, Ca' Brentelle, Ca' Sabbioni, Ca' Serafin, Ca' Serafin Ovest, Ca' Solaro Nord, Ca' Solaro Sud, Campalto, Capitello, Case Dosa, Chirignago, Cimitero Campalto, Dese, Favorita, Ferrarese, Fontana, Forte Vallon, Giotto Nord, Giotto Sud, Giudecca, Lido, Macello, Maguolo, Marocco, Mazzorbo, Mestre, Molino Ronchin, Murano, Passo Campalto, Pellestrina, San Francesco del Deserto, San Giorgio Maggiore, San Lazzaro degli Armeni, San Pietro in Volta, Sant'Erasmo, Santa Maria del Mare, Sardi, Scaramuzza, Scaramuzza Nord, Scaramuzza Sud, Selvanese, Tarù, Tessera, Torcello, Trivignano, Volte Grandi, Zelarino

### Communes limitrophes
Campagna Lupia, Cavallino-Treporti, Chioggia, Jesolo, Marcon, Martellago, Mira, Mogliano Veneto (Trévise), Musile di Piave, Quarto d'Altino, Scorzè, Spinea.

### Population
Au 31 décembre 2007, la population totale de la commune de Venise est de 268 993 habitants.
Cela représente autant que le centre historique au XVIIIe siècle qui est aujourd'hui compté dans ce que l'on appelle la Venise insulaire : Venise plus les îles de Burano, Murano, Torcello, Sant' Erasmo et la Giudecca, qui compte 69 656 habitants.
Sans les îles de Burano, Torcello et Murano, la population du centre historique (dont la Giudecca et Sacca Fisola) est au 31 décembre 2007 de 60 755 habitants.
La Venise dite littorale (Lido, Pellestrina) compte 21 688 habitants, celle de Mestre 88 178, celle de Favaro 23 488, celle de Marghera 28 301 et celles de Chirignago - Zelarino 37 682.
L'avenir et la sauvegarde de Venise passent, selon les professionnels de l'urbanisme, par le maintien des populations dans leur habitat d'origine et des activités artisanales, commerciales et administratives qui permettent à la population de vivre.
La question du tourisme durable s'est posée dans les années 2010, car contrairement aux idées reçues, le tourisme n'enrichit pas la ville et il contribue, par sa massification et sa pendularité (à certaines heures de la journée, il y a beaucoup de touristes et à d'autres, il y en a très peu) à chasser les habitants du centre historique.
Rome et Florence, deux autres destinations importantes du tourisme en Italie, notamment pour des séjours de courte durée, sont elles aussi confrontées à la remise en question d'un modèle de tourisme.
L'actuelle municipalité de Venise s'emploie à renverser cette situation en favorisant l'accès au logement pour les plus défavorisés et en veillant au maintien des activités traditionnelles, des commerces, des écoles et des entreprises du tertiaire qui ont leur siège dans le centre historique.
Mais, dans le même temps, les hôtels ont été autorisés à ouvrir des chambres dans des appartements situés dans des maisons voisines et le nombre d'appartements loués en tant que locations de vacances à la semaine, ne cesse d'augmenter sans que la municipalité n'intervienne. D'où une nouvelle flambée des prix de l'immobilier qui oblige les jeunes Vénitiens à partir habiter sur la terre ferme, n'étant plus capables d'acheter dans le centre historique.

### Évolution démographique
Habitants recensés

## Personnalités liées à Venise
- Grégoire XII, pape, né à Venise en 1325
- Christine de Pizan, née à Venise vers 1364
- Eugène IV, pape, né à Venise en 1383
- Fra Mauro, né à Venise vers 1385
- Marco Polo, né le 15 septembre 1254
- Niccolò Manucci, médecin et voyageur, né le 19 avril 1638
- Nicolò de' Conti, né vers 1395, mort à Venise
- Paul II, pape, né à Venise en 1417
- Alvise Cadamosto, né à Venise vers 1429-1432
- Jérôme Emilien, né à Venise en 1486
- Palma le Vieux, mort à Venise le 30 juillet 1528
- Palma le Jeune, né à Venise vers 1548-1550
- Pierre l'Arétin, mort à Venise en 1556
- Le Titien, mort à Venise en 1576
- Le Tintoret, né le 29 septembre 1518
- Alexandre VIII, pape, né à Venise le 22 avril 1610
- Andrea Celesti, peintre baroque-rococo, né à Venise en 1637
- Vincenzo Grimani, né le 26 mai 1653 à Venise ou à Mantoue
- Antonio Vivaldi, né le 4 mars 1678
- Giambattista Pittoni, né le 20 juin 1687
- Giambattista Tiepolo, né le 5 mars 1696
- Clément XIII, pape, né à Venise, le 7 mars 1693
- Canaletto, né à Venise le 18 octobre 1697
- Pietro Longhi, né à Venise le 5 novembre 1701
- Carlo Goldoni, né le 25 février 1707
- Giacomo Casanova, né le 2 avril 1725
- Giandomenico Tiepolo, né le 30 août 1727
- Louis Caburlotto, né le 7 juin 1817
- Richard Wagner, mort à Venise le 13 février 1883
- Serge de Diaghilev, mort à Venise le 19 août 1929
- Terence Hill, né le 29 mars 1939.

## Sport
- Foot Ball Club Unione Venezia
- Reyer Venezia

## Jumelages
En 2012, la ville affichait les jumelages suivants :
- Sarajevo (Bosnie-Herzégovine) depuis 1994 ;
- Dubrovnik (Croatie) ;
- Istanbul (Turquie) depuis 1856 ;
- Tallinn (Estonie) ;
- Suzhou (Chine) depuis 1980 ;
- Yerevan (Arménie) depuis 2007 ;
- Saint-Pétersbourg (Russie).

Par ailleurs, elle a conclu des accords de coopération avec les villes suivantes :
- Nuremberg (Allemagne) depuis 1999 ;
- Qingdao (Chine) depuis 2001 ;
- Thessalonique (Grèce) depuis 2003.